# Loano
Loano ( AFI: /loˈano/; Löa o Lêua o Lœa o Loàn, in ligure /ˈløːa/) è un comune italiano di 10 677 abitanti della provincia di Savona in Liguria, il sesto comune della provincia in ordine di popolosità.
La fascia della Riviera delle Palme Loanese (Loano, Balestrino, Boissano, Borghetto Santo Spirito, Borgio Verezzi e Pietra Ligure) conta circa 38 000 residenti ed ha come principale centro Loano, facendone de facto la quarta città della provincia, dopo il capoluogo, Albenga e Cairo Montenotte.

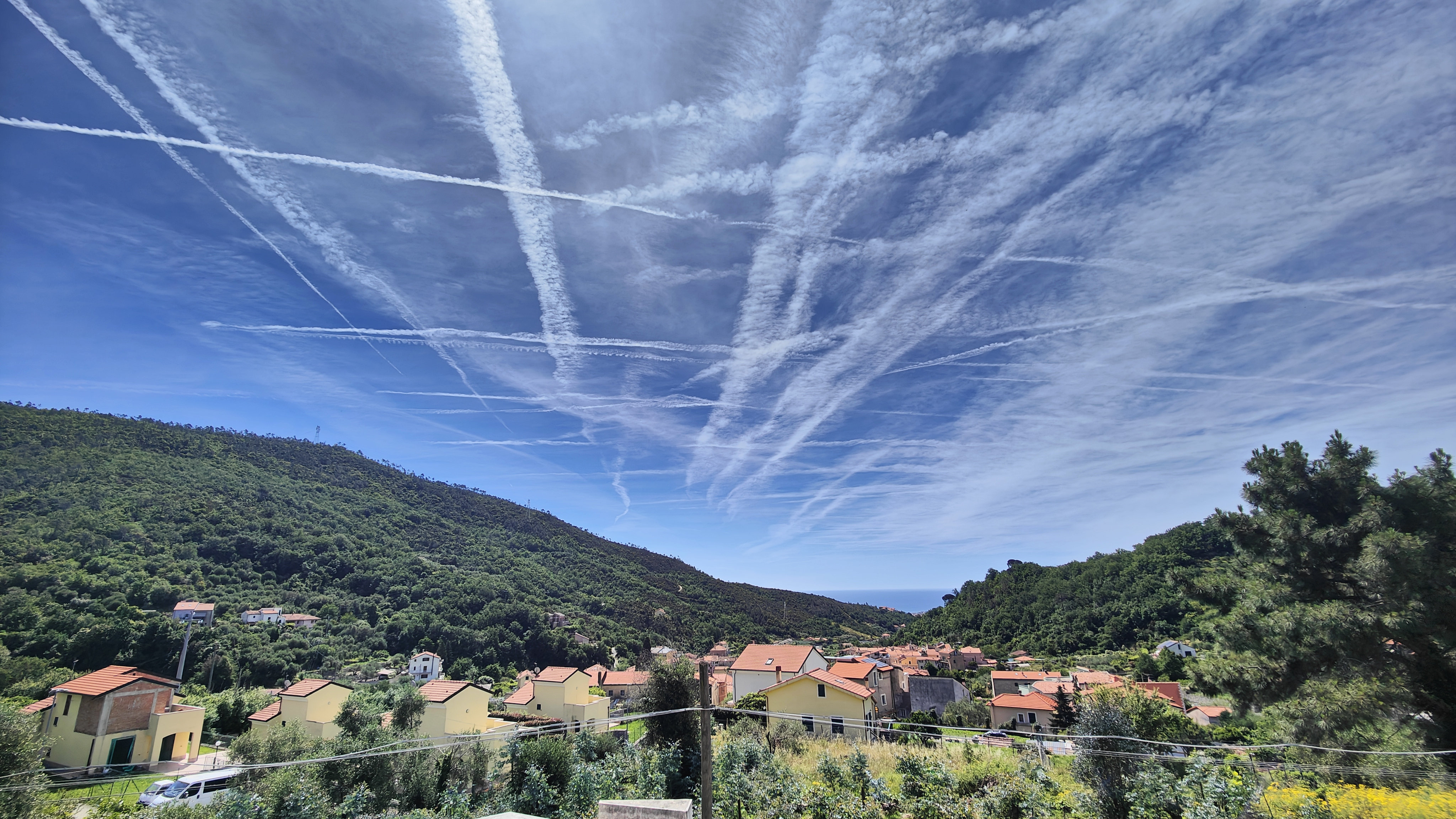
Vista panoramica della frazione Verzi. L'abitato dista circa 4,2 km. da Loano ed è posta ad un'altitudine di circa 120 mt. Questa località è anche meta di escursionismo verso il Monte Carmo, la località Castagnabanca, il rifugio Pian delle Bosse con un dislivello di 850 mt. per 8 km. La zona è ricca di boschi con diverse varietà di alberi

## Geografia fisica

### Territorio
Il territorio di Loano è situato sulla costa della Riviera delle Palme, alla foce del torrente Nimbalto, fra i comuni di Pietra Ligure e Borghetto Santo Spirito.

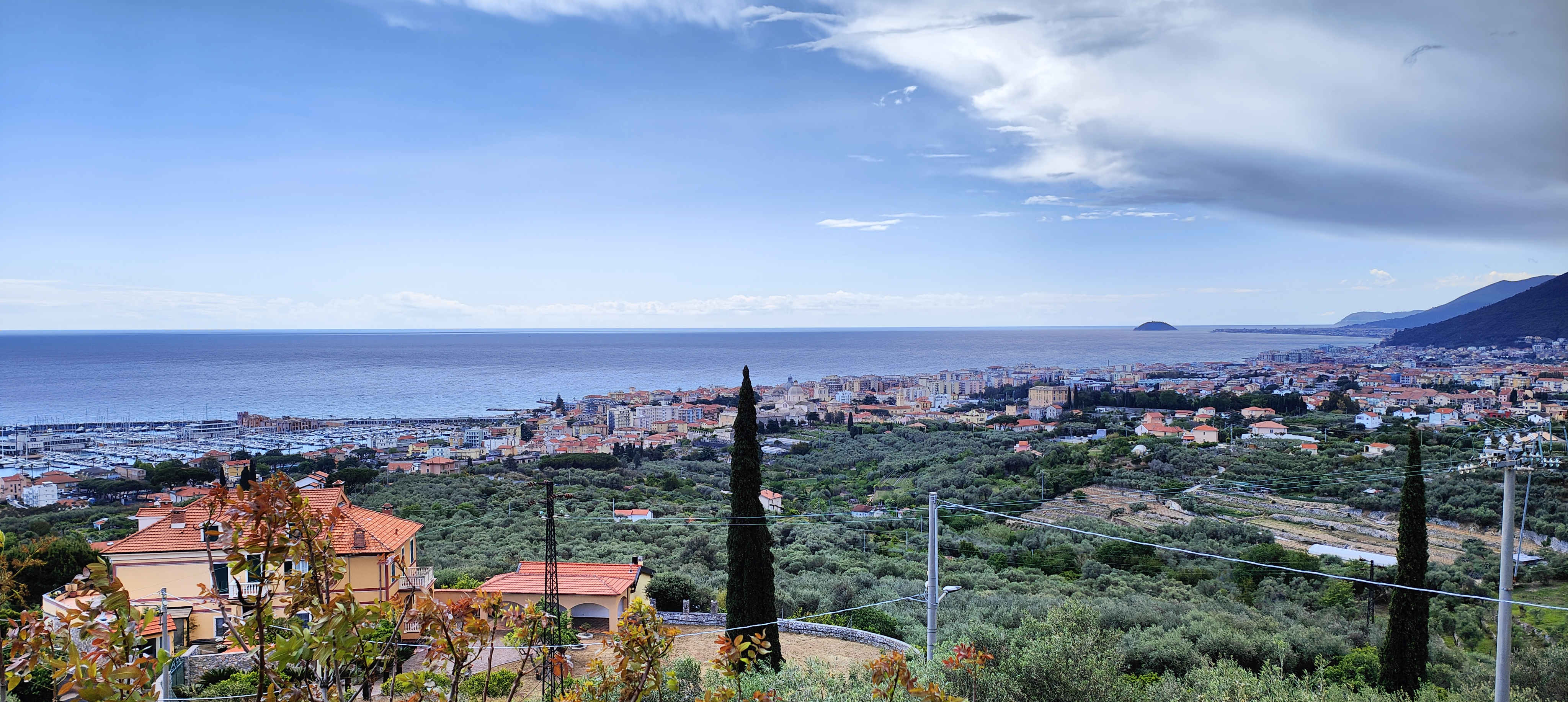
La città di Loano e il suo porto vista dal santuario Santi Cosma e Damiano, sullo sfondo l'isola Gallinara

### Clima
Il clima è temperato di tipo mediterraneo. Rispetto ad altre località del Savonese, il clima di Loano è molto favorevole, in quanto la zona è meno esposta ai venti provenienti dai quadranti settentrionali.
La sua posizione, protetta da un arco di montagne di cui la più alta è il monte Carmo (1389 m), fa sì che Loano possa godere di una situazione climatica particolarmente favorevole, peculiare, dal momento che il territorio loanese risulta molto più riparato dai freddi venti di tramontana rispetto ai territori limitrofi, situazione che rende il clima più simile a quello del Ponente estremo (Sanremo, Bordighera, Ospedaletti). In virtù delle sue caratteristiche climatiche, oltre che per la peculiarità della sua storia antica di feudo della famiglia Doria, Loano può essere considerata come un'isola: "isola del Ponente".
| LOANO               | Mesi | Mesi | Mesi | Mesi | Mesi | Mesi | Mesi | Mesi | Mesi | Mesi | Mesi | Mesi | Stagioni | Stagioni | Stagioni | Stagioni | Anno |
| LOANO               | Gen  | Feb  | Mar  | Apr  | Mag  | Giu  | Lug  | Ago  | Set  | Ott  | Nov  | Dic  | Inv      | Pri      | Est      | Aut      | Anno |
| ------------------- | ---- | ---- | ---- | ---- | ---- | ---- | ---- | ---- | ---- | ---- | ---- | ---- | -------- | -------- | -------- | -------- | ---- |
| T. max. media (°C)  | 11,2 | 12,3 | 14,5 | 17,2 | 20,8 | 24,6 | 28,0 | 27,9 | 24,8 | 20,7 | 15,3 | 12,1 | 11,9     | 17,5     | 26,8     | 20,3     | 19,1 |
| T. media (°C)       | 7,0  | 8,0  | 10,2 | 12,9 | 16,4 | 20,0 | 22,9 | 22,8 | 20,1 | 16,2 | 11,3 | 8,0  | 7,7      | 13,2     | 21,9     | 15,9     | 14,7 |
| T. min. media (°C)  | 2,8  | 3,7  | 5,9  | 8,7  | 12,1 | 15,5 | 17,9 | 17,8 | 15,4 | 11,7 | 7,3  | 4,0  | 3,5      | 8,9      | 17,1     | 11,5     | 10,2 |
| Precipitazioni (mm) | 83   | 83   | 84   | 77   | 66   | 39   | 20   | 45   | 65   | 112  | 98   | 74   | 240      | 227      | 104      | 275      | 846  |

## Storia

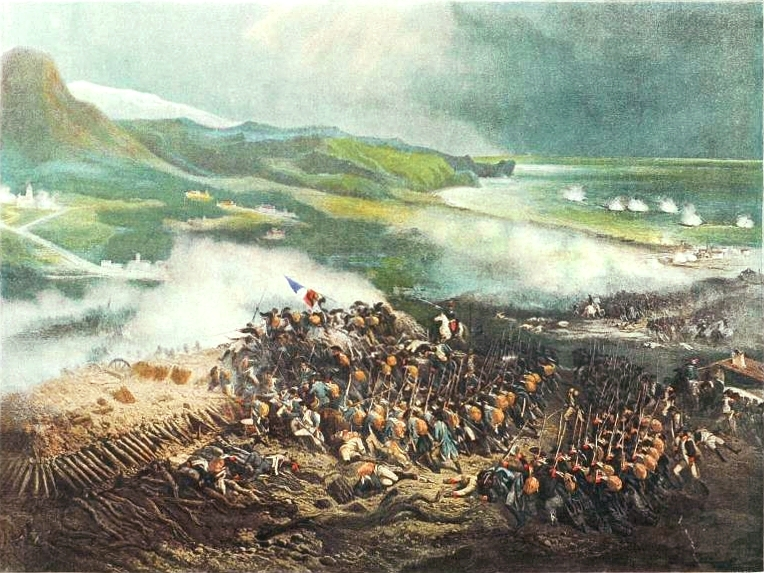
Battaglia di Loano

Di origini preromane (sono recenti i ritrovamenti preistorici presso il colle di San Damiano e preromani presso l'attuale città vecchia), durante l'epoca romana il territorio loanese era costellato da ville anche di un certo rilievo; un mosaico romano di età imperiale è visibile presso il piano nobile di palazzo Doria.
Nell'VIII secolo per donazione carolingia il territorio denominato Lovenis (corrispondente al primo toponimo loanese) fu donato al monastero benedettino di San Pietro in Varatella (Toirano) che fondarono nei pressi del porto la chiesa-santuario di Nostra Signora di Loreto.
Nel corso dei secoli XI-XII fu dominio vescovile della vicina Albenga e durante l'episcopato di Lanfranco Dinegro (1263) il territorio di Loano fu investito ad Oberto Doria che come vassallo dotò il feudo, ancora sviluppato lungo le pendici dell'entroterra per paura delle sempre più frequenti scorrerie dei pirati, di autonomia giuridica e amministrativa e, soprattutto, non soggetto alle dipendenze di una Repubblica di Genova che iniziò da tale secolo la sua espansione territoriali verso il ponente ligure. Intorno al 1300 fu il nuovo signore Raffo Doria, figlio di Oberto, a concedere ai capi famiglia del Poggio nuovi spazi terrieri più verso la costa dove, nel tempo, cominciarono a sorgere nuovi nuclei urbani e attività commerciali e manifatturieri.

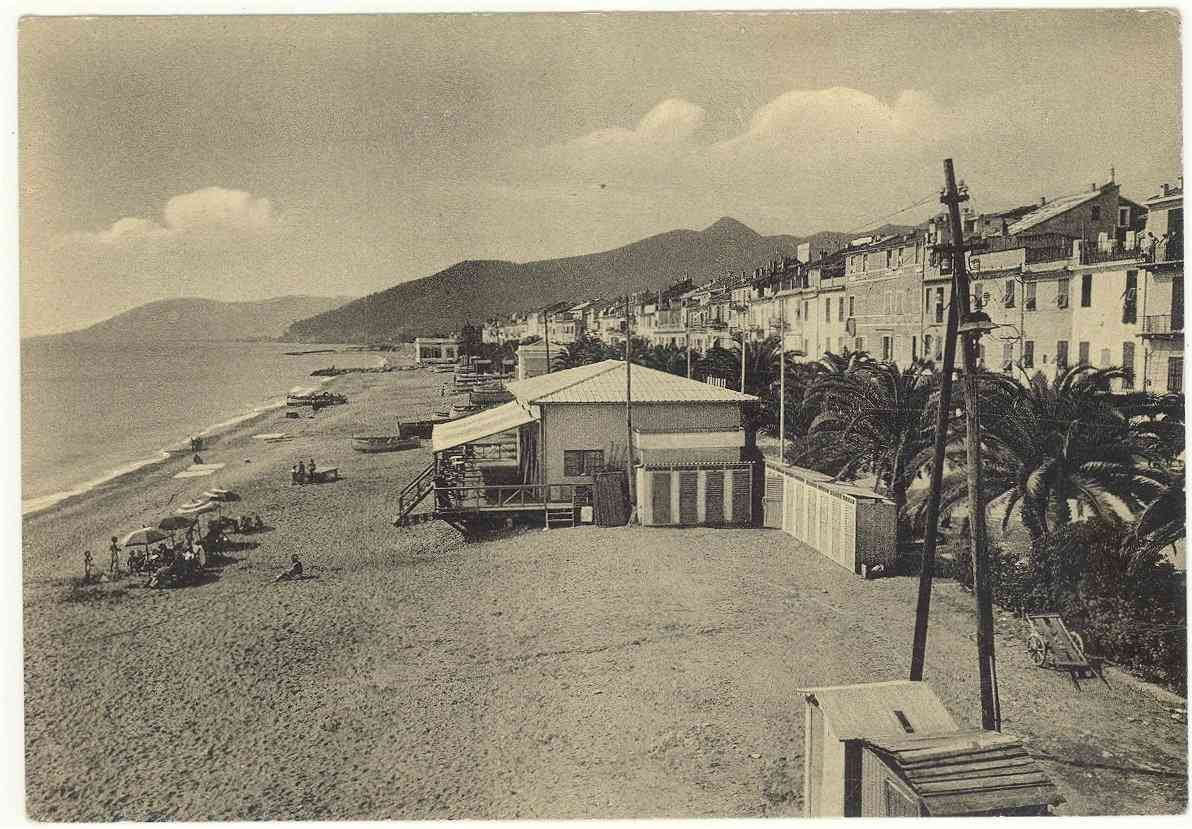
Antica cartolina della spiaggia di Loano

Palazzo Doria agli inizi del XX secolo

La dominazione doriesca su quella che di fatto fu un'autonoma contea perdurò per tutto il XV secolo e nel 1505 il principe Corrado III Doria vendette al conte Gian Luigi Fieschi "il vecchio" la proprietà feudale su Loano - confermata con il diploma imperiale del 1514 di Carlo V - che rimase nelle mani della famiglia dei Fieschi di Lavagna, pur dimorando raramente nel territorio loanese, fino alla metà del XVI secolo. A seguito della congiura dei Fieschi nel 1547, l'imperatore tolse loro il feudo ponendolo sotto la giurisdizione del governatore di Milano prima ed infeudandolo successivamente ad Andrea Doria. Iniziò così vita la lunga signoria della famiglia sulla città, che sarebbe durata fino al 1737.
Con l’acquisizione da parte di questo altro ramo della famiglia Doria, cambiò radicalmente il ruolo che Loano ebbe all’interno del contesto ligure. Essa infatti, da base militare per il controllo del territorio, spesso attraversato da lotte di fazioni, divenne un possedimento di prestigio, una residenza estiva per i Doria, ora inseriti nell’entourage della corte imperiale. Le strutture difensive della città tuttavia non vennero meno, anzi esse acquisirono una funzione cerimoniale nel rappresentare il simbolo della potenza militare del feudatario.
Alla morte di Andrea Doria nel 1560 la signoria su Loano passò al nipote Pagano (1544-1574) che tuttavia non si occupò direttamente della gestione del feudo, in quanto impegnato sia in attività militari, sia nella causa giudiziaria relativa ad alcuni feudi, lasciatigli in eredità da Andrea Doria. Mentre il possesso di Loano non fu mai messo in discussione, su altri possedimenti gravava l’accusa di usurpazione, il nuovo Conte dovette quindi adoperarsi per il recupero dei feudi confiscati e occupati dal governatore di Milano. Nell’ottobre 1571, dopo aver partecipato alla battaglia di Lepanto, Pagano decise di entrare nell’Ordine di San Giovanni di Gerusalemme e donò al fratello Giovanni Andrea i feudi in suo possesso. Il fratello tuttavia rinunciò alla donazione di Pagano e, in seguito ad un compromesso tra i due, i feudi vennero venduti alla madre Ginetta Centurione che, all’eventuale morte di Pagano senza figli, li avrebbe ceduti a Giovanni Andrea. Pagano sarebbe morto nel 1574 durante la difesa della Goletta a Tunisi; come da accordi gli succedette il fratello Giovanni Andrea (1575-1606) che fece di Loano la sua residenza estiva.

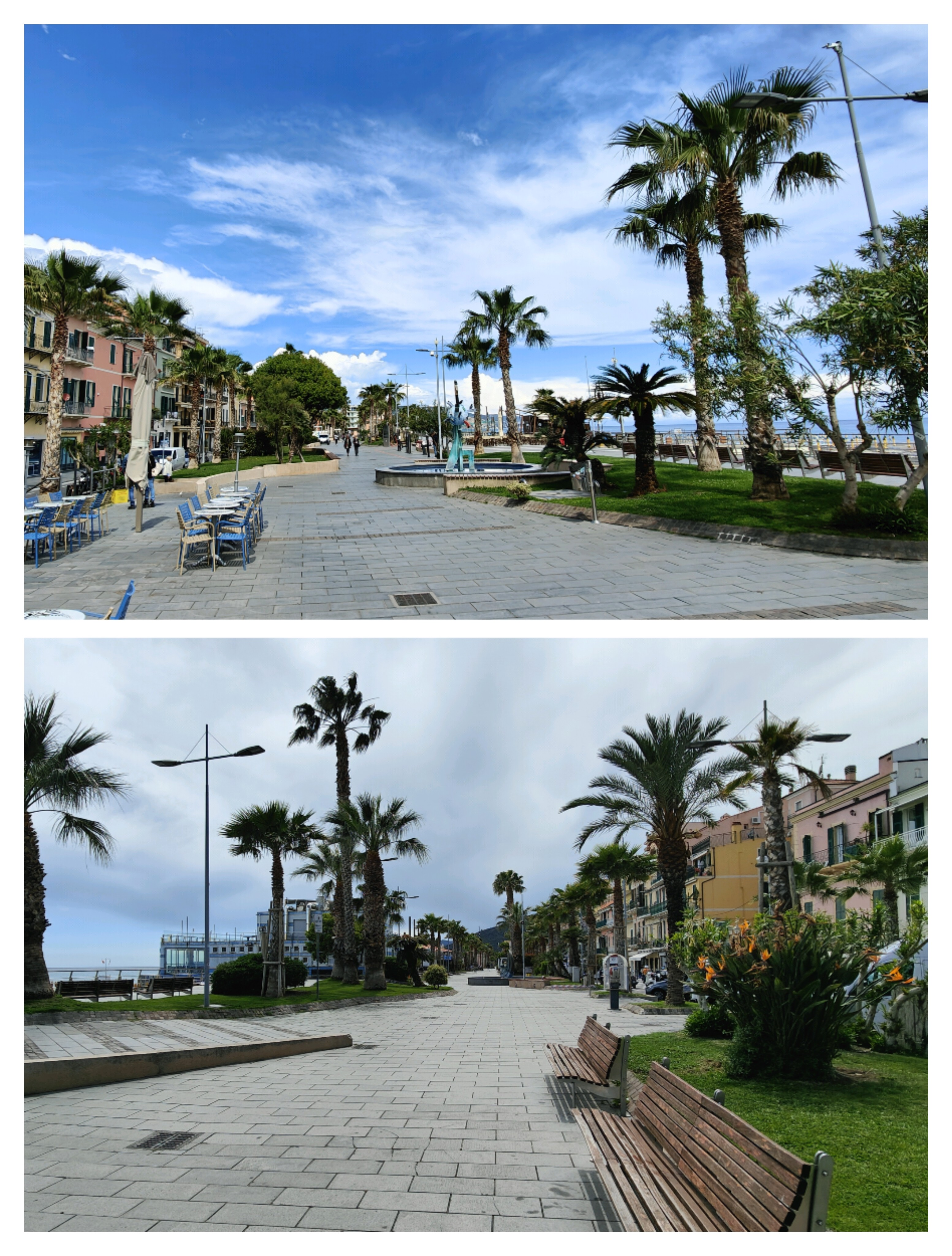
Passeggiata lungomare: si estende nel complesso per 3 km.

Fu con Giovanni Andrea Doria che iniziarono i disegni, condivisi dalla moglie Zenobia del Carretto, per la trasformazione del borgo in una città imperiale e ideale dotata di una forte impronta classicista. Questo progetto prevedeva la costruzione e la rifondazione di numerosi edifici, molti dei quali oggi perduti. A importanti lavori che riguardarono l’ospedale, la stamperia, il monte di pietà e la polveriera, si affiancarono opere di canalizzazione idrica (con lavori all’acquedotto e la creazione di un pozzo urbano) e la rifondazione di chiese extraurbane. Altri interventi riguardarono la zecca – a Loano, infatti, i Doria godevano del diritto di battere moneta. Le attività di costruzione e rifondazione furono accompagnate dall’introduzione di numerosi ordini secolari, volti ad arricchire il feudo anche dal punto di vista religioso. Gli interventi più importanti a livello urbanistico riguardarono la trasformazione della vecchia rocca vescovile in una villa extraurbana, la realizzazione del castello, la costruzione del palazzo Doria e l’edificazione della chiesa di Sant’Agostino (eretta tra il 1588 e il 1598). Il processo di rinnovamento non fu solamente di natura architettonica: nel 1602 infatti la città fu dotata di nuovi statuti civili e criminali, che portarono ad un inasprimento dell’azione penale e al rafforzamento giuridico del ruolo del feudatario imperiale.
Il figlio e successore di Giovanni Andrea, Andrea II (1606-1612), proseguì le operazioni del padre, riqualificando parte del borgo, ad esempio attraverso la costruzione del Palazzo del Comandante, e portando a termine la costruzione del Convento di Monte Carmelo, il cui cantiere, iniziato nel 1602, terminò nel 1609. A conferma delle attività volte all’arricchimento del contesto religioso, in questa struttura, si tennero i primi stati generali dell’ordine carmelitano. Il convento inoltre fu oggetto di una scelta importante e simbolica: esso infatti sarebbe stato il luogo di sepoltura del Conte e dei successori, come stabilito nel testamento dello stesso Andrea II.
Alla morte del sovrano seguì un periodo particolarmente complesso per la successione; il figlio e futuro conte, Giovanni Andrea era infatti ancora minorenne. Si aprì il periodo di reggenza della madre Giovanna Colonna ma il giovane erede Doria non riuscì mai a prendere possesso della contea, dato che morì prematuramente nel 1618.
Il possesso di Loano passò al fratello, Pagano, che assunse il nome di Giovanni Andrea II e fu Signore della città dal 1618 al 1640. Fu lui che tra il 1633 e il 1637 decise di edificare la nuova e attuale parrocchiale, mentre il vecchio edificio venne trasformato nella sede della confraternita di Nostra Signora del Rosario alle Cappe Turchine. La nuova chiesa fu arricchita con decorazioni pittoriche da parte di molti artisti del genovesi del Seicento tra cui Giovanni Andrea Ansaldo, Orazio de Ferrari, Luciano Borzone, Domenico Fiasella e Giovanni Domenico Cappellino. L’attenzione mostrata nella realizzazione della chiesa mirava a superare il disegno della precedente sede, la cui struttura era ritenuta troppo banale dal Conte, armonizzandola con gli altri edifici voluti dai predecessori. La signoria di Giovanni Andrea II non ebbe altri eventi di rilievo ad eccezione della breve occupazione sabauda nel 1625, del sacco saraceno di Ceriale (a poca distanza di Loano) nel 1637 e del suicidio del poeta Antonio Ricciardi, segretario del principe Doria, accusato di truffa.
Con il successore, Andrea III (1640-1654), si ebbe una ripresa dell’attività religiosa con la congregazione generale degli agostiniani, tenutasi nel 1644 nella chiesa di Sant’Agostino e con la fondazione, fuori dalle mura cittadine, della chiesa e del convento dei Santi Antonio e Francesco ai Cappuccini, nel 1650.
La dominazione Doria su Loano come feudatari imperiali, si concluse con il lungo regno di Giovanni Andrea Doria III (1654-1737), caratterizzato, in un primo momento, dalla reggenza della madre Violante Lomellini. In questo periodo, ad eccezione dell’ampliamento del Santuario di Loreto (sede dei turchini e dei cappuccini) come voto dopo la fine della peste del 1657, gli altri interventi seguirono una logica di conservazione della struttura della città.
Con il trattato dell'Aia del 1720, Carlo VI d'Asburgo determinò la nascita del Regno di Sardegna dei Savoia: al re di Sardegna spetteranno i feudi imperiali nel Ponente ligure, tra cui Loano nel 1737. Il sovrano sabaudo, tuttavia, la sub-infeudò nuovamente alla famiglia doriesca. Con le costituzioni caroline del 1770 cessarono i diritti feudali vantati dalla famiglia e il dominio diretto passò allo stato piemontese, di cui seguì le sorti durante il periodo napoleonico e dopo la restaurazione. Il 23 novembre 1795 a Loano si combatté la prima battaglia tra l'esercito francese contro quello austro-sardo che, con la vittoria dei soldati napoleonici, aprì la strada al generale Napoleone verso il nord Italia, una vittoria così importante da essere ricordata ancora oggi sull'Arco di Trionfo (Parigi).
Con la dominazione francese il territorio di Loano rientrò dal 2 dicembre 1797 nel Dipartimento della Maremola, con capoluogo Pietra, all'interno della Repubblica Ligure. Dal 28 aprile del 1798 fece parte del III cantone, con capoluogo Pietra, della Giurisdizione delle Arene Candide e dal 1803 centro principale del VI cantone della Maremola nella Giurisdizione di Colombo. Annesso al Primo Impero francese, il territorio di Loano dal 13 giugno 1805 al 1814 fu inserito nel Dipartimento di Montenotte.
Nel 1815 fu inglobato nella provincia di Albenga del Regno di Sardegna, così come stabilì il Congresso di Vienna del 1814, e successivamente nel Regno d'Italia dal 1861. Dal 1859 al 1927 il territorio fu compreso nel VII mandamento omonimo del circondario di Albenga facente parte della provincia di Genova; nel 1927 con la soppressione del circondario ingauno passò, per pochi mesi, nel circondario di Savona e, infine, sotto la neo costituita provincia di Savona.
Subisce gli ultimi aggiustamenti al territorio comunale nel 1878 quando gli fu unito il soppresso comune di Verzi Pietra.
Loano oltre che rinomata per essere stato il luogo che ha fornito ammiragli come detto in precedenza ha anche formato moltissimi palombari, questa località rivierasca ha visto nascere numerosi futuri comandanti d’alto rango e da famiglie titolate di varie epoche (dai Doria al XX secolo) tutti inseriti storicamente nelle glorie della marineria italiana sia militare che civile: dal passato emergono i giganti come Pietro e Andrea Doria ai quali si congiungeranno in altre epoche Giuseppe Accame (nato 1768), il figlio Pietro (1801-1878), Angelo, Guido e Luigi Biancheri, Eugenio Genta.  Preziosissime testimonianze tutte conservate al "Museo del Mare e della Marineria" presso palazzo Kursaal, vicinissimo alla riva, di proprietà comunale.
Dal 2005 è  gestito dall’associazione "Lodanum", che gestisce e contiene libri, documenti, attrezzature e oggetti, fotografie, cartoline e soprattutto  una grandissima quantità di modellini, navi in scala di ogni genere, divise marinare, documenti di bordo e di persone, attrezzature, corderie, vele a testimonianza  del passato glorioso e prettamente marinaro di questa località purtroppo spesso dimenticato o ignorato. Non mancano le apparecchiature di telecomunicazione navale, vecchi radar.

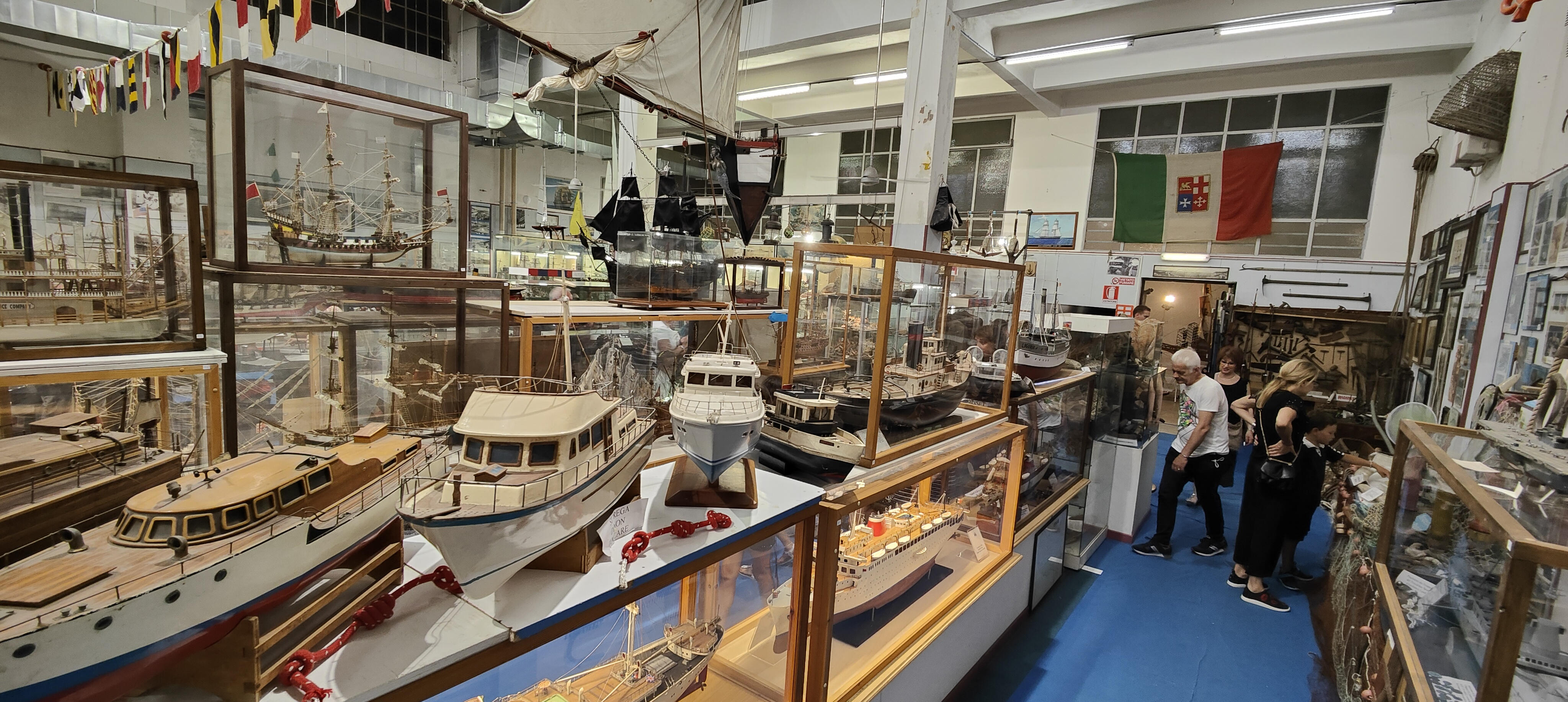
Vista parziale del "Museo del mare e della marineria" allestito in alcuni locali di palazzo "Kursaal"

Dalla fine della Seconda Guerra Mondiale agli anni attorno al 1970, Loano è stata la sede e la scuola di formazione per numerosi palombari, seconda per numero solo dopo Viareggio. I loanesi di questo corpo avevano partecipato a missioni internazionali come quella per il recupero dello "Scirè" al largo di Haifa. Tra i più noti palombari loanesi vanno ricordati Giovanni Lertora a cui di aggiunsero i suoi figli Andrea e Virgilio, Vittorio Boggini, Angelo Spirito, Giuseppe Guido. Molti palombari erano assunti in missioni internazionali e in Italia furono impegnati dopo l'individuazione, nel recupero di oggetti del relitto del transatlantico "San Guglielmo", utilizzato nella tratta America del Sud e Nord con l'Europa, affondato dopo che fu colpito da un siluro lanciato da un U-Boot tedesco nel gennaio 1918 a 800 mt. al largo di Loano. Fu usata la nave d'appoggio "Artiglio", raggiunse i 29 metri di profondità per liberare oggetti dagli interni. L'"Artiglio" fu pure usata nel recupero di una nave romana al largo di Albenga.
L'epoca dei cantieri navali, numerosi in costa, sparisce verso la fine del secolo XIX il secolo delle navi con i motori alimentati a vapore che hanno aumentato il traffico marittimo e soppiantato la ben più impegnativa navigazione a vela. Ai primi del XX secolo si avvia una nuova e duratura fonte di benessere per l'economia locale della città (in continuo sviluppo anche per le intere località della Riviera e il suo entroterra che è ricchissimo di attrazioni naturali, turistiche, storiche, gastronomiche): si inizia con le colonie gestite da istituti religiosi o grandi aziende pubbliche o private per bambini (orfani, poveri, in convalescenza, figli di operai ecc.) Purtroppo ci sarà nel 1947 una tragedia per alcuni di questi partiti da Loano per fare visita all'isola Gallinara.
In seguito si aggiungeranno i soggiorni stagionali creati per le persone anziane per via del clima mite e salubre che si trova in riva al mare. Soprattutto indicato per i parametri medici per chi ha problemi respiratori e di ossa. Viene creato per questo scopo il grande ospedale "Santa Corona" di Pietra Ligure, attualmente restante il più grosso complesso ospedaliero della Riviera di ponente. Dopo saranno costruiti numerosi complessi alberghieri, soprattutto pensioni ricavate anche in condomini in epoca di assenza di piano regolatori e di "invasione" di colate cementizie. 
Nel 1927 Loano, grazie al continuo sviluppo viene classificata come "stazione di cura e soggiorno". 
La tragica epoca della seconda guerra mondiale purtroppo, lascerà anche qui il suo segno tragico con vittime a causa di alcuni bombardamenti (tragico quello della vicina Toirano). Per Loano fu altrettanto tragico (6 agosto 1944) lo scoppio al deposito di mine all'epoca sito sull'arenile davanti alla stazione ferroviaria.

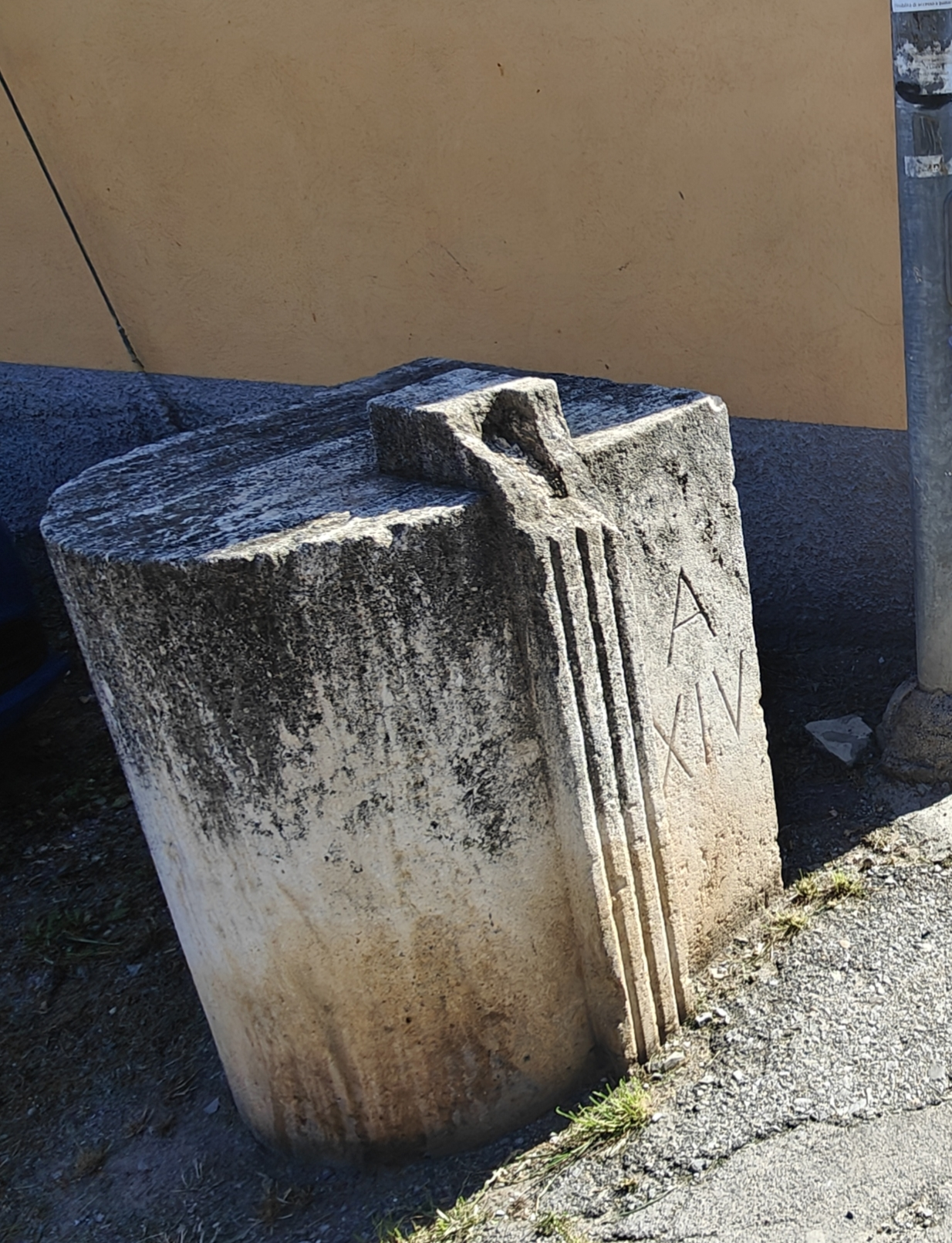
Resto storico di un cippo littorio (parte superiore demolita) in via Madre Rubatto risalente all'anno1936

Anche qui ci furono lotte partigiane contro la dittatura, anche per la vicinanza di una località allora veramente infernale, Albenga, sede della Feldgendarmerie nazista coadiuvata, purtroppo, efficientemente per numero di omicidi, violenze ed esecuzioni dalla locale sede (sempre albenganese) delle Brigate nere nella quale era attivo un personaggio passato alla storia criminale (anche per il periodo successivo al conflitto mondiale) come il "Boia di Albenga".
Dal 1973 al 31 dicembre 2008 ha fatto parte della Comunità montana Pollupice. Dal 2014 al 2016 ha fatto parte dell'Unione dei comuni della Riviera delle Palme e degli ulivi.

### Simboli
Stemma
Gonfalone
Bandiera
I colori ricorrenti sia nello stemma araldico comunale, che nella bandiera civica, sono il rosso e il nero, i colori della famiglia Doria, conti di Loano, dinastia storicamente ghibellina e fedele all'imperatore.

## Monumenti e luoghi d'interesse

### Architetture religiose
- Duomo di Loano nel centro storico. Sede vicariale, la chiesa decagonale fu eretta tra il 1633 e il 1638 dai Doria. Al suo interno conserva molte opere pittoriche, tra queste tele degli artisti seicenteschi Orazio De Ferrari, Giovanni Andrea Ansaldo e Domenico Fiasella.

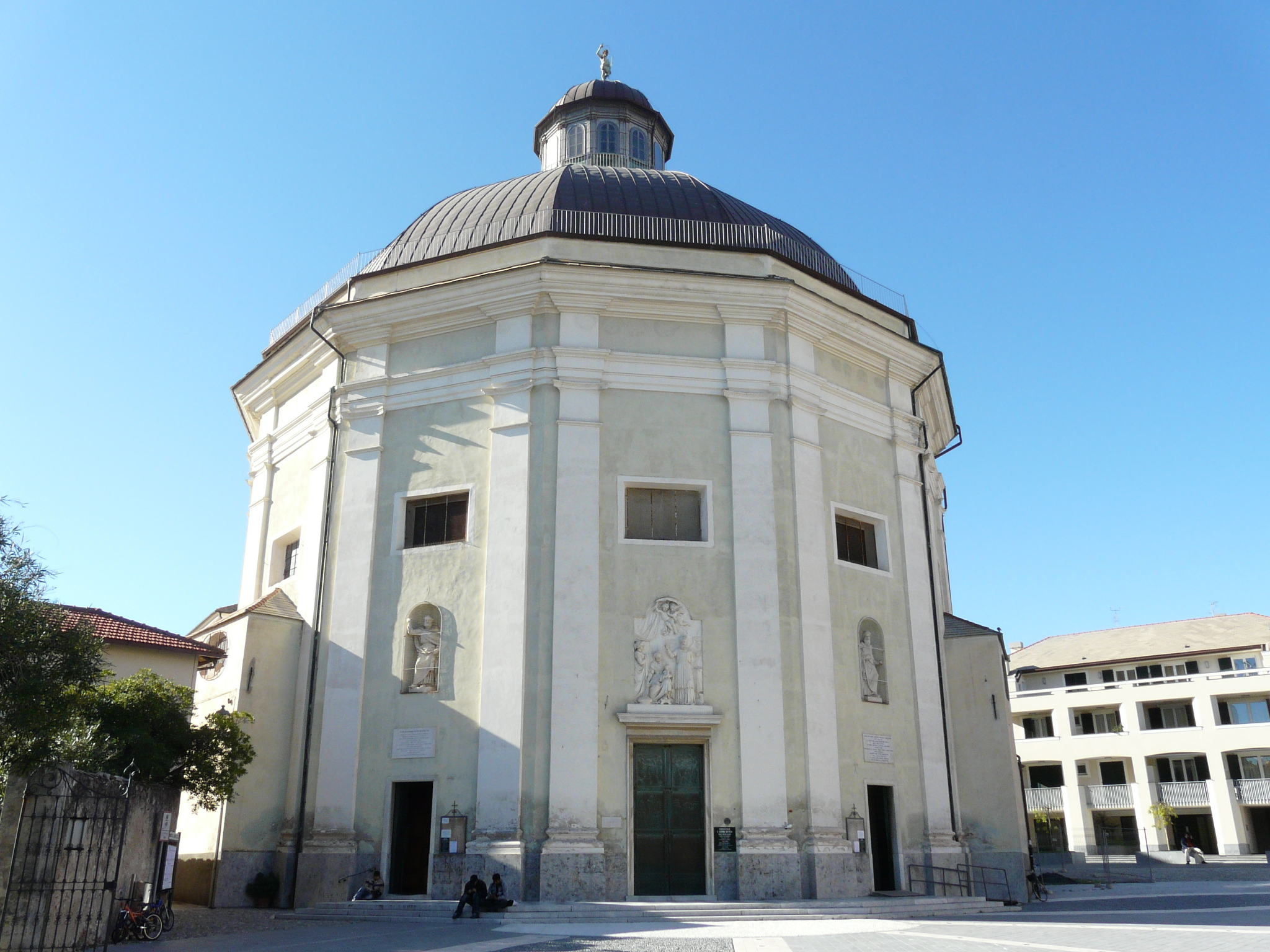
Il duomo di San Giovanni Battista

- Oratorio di "Nostra Signora del Rosario", nei pressi del duomo loanese, edificato nel corso del 1660 e sede della Confraternita dei Disciplinanti "Turchini".

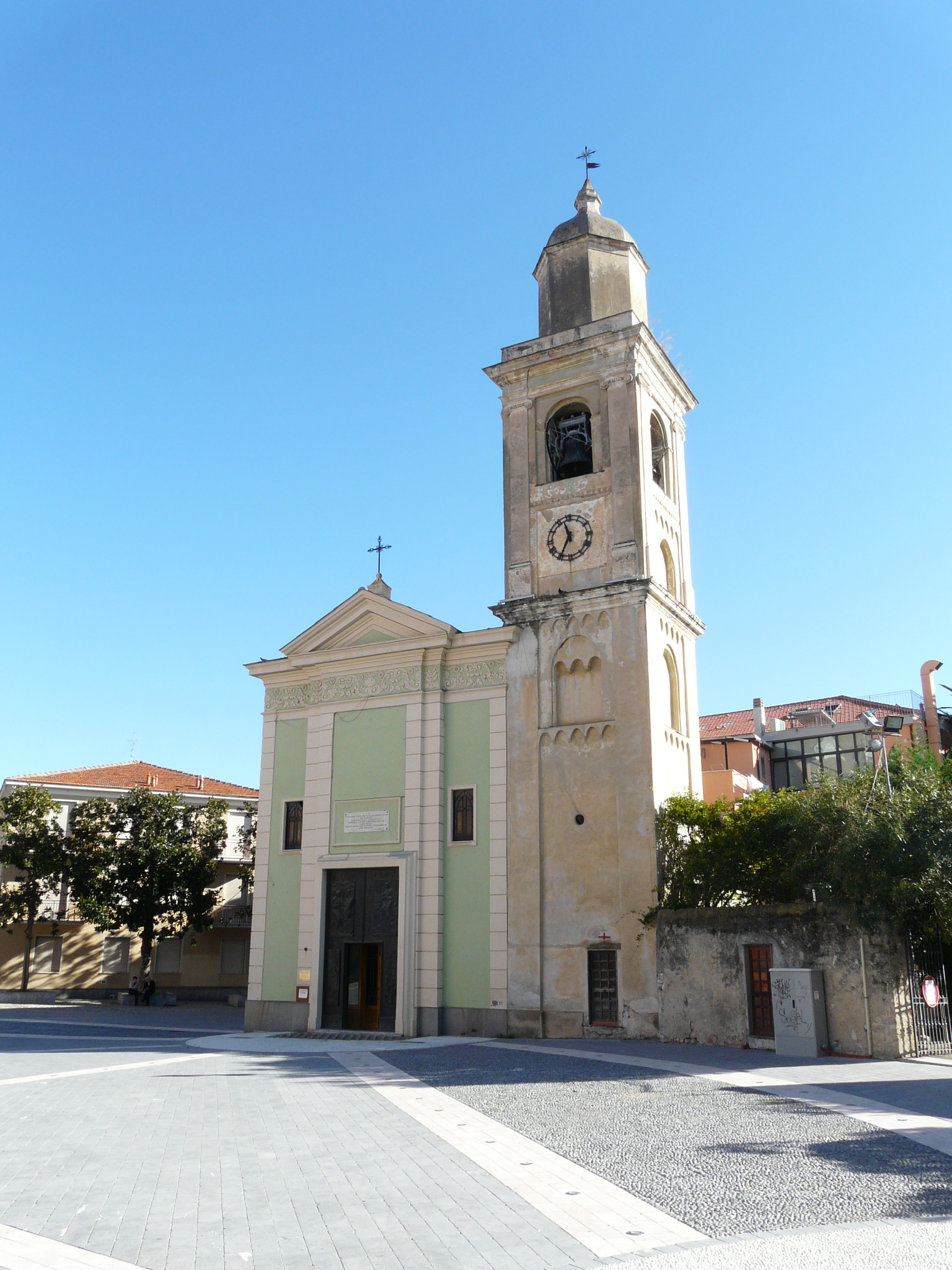
L'Oratorio di Nostra Signora del Rosario" (detta delle "Cappe Turchine")

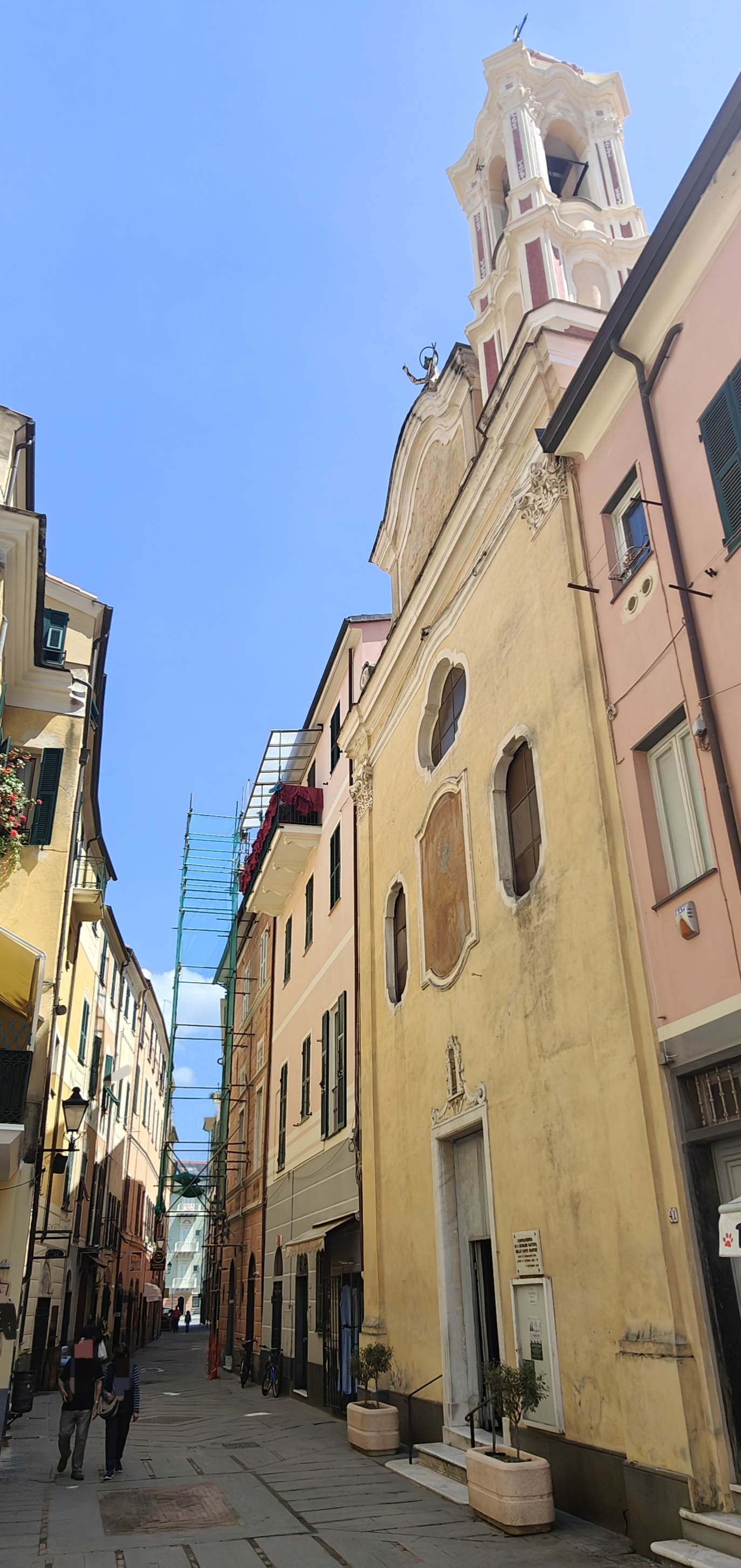
L'oratorio della confraternita di san Giovanni Battista, delle "Cappe Bianche", a Loano dal 1269

- Oratorio di San Giovanni Battista nel centro storico loanese, in via Boragine (dopo l'entrata al caruggio da piazza Cadorna, oppure proseguendo dritti per via Doria dal Comune) è presieduta dalla Confraternita dei Disciplinanti "Bianchi" ("Cappe Bianche") fondata nel 1269. L'edificio religioso fu ristrutturato nel 1989-1990. Al suo interno si trova un'urna con porzione delle ceneri di san Giovanni Battista e altri martiri.

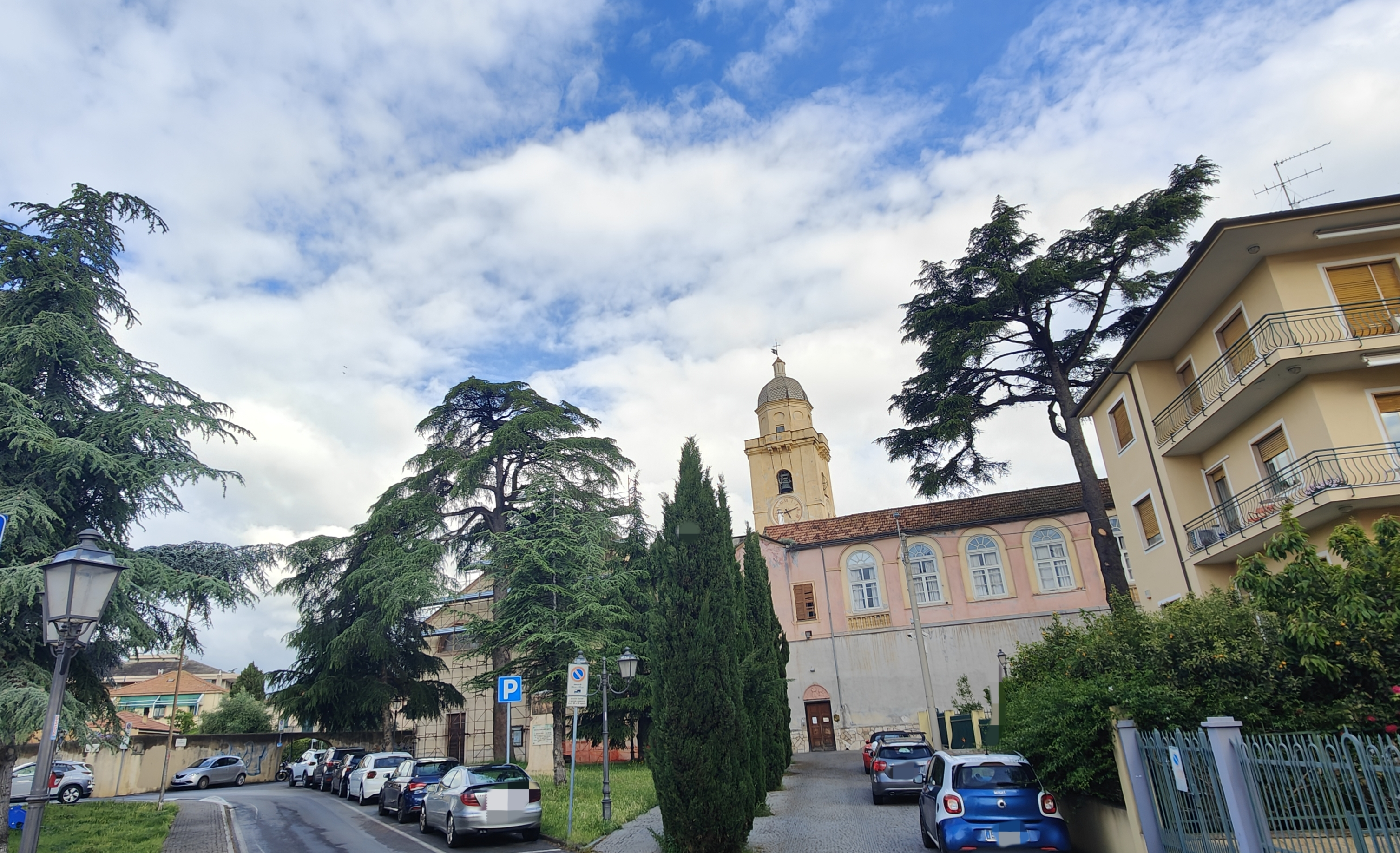
Facciata della chiesa degli Agostiniani con il monumento commemorativo (verso la parte frontale) istallato nel 1998. Verso destra si trova l'ingresso al chiostro che conduce all'area con giardino retrostante

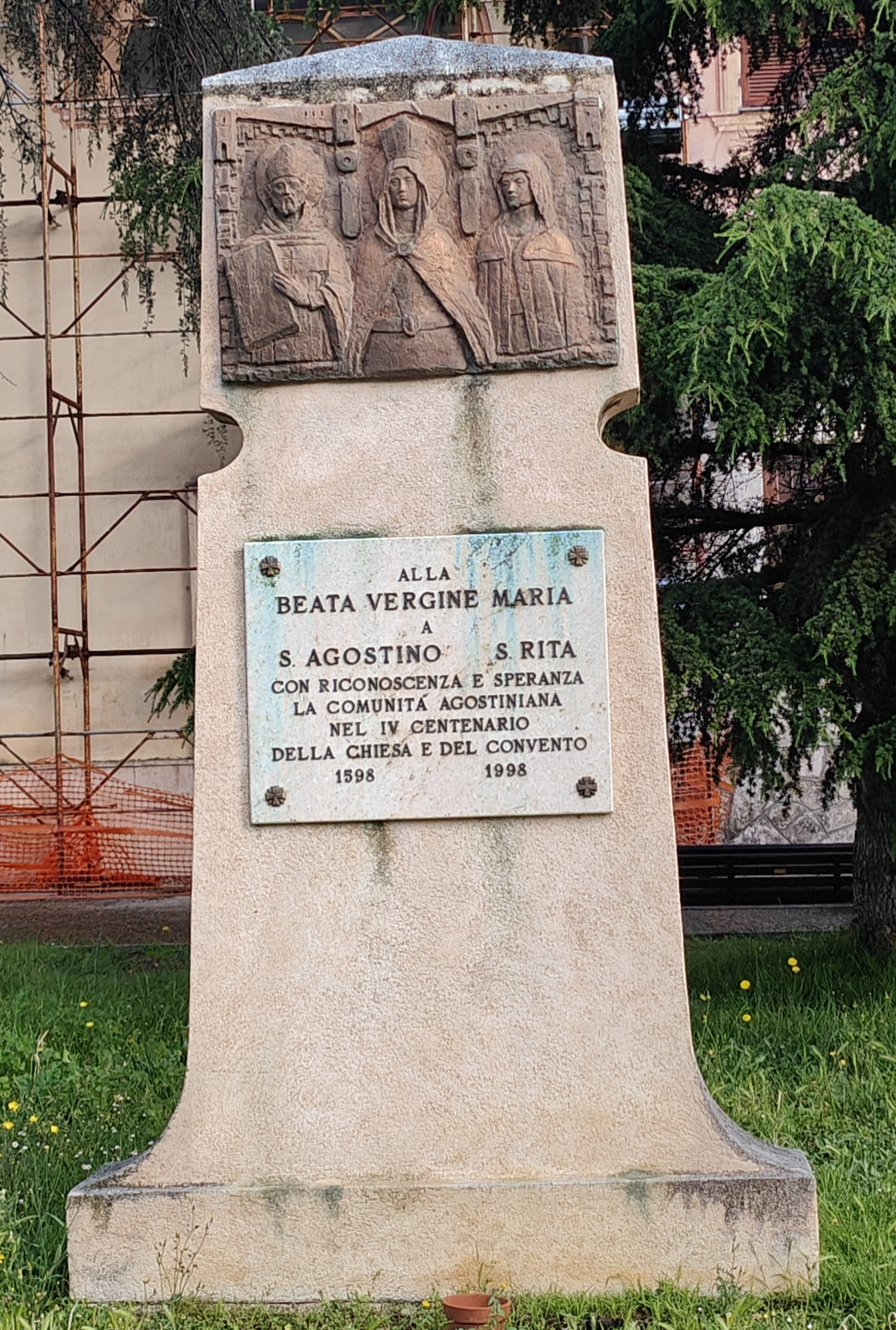
Sant'Agostino e Santa Rita: monumento commemorativo dei 400 anni della presenza agostiniana: 1598~1998

- Complesso conventuale di Sant'Agostino in via Sant'Agostino, dalla via Aurelia.[36] Costituito dalla chiesa, dal convento e dal chiostro fu eretto nel XVI secolo su progetto dell'architetto Giovanni Ponzello e seguito nell'opera di costruzione dal capomastro Bartolomeo Lanardo. L'interno della chiesa, intitolata alla "Madonna delle Misericordie", è diviso in tre navate e conserva statue monumentali degli evangelisti. È nota come "S. Agostino e Santa Rita", ha larga facciata, molto semplice, che appena accenna le tre navate, un ingresso centrale più ampio e due laterali riquadrati in pietra di Verezzi. Sul portale una lapide ricorda i costruttori, principi Zenobia e Gianandrea Doria I. L’interno è tripartito da due file di colonne in pietra, e si presenta come una preziosa galleria d’arte cinquecentesca. Attualmente la chiesa è in restauro, con ponteggi esterni lasciati da tempo per sopraggiunti problemi di costi. È custodita e aperta al pubblico in alcune occasioni dai Templari Cattolici d’Italia.[37] Internamente si trova un dipinto[38] dell’Ultima Cena ubicato sopra il portone in controfacciata, che secondo gli studiosi d'arte dei beni culturali Massimo Bartoletti e Franco Boggero fu eseguito probabilmente negli ultimi anni di vita dal pittore genovese Pier Francesco Piola (1565-1600). Il dipinto, purtroppo non in ottimo stato conservativo, presenta gli Apostoli seduti a un tavolo rettangolare; alle estremità, in alto, si intravedono le figure di due servitori. Oggigiorno parte del monastero è sede di uffici della curia vescovile di Albenga-Imperia, mentre nel convento, che fu un seminario agostiniano, vi è una ricca biblioteca; nel chiostro saloni e cucina. Sopra al piano rialzato vi sono le camere da letto che furono utilizzate dai religiosi agostiniani. Il complesso include la chiesa rettoria a ordinamento speciale.

- Complesso conventuale di "Monte Carmelo" al di fuori del centro abitato di Loano. Eretto tra il 1603 e il 1608 è costituito dalla chiesa, dal convento, dal chiostro, dalla torre di difesa e dal palazzo principesco. La chiesa, a croce latina a pianta basilicale, presenta al suo interno dipinti e quadri del Cinquecento e del Seicento. Il convento venne fatto erigere dalla stessa famiglia Doria. Nella cripta numerose tombe degli appartenenti alla famiglia Doria. All'interno del convento vennero tenuti i primi stati generali dell'ordine carmelitano e numerosi prelati della chiesa furono novizi in questa abbazia.

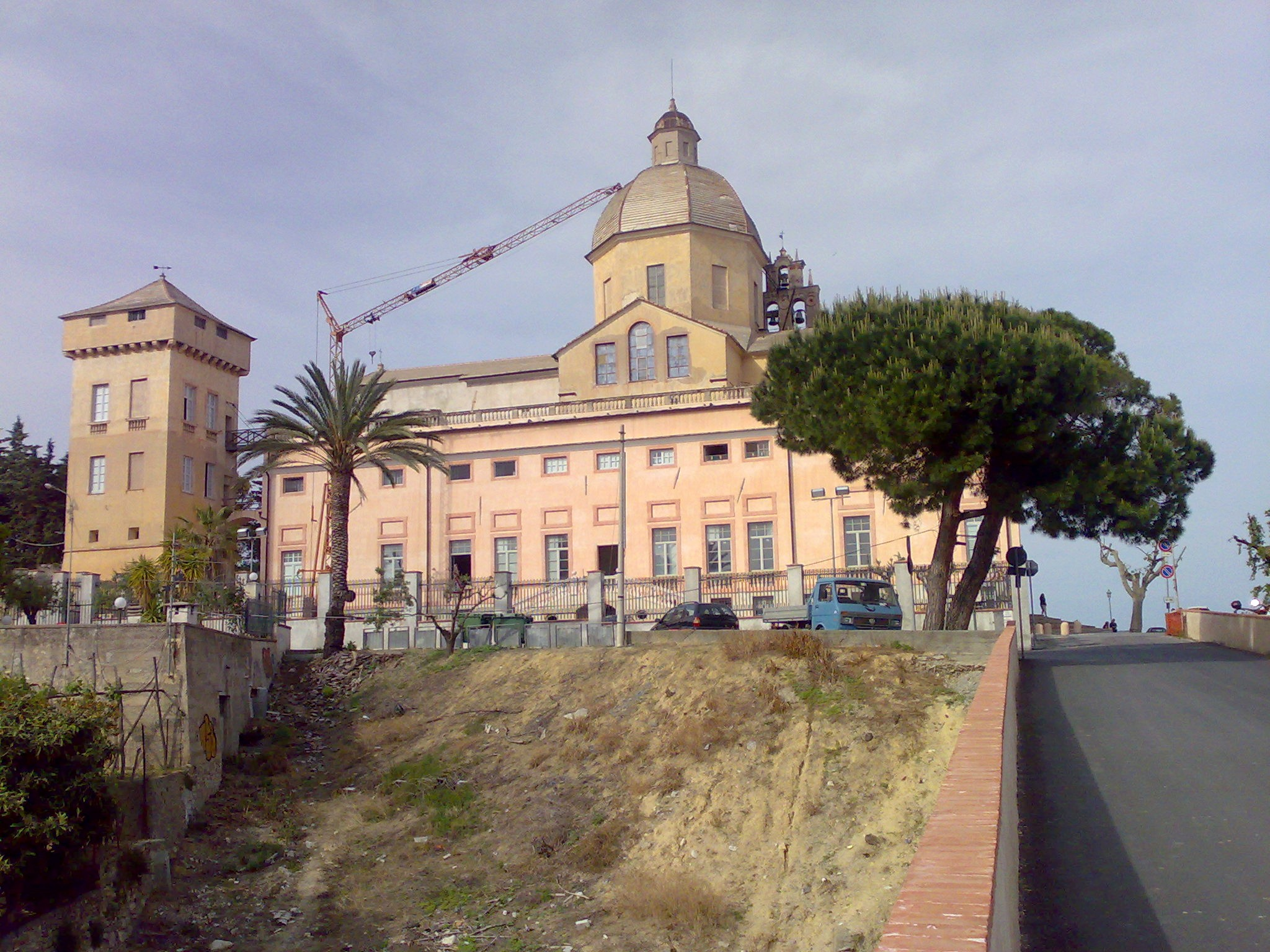
Il convento di Monte Carmelo

- Chiesa-santuario di "Nostra Signora di Loreto" e della Madonna della Neve nella zona del porto. L'edificio venne eretto in un periodo variabile tra il 775 e il 1171 dai monaci benedettini dell'abbazia di San Pietro in Varatella (Toirano) in quella zona che, col tempo, sarebbe diventata l'area portuale della marina loanese. La chiesa, oltre la celebrazione del culto religioso, aveva funzione in passato di ricovero dei pellegrini e dei monaci e conservava un gran numero di "Ex voto" donati per le grazie ricevute.

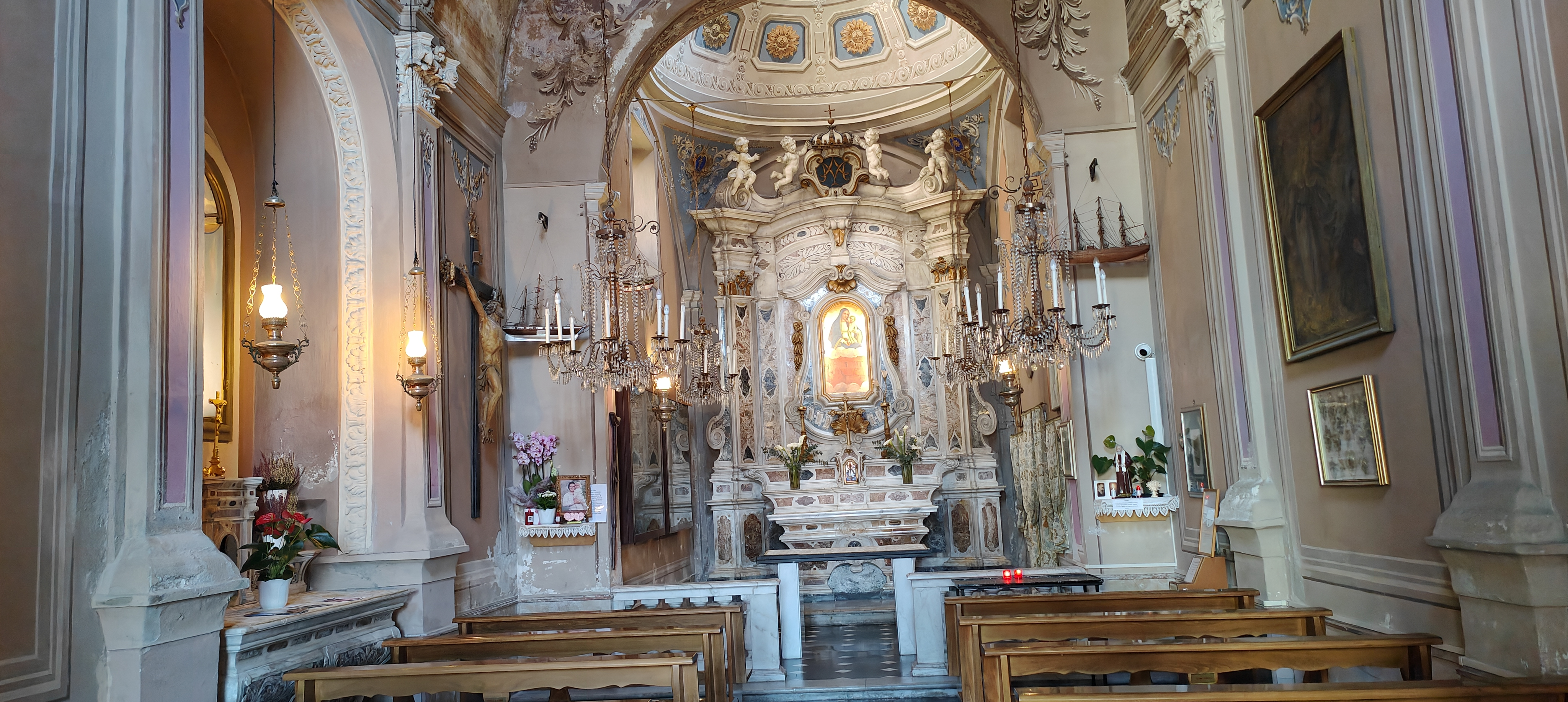
Interno santuario di "Nostra Signora di Loreto"

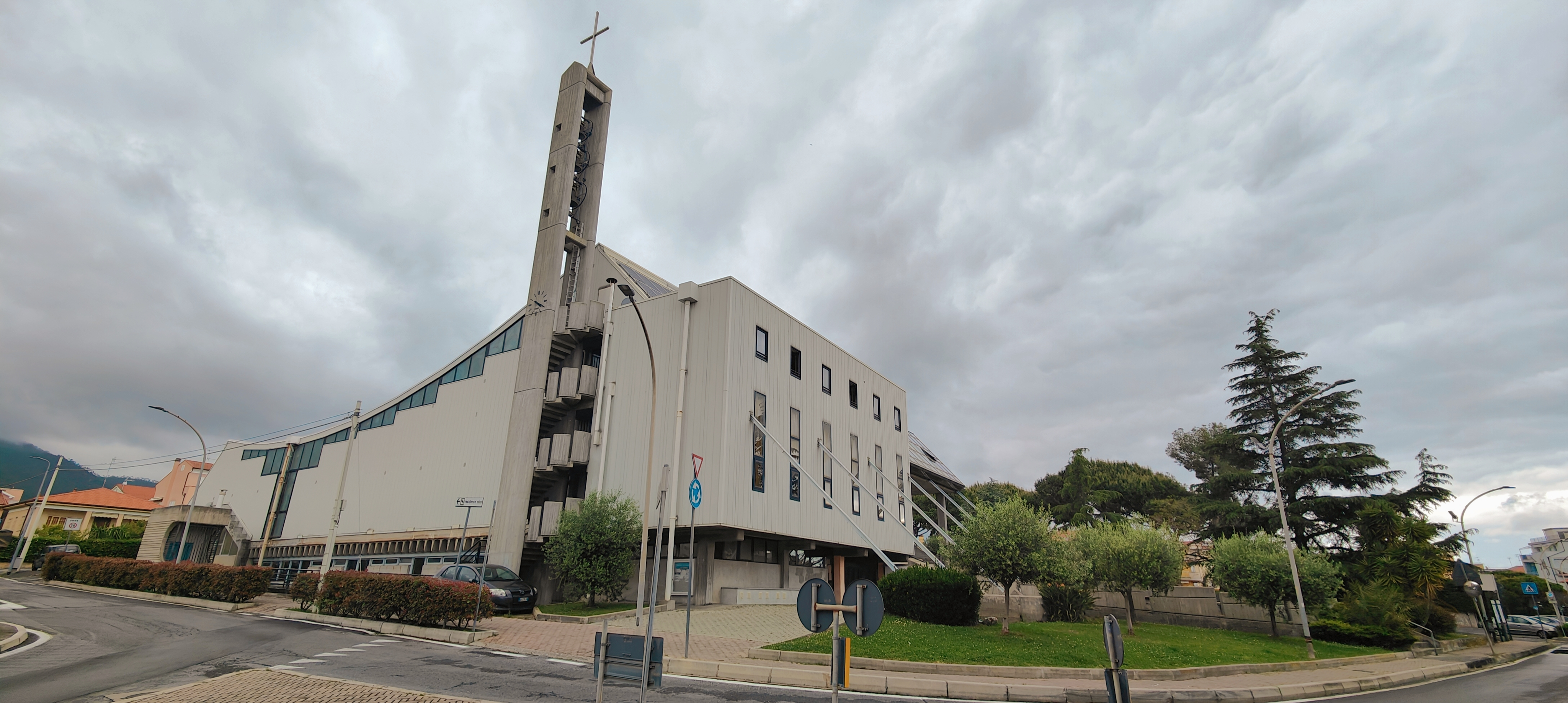
La moderna architettura della chiesa San Pio X, via Bergamo, vista con il campanile

- Chiesa parrocchiale di San Pio X nel quartiere ponente di Loano (verso Borghetto Santo Spirito), in via Bergamo. Eretta negli anni 1972 completata nel 1973. Fu già don Giovanni Folci[39] (1890-1963), che fu il promotore, nel 1948, della "Casa del Sacerdote" (struttura di riposo per religiosi anche anziani, malati, convalescenti al mare, oggi non più esistente, demolita e sostituita da condomini turistici) ad avviare il progetto per la realizzazione di una nuova chiesa in zona, idea partita dal lontano 1951. La chiesa è stata recentemente ristrutturata nei tetti, dispone di pannelli solari, nuove vetrate, nuovo altare più ribassato con nuova pavimentazione, inoltre è stata recentemente completata dalla moderna torre campanaria con orologio. Nel novembre del 1972 il vescovo albenganganese, monsignor Alessandro Piazza, aveva dato disposizioni per cui ogni parrocchia di una città doveva avere per numero almeno tra le 3000 massimo 4000 persone, in modo che ogni parroco potesse conoscere i propri fedeli, a tale scopo furono edificate nuove parrocchie in tutta la diocesi. Ecco la nascita della novella "San Pio X", la scelta del nome del pontefice nativo di Riese fu proposta da don Folci e accettata. Il primo parroco, nominato il 14 novembre 1972, figura molto amata in città (ma non dagli speculatori dell'edilizia), era stato anche vice rettore del seminario vescovile di Albenga: don Alessandro Ranoisio (1940-2002), nativo di Dolcedo, molto attivo nel sociale. Nel 1998 per problemi di salute si ritirò dall'incarico di parroco. La rotonda Don Folci gli sarà intitolata.[40]

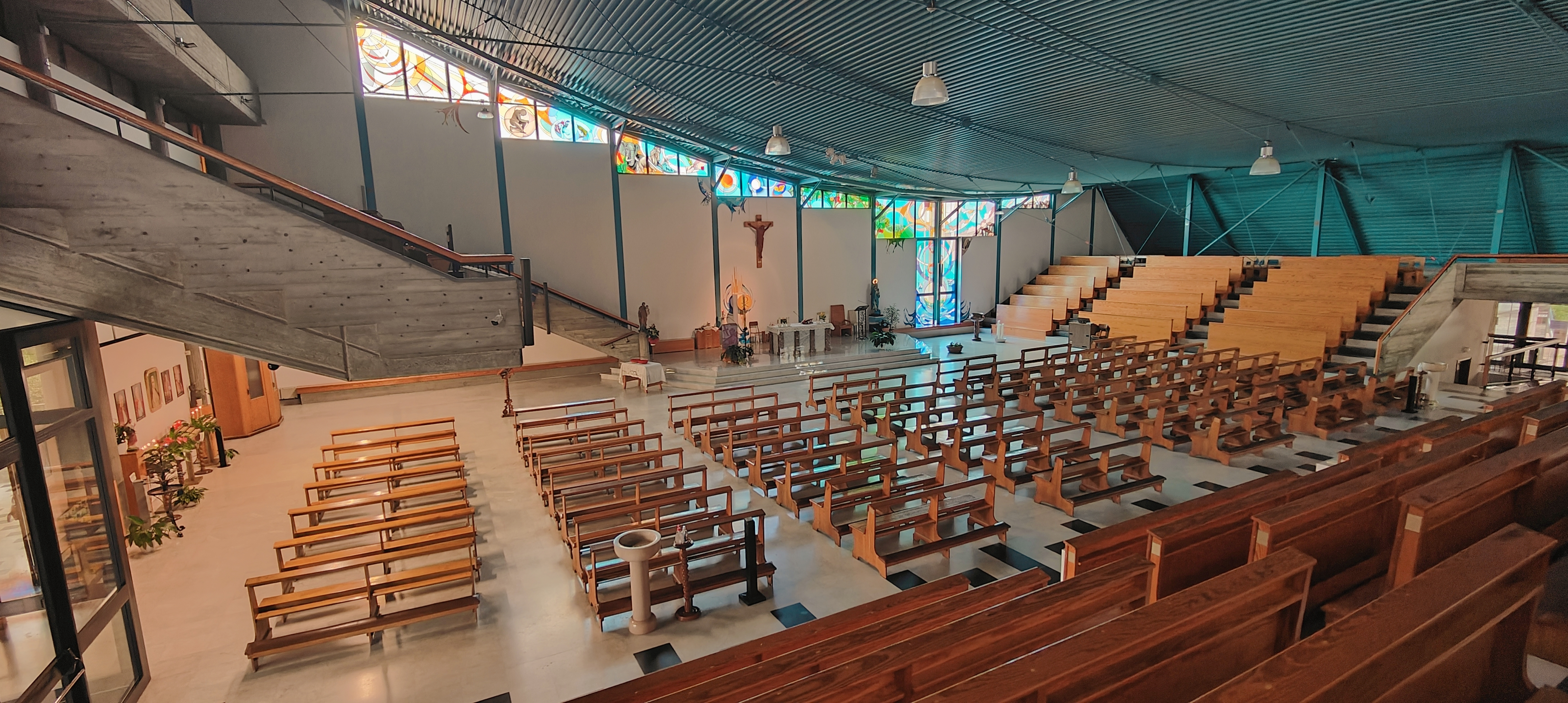
Interno della chiesa San Pio X rinnovata, foto 2025

- Convento e chiesa parrocchiale dei frati cappuccini, al di fuori del centro storico. Al suo interno si venera la statua della Madonna Immacolata che, nel 1864, avrebbe mosso gli occhi[41] e lacrimato mentre le leggi anticlericali piemontesi costringevano i Cappuccini a lasciare Loano[42].
- Santuario dei "Santi Cosma e Damiano" presso il Poggio di San Damiano, a settentrione del convento di Monte Carmelo da cui dista 1,4 km. Circondata da una zona panoramica dominata da alberi di ulivo, la primitiva chiesa (una pieve, considerata storicamente il primo insediamento cristiano a Loano) fu edificata intorno al 1070 e stando a una tradizione popolare (non confermata da fonti cartacee) qui trovarono rifugio i primi abitanti di Loano in fuga dalla costa per le sempre più frequenti incursioni dei pirati. L'attuale struttura, in stile semplice e campestre e ad unica navata, venne riedificata nel XVII secolo. All'interno del santuario è conservata un'immagine dei due santi.

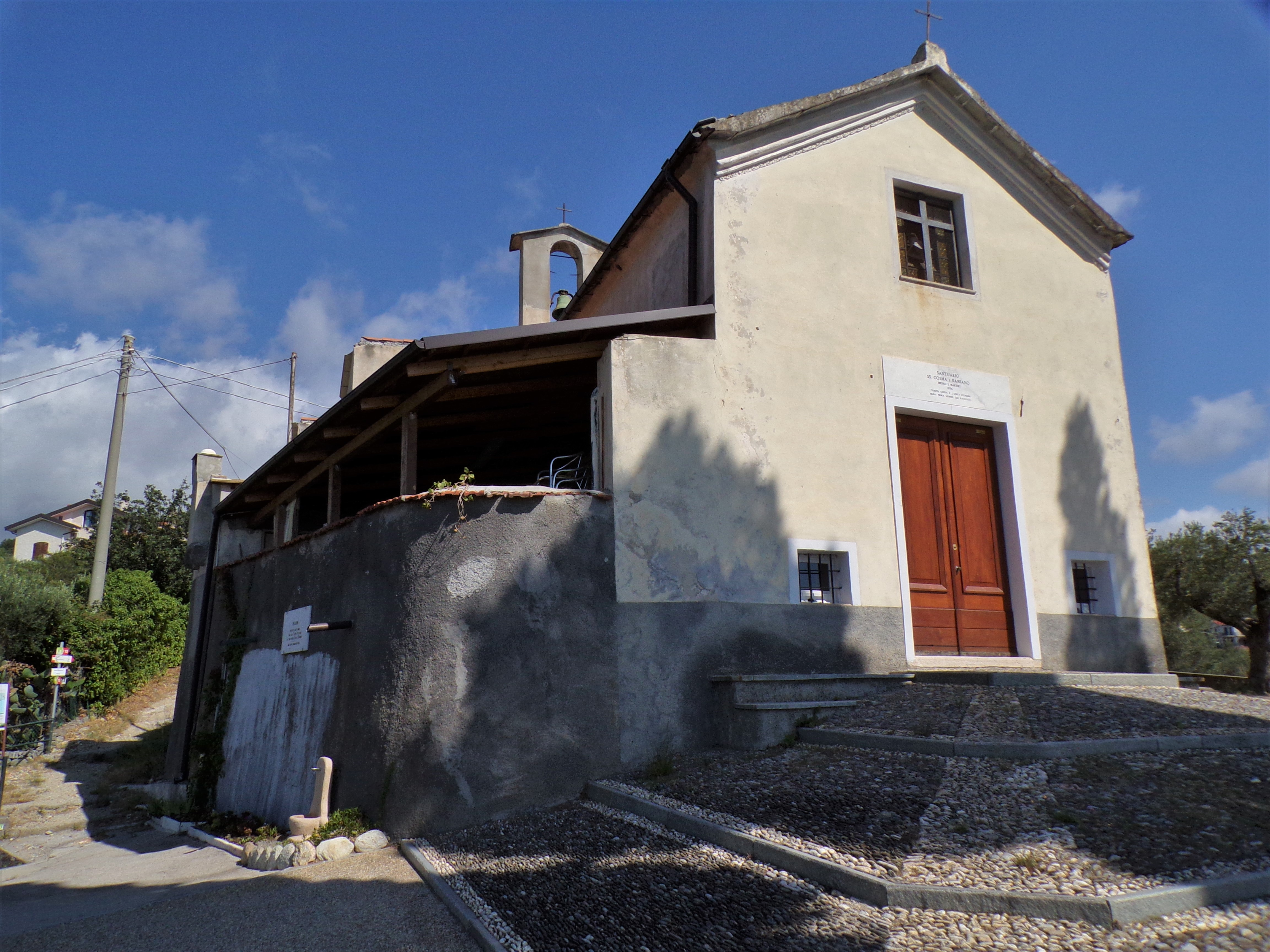
L'esterno del santuario dedicato ai Santi Cosma e Damiano

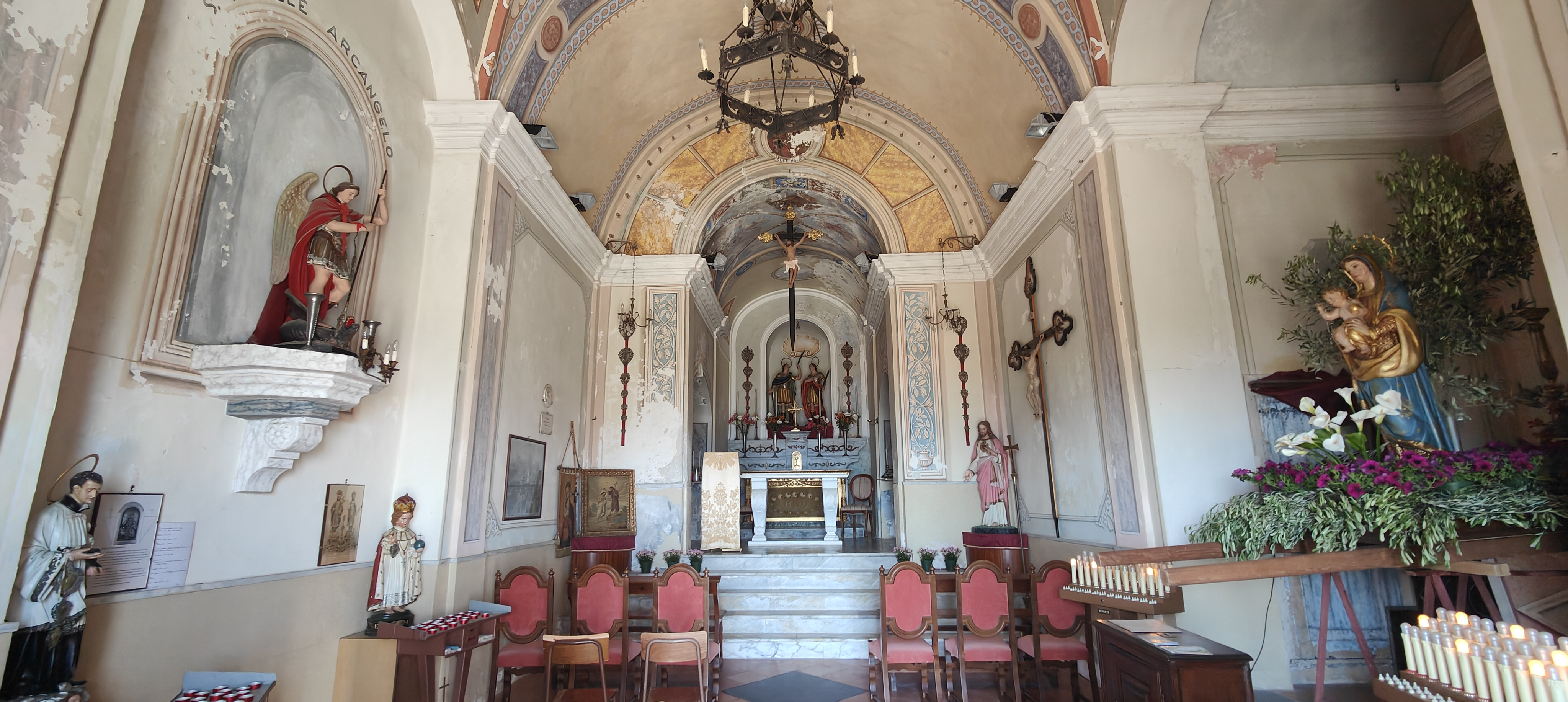
Interno della chiesa-santuario dei Santi Cosma e Damiano, aperta per la festa "Madonna dell'ulivo", 1º maggio

- Chiesetta di "Nostra Signora della Mercede", conosciuta localmente come chiesetta delle Rolandette, nei pressi dell'ex ospedale Marino Piemontese.

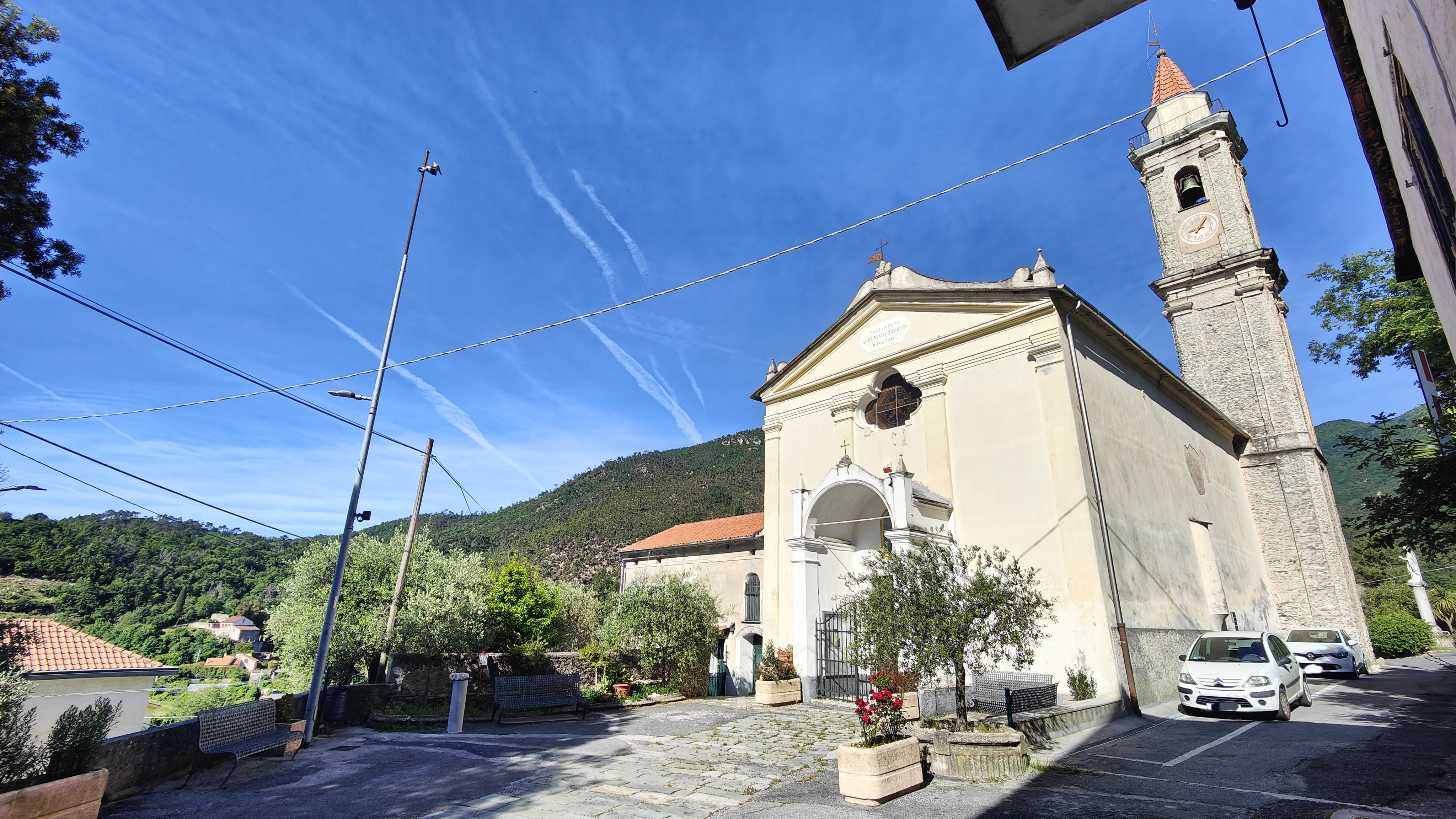
L'esterno della chiesa Santa Maria delle Grazie in frazione Verzi

- Chiesa parrocchiale di "Nostra Signora delle Grazie"[44] nella frazione di Verzi. Risalente al 1471, ha una struttura ad unica navata che internamente si presenta in stile barocco, mentre esternamente un'impronta neoclassica.
- Cappella di "Santa Libera" nella frazione di Verzi. L'edificio venne menzionato nel 1583 per la nomina del locale cappellano da parte del vescovo di Albenga monsignor Luca Fieschi[45].

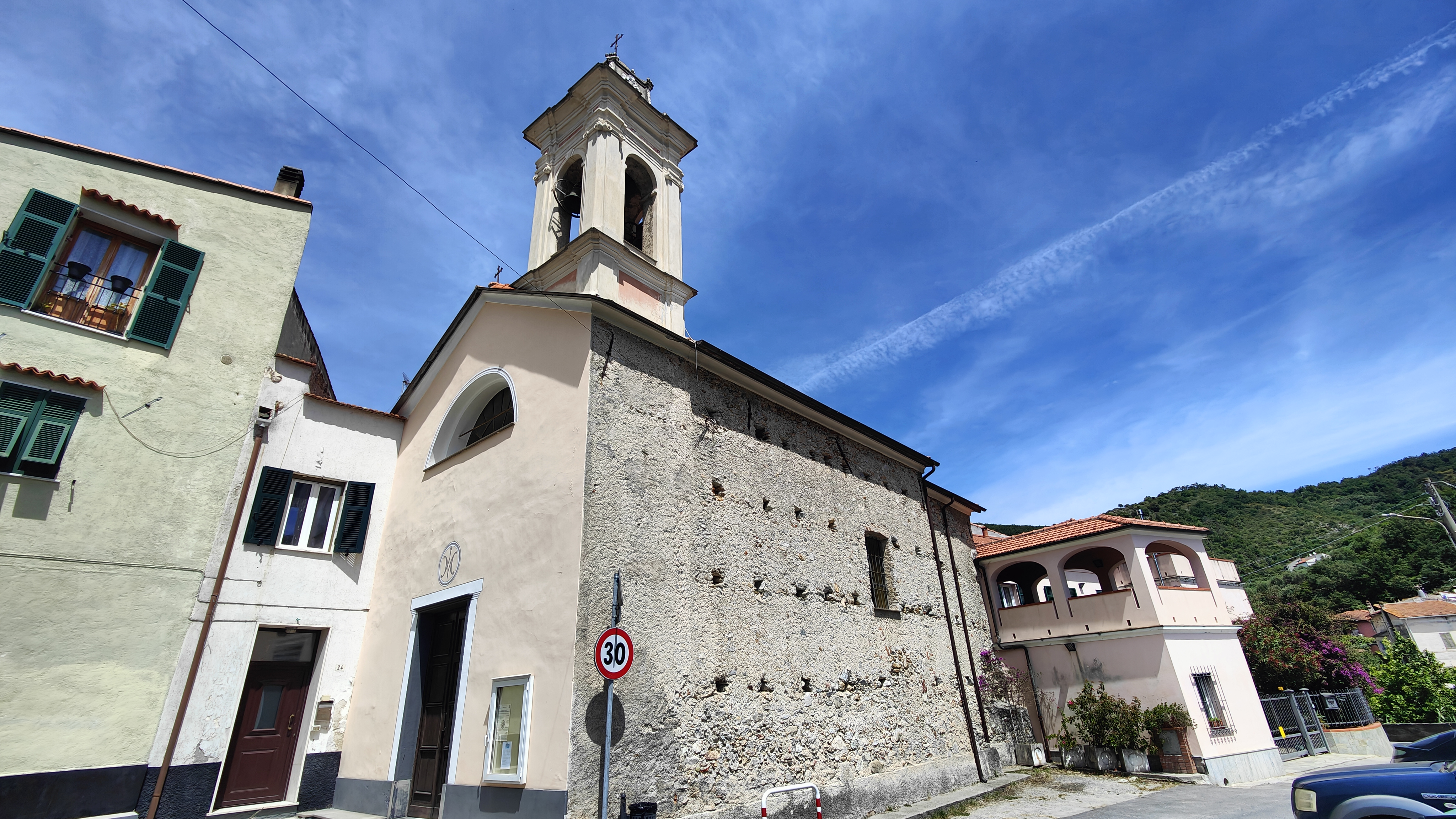
Cappella della visitazione di Maria SS. a Verzi con il suo campanile

- Cappella della Visitazione di Maria Santissima[46] nella frazione di Verzi, edificata nel 1647.

Numerose in città anche le strutture gestite da lungo tempo dalle suore:

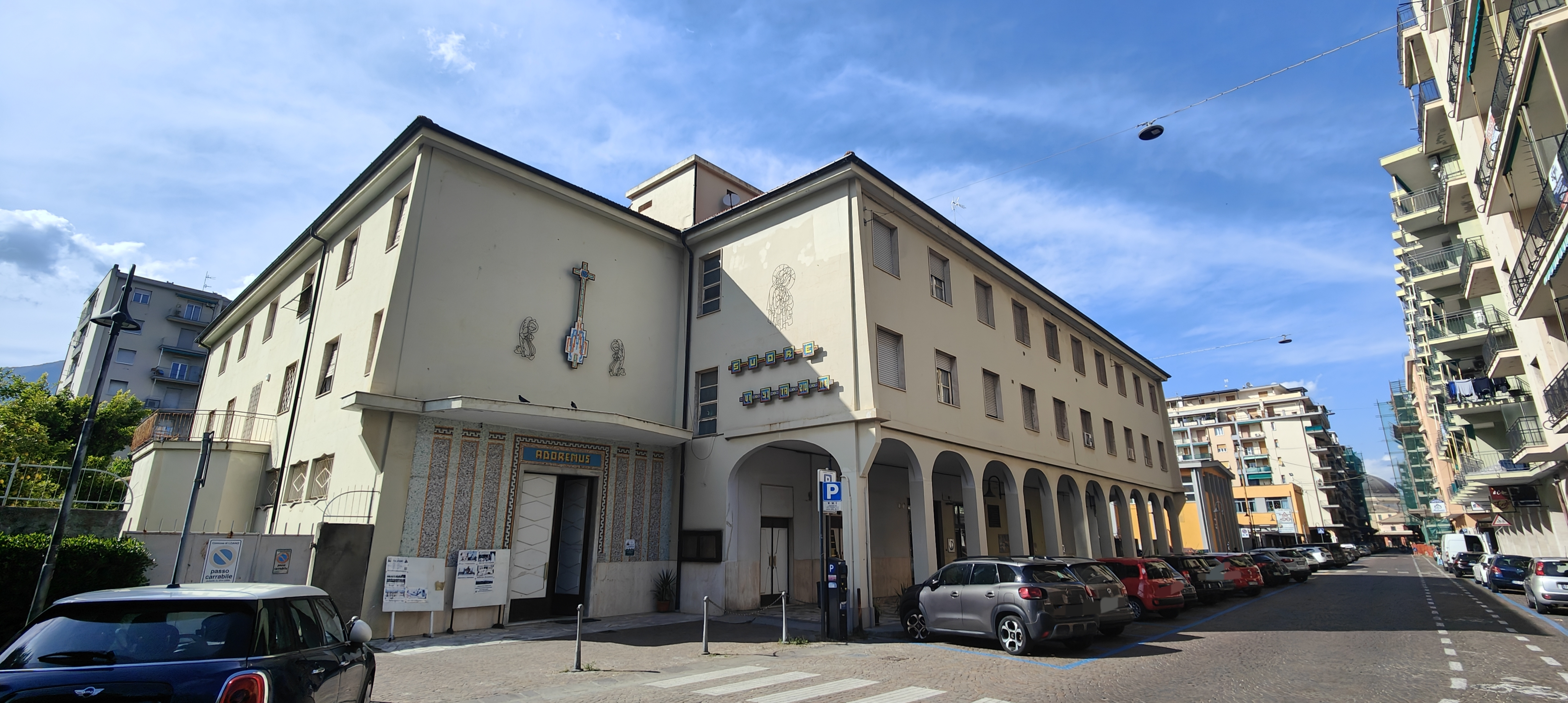
Chiesa e fabbricato loanese delle suore della Visitazione con asilo-nido

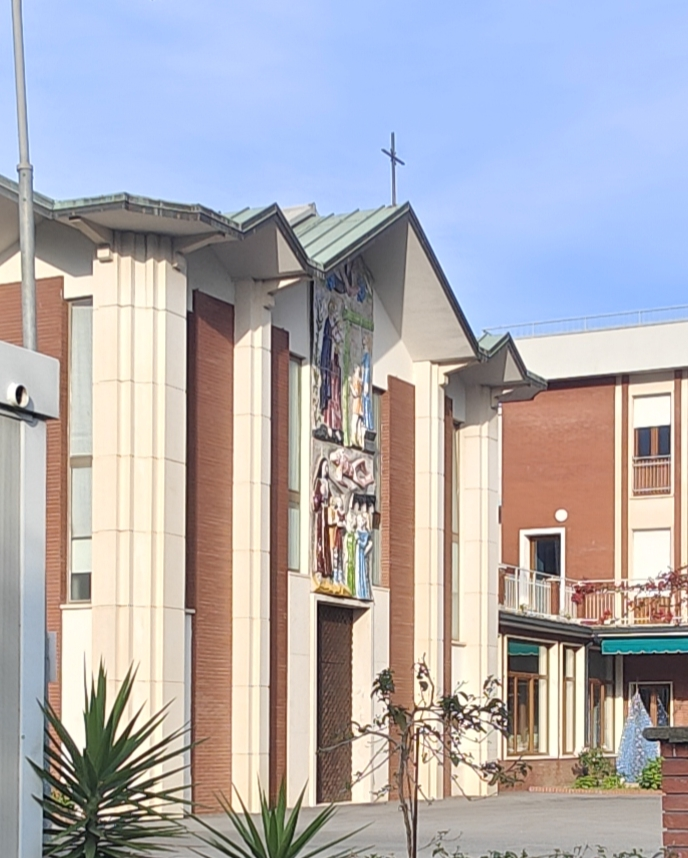
La chiesa delle suore cappuccine, inaugurata nel 1967, vista da via Madre Rubatto

- Chiesa della casa generalizia di "Nostra Signora della Visitazione"[47] a Loano, appartiene alle suore della "Visitazione" in Loano, inaugurato nel 1962 nella centralissima (allora nuova) corso Europa: oltre che ospitare le suore visitandine più anziane e la consueta attività caritatevole-missionaria, offrono soggiorni ed esperienza vocazionale per ragazze e asilo pubblico (scuola d'infanzia) per i bambini. Sono presenti attività commerciali in affitto nella loro struttura.

- Chiesa della casa generalizia e di riposo (Casa di cura San Francesco) appartenente alle suore cappuccine a Loano, fondata il 23 gennaio 1885 da Madre Rubatto. Vasto complesso già riprogettato nel 1967, rinnovato, ingrandito e totalmente ristrutturato dallo studio Rota Nodari[48] negli anni dal 2017 al 2023.

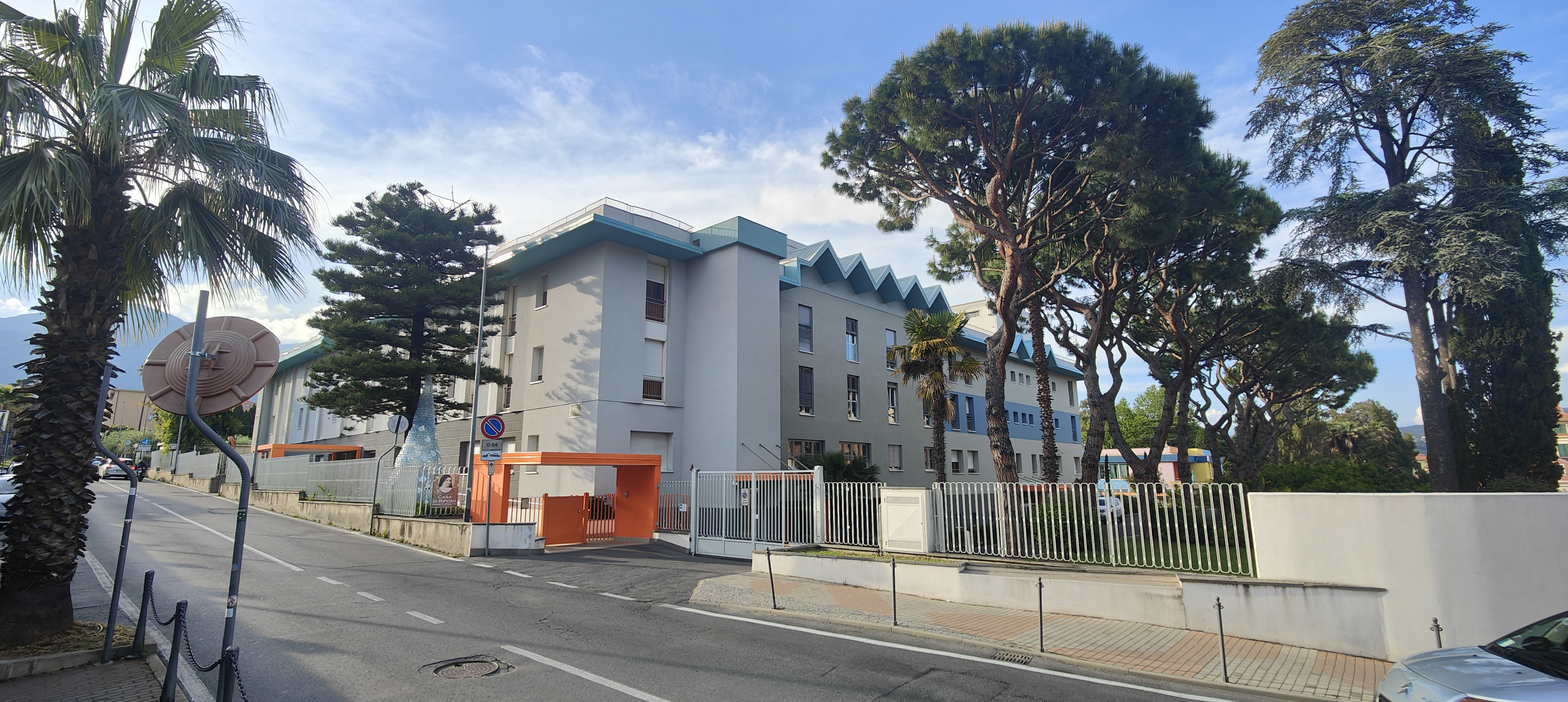
Il complesso totalmente restaurato delle suore cappuccine, casa di riposo per terza età in via dei Gazzi

- Istituto San Giuseppe, con cappella interna, nella loanese via Carducci delle Suore di carità dell'Immacolata Concezione (Ivrea), offrono soggiorni

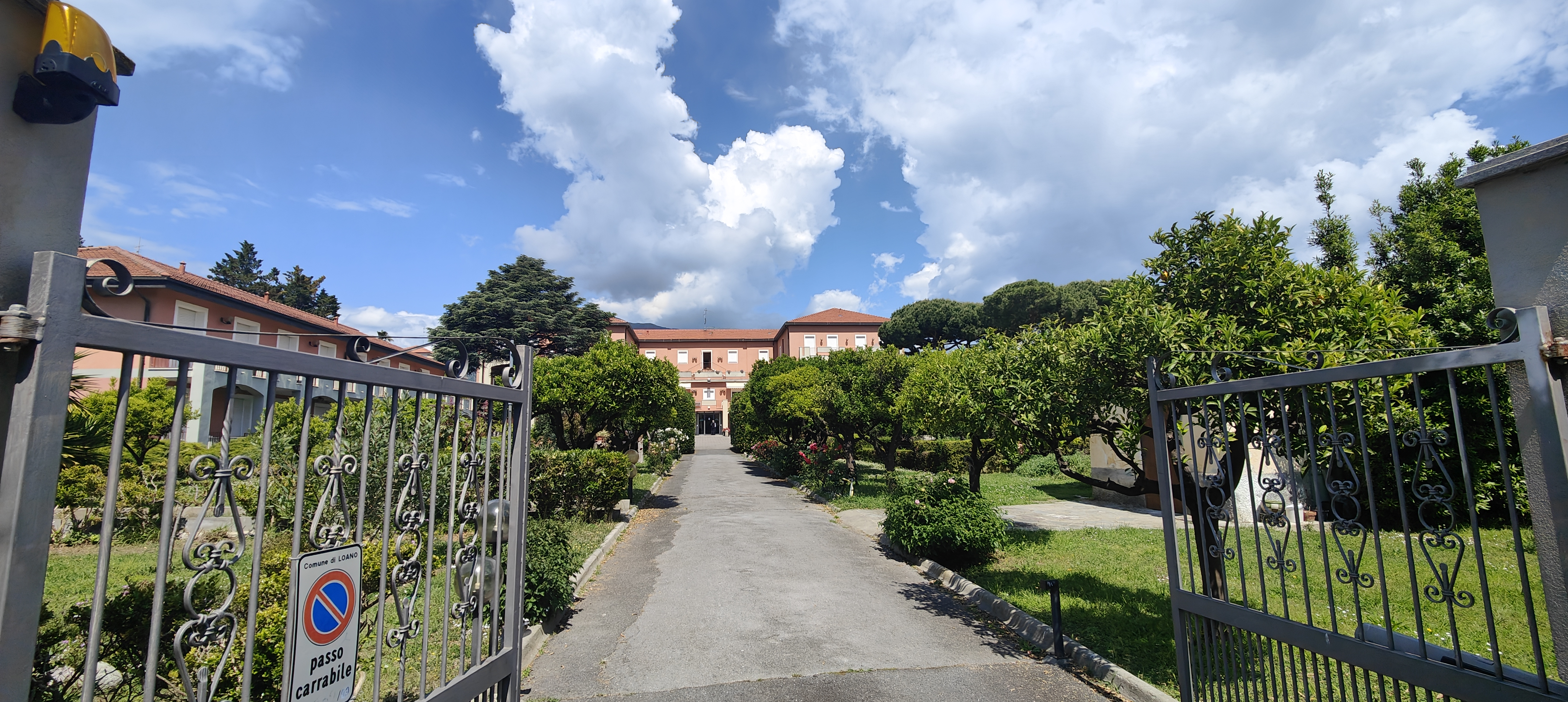
Loano, ingresso della struttura appartenente alle suore di carità dell'Immacolata

- Casa del Sacro Cuore, con cappella interna. Appartiene alle Suore di Santa Maria di Loreto

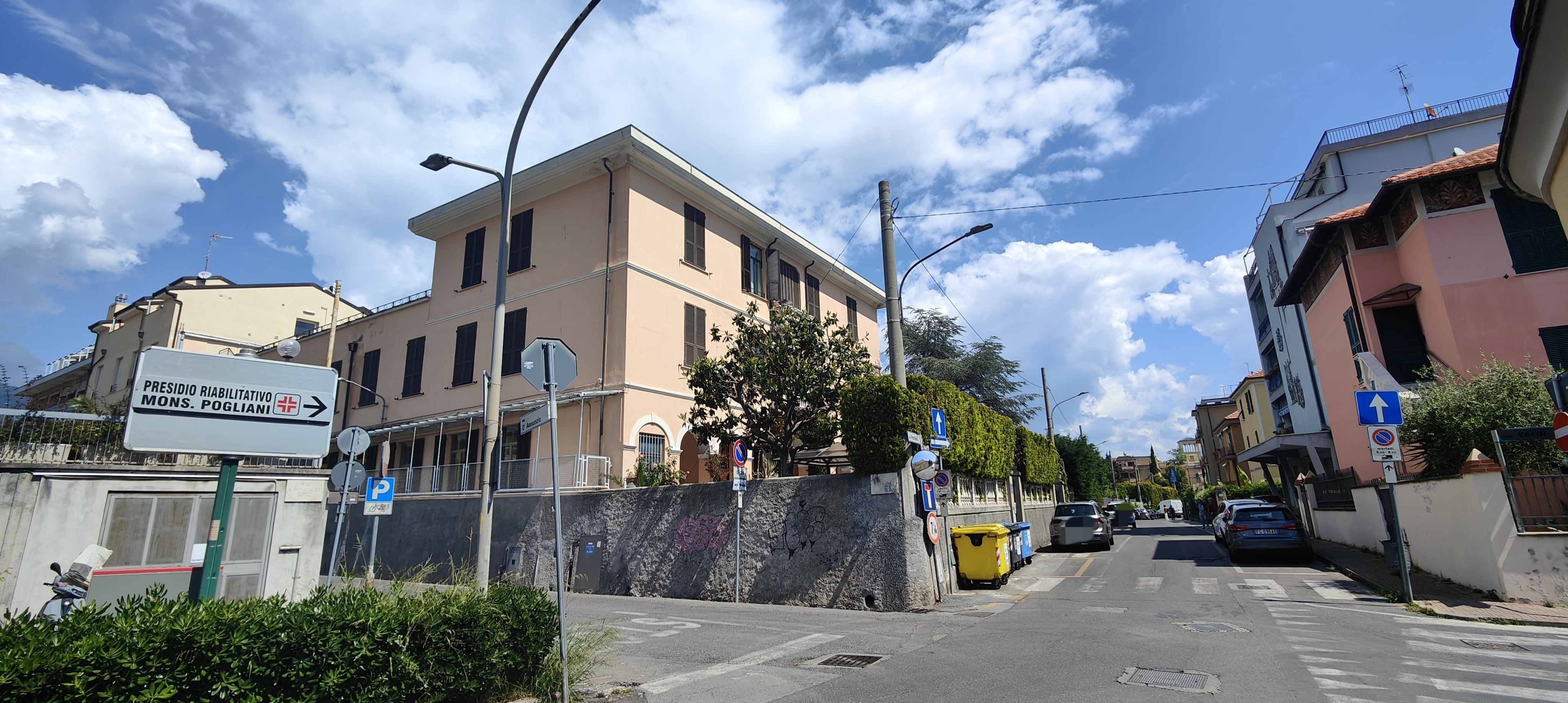
Loano, Casa S. Cuore in via Carducci, con chiesetta interna. Struttura appartenente alle Suore di Santa Maria di Loreto per soggiorni. L'ordine ha anche un'altra struttura a Moncrivello all'inizio del canavese

### Architetture civili
- Palazzo Doria nel centro storico di Loano. Oggi sede del municipio fu costruito nel corso del XVI secolo, fra il 1574 e il 1578 e forse su progetto dell'architetto Galeazzo Alessi. Presenta un portale cinquecentesco in ardesia, una loggia con pitture sul fianco sinistro e un pavimento a mosaico risalente al III secolo, proveniente dagli scavi archeologici della zona. Negli anni 1685-1687 Taddeo Carlone, destinate al giardino, realizzò la marmorea fontana Giovanna e una seconda in pietra del Finale.

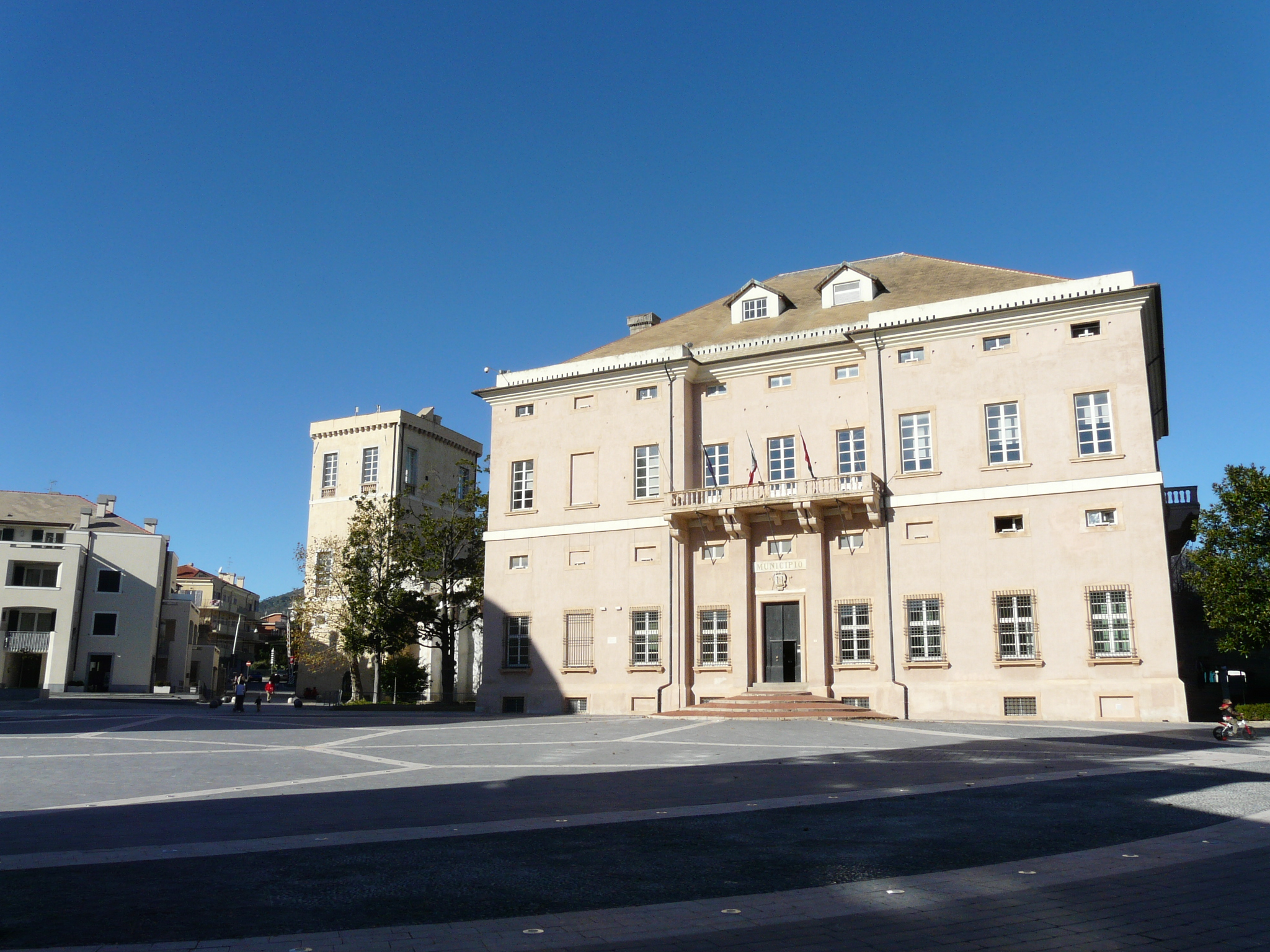
Palazzo Doria, sede del comune

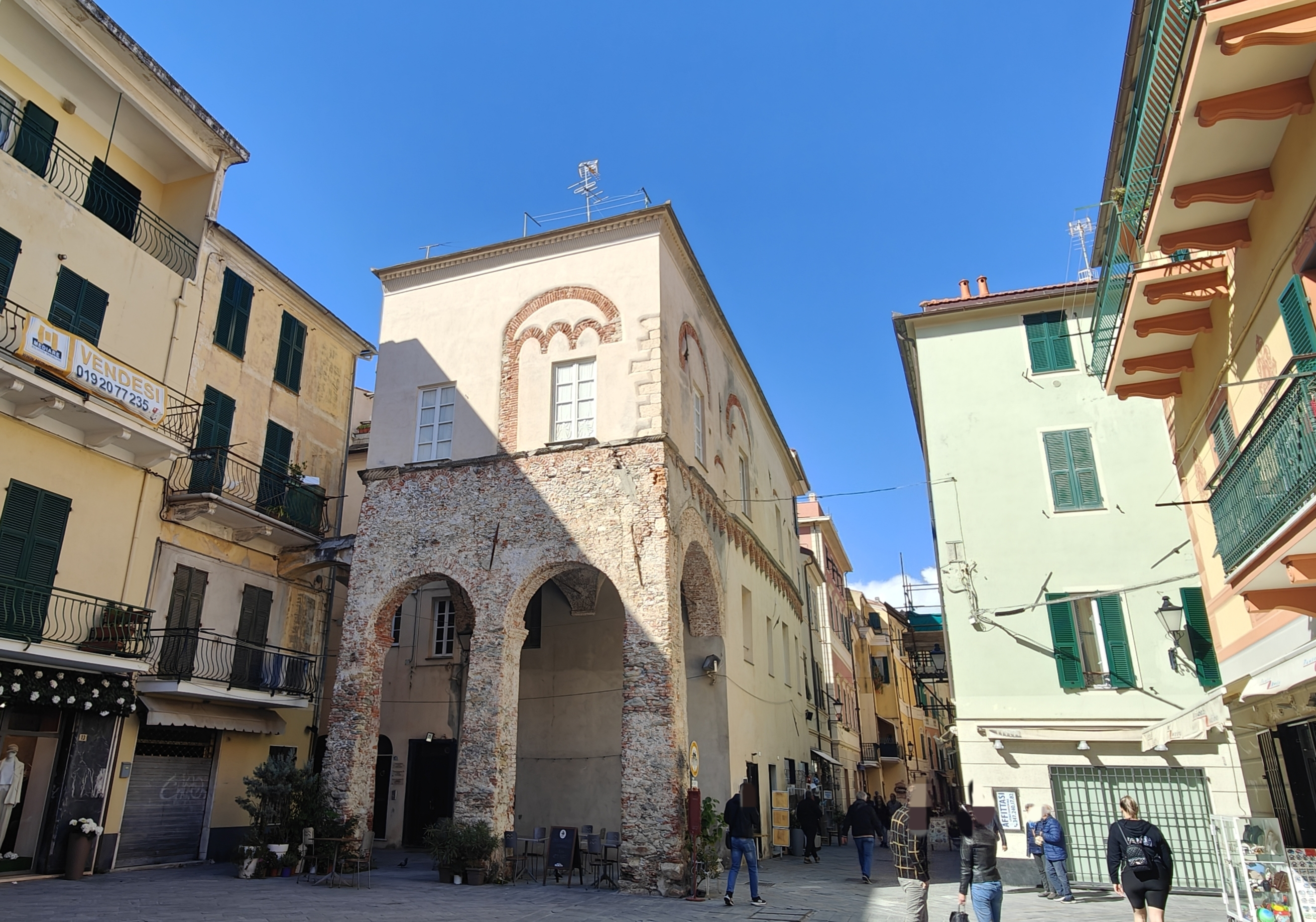
Casa Richieri in via Cavour adiacente piazza Rocca

- L'antica Casa (palazzo) Richieri[49] nel centro storico loanese.

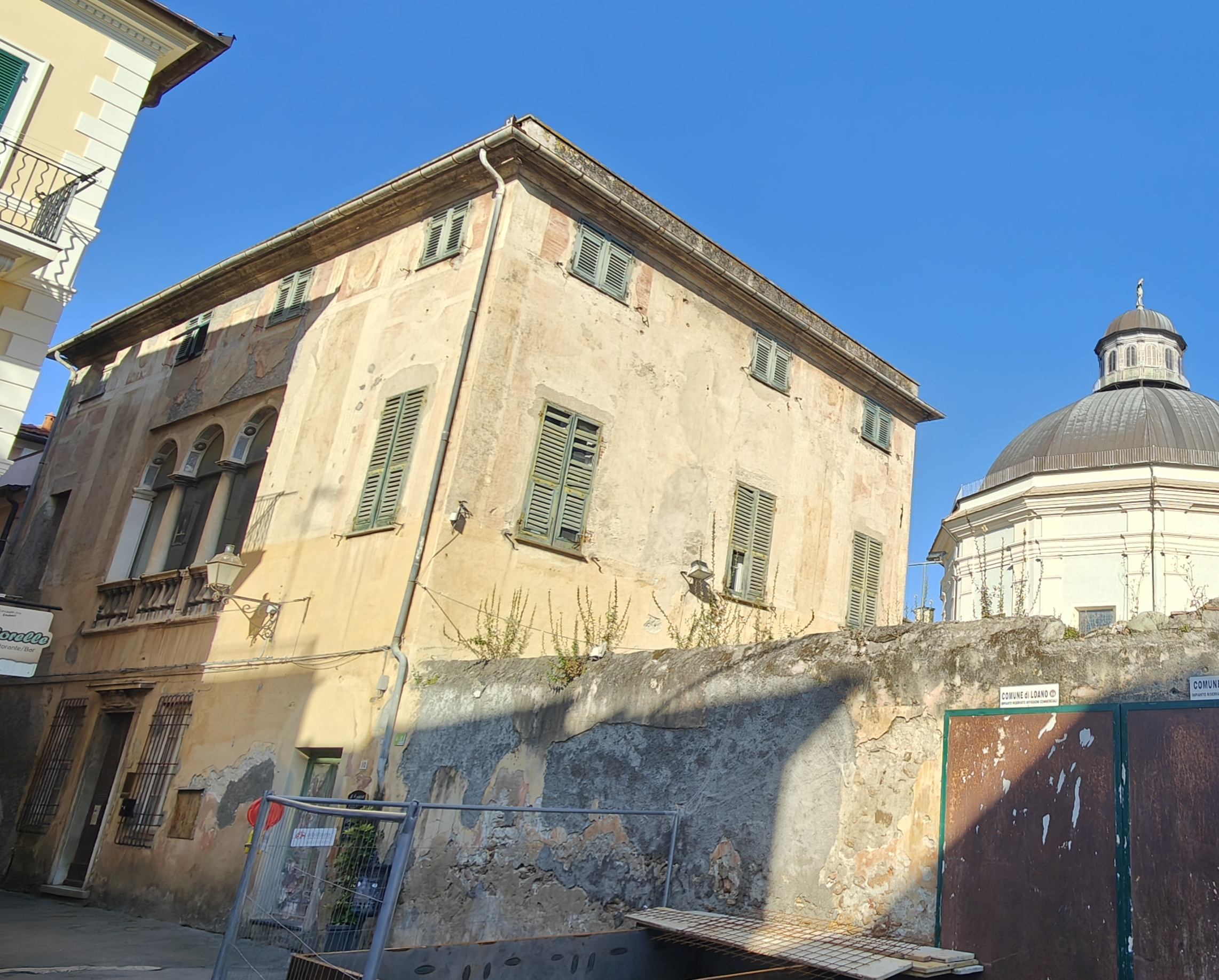
Il "Palazzo del Comandante" risalente al 1500 (sullo sfondo la cupola del duomo San Giovanni Battista)

- Palazzo del Commissario nel centro storico loanese, a ponente di piazza Palestro; eretto nel 1606, dopo l'avvento dei Savoia a metà Settecento, sarà l'abitazione del comandante della guarnigione sabauda per cui verrà chiamato Palazzo del Comandante. Attualmente il palazzo è usato dalle opere parrocchiali del locale duomo.[50].

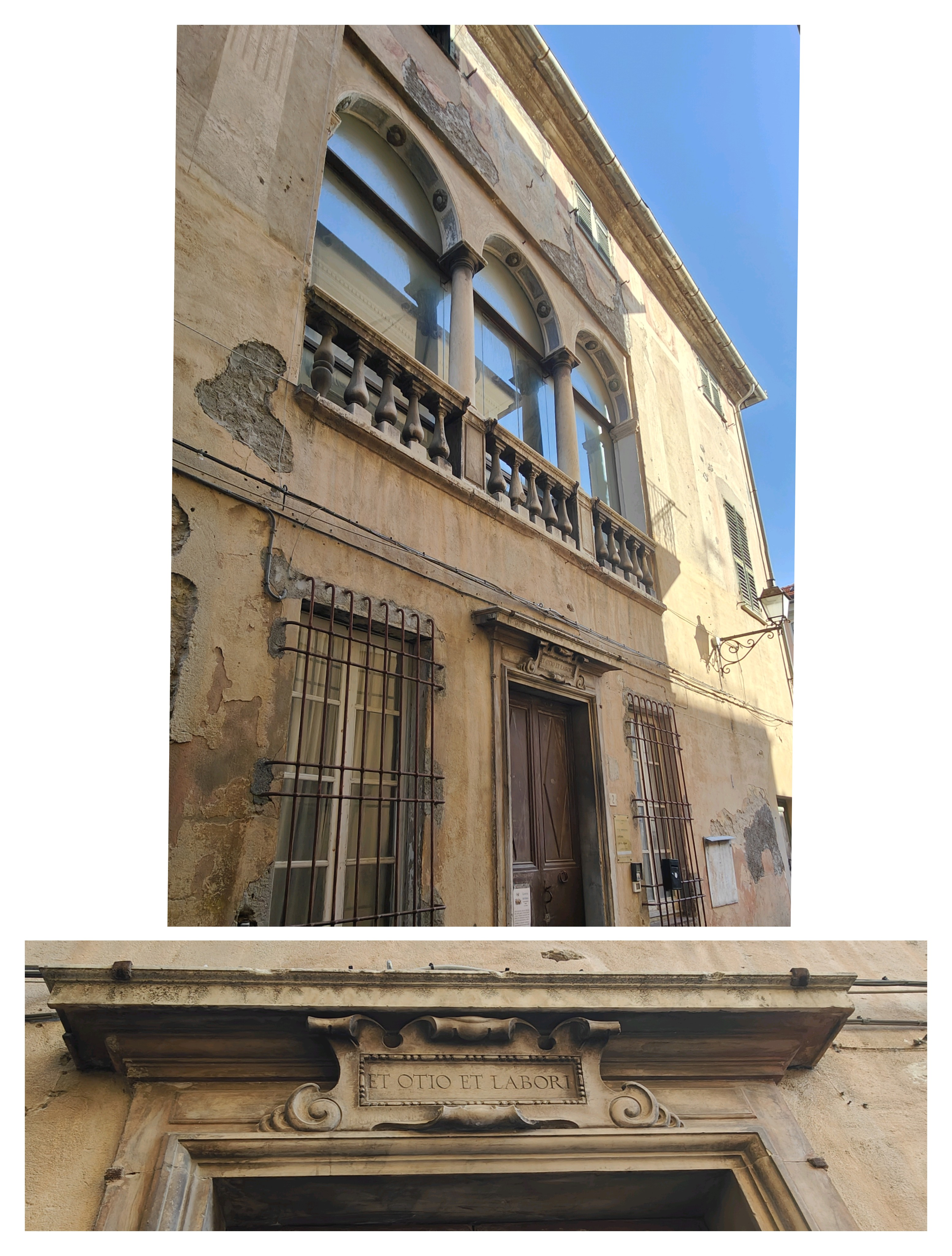
Palazzo del Commissario (Comandante): particolare della Loggia al piano superiore; sotto: l'antica scritta all'ingresso "sia nel tempo libero che nel lavoro".

- Palazzo "Kursaal" a Loano[51]. Sede della Biblioteca Civica, della Pro Loco e di numerose associazioni e del Museo del Mare e della Marineria con testimonianze dei numerosi cantieri navali d'epoca del Ponente ligure.

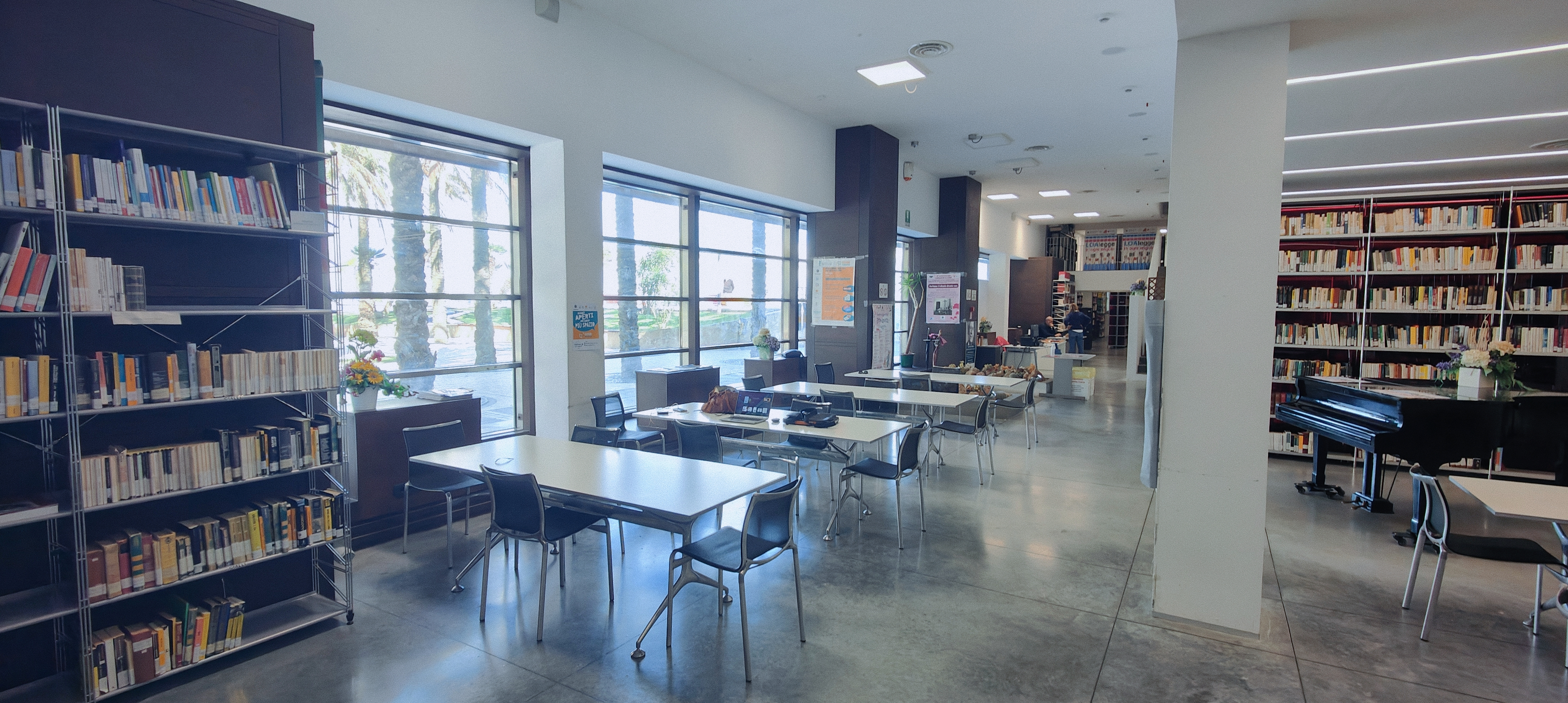
Interno della locale biblioteca comunale presso palazzo Kursaal, fornita (2025) di 24 mila volumi. A destra è visibile un pianoforte a coda della ditta di Hradec Králové, Petrof, in uso quando sono programmati concerti

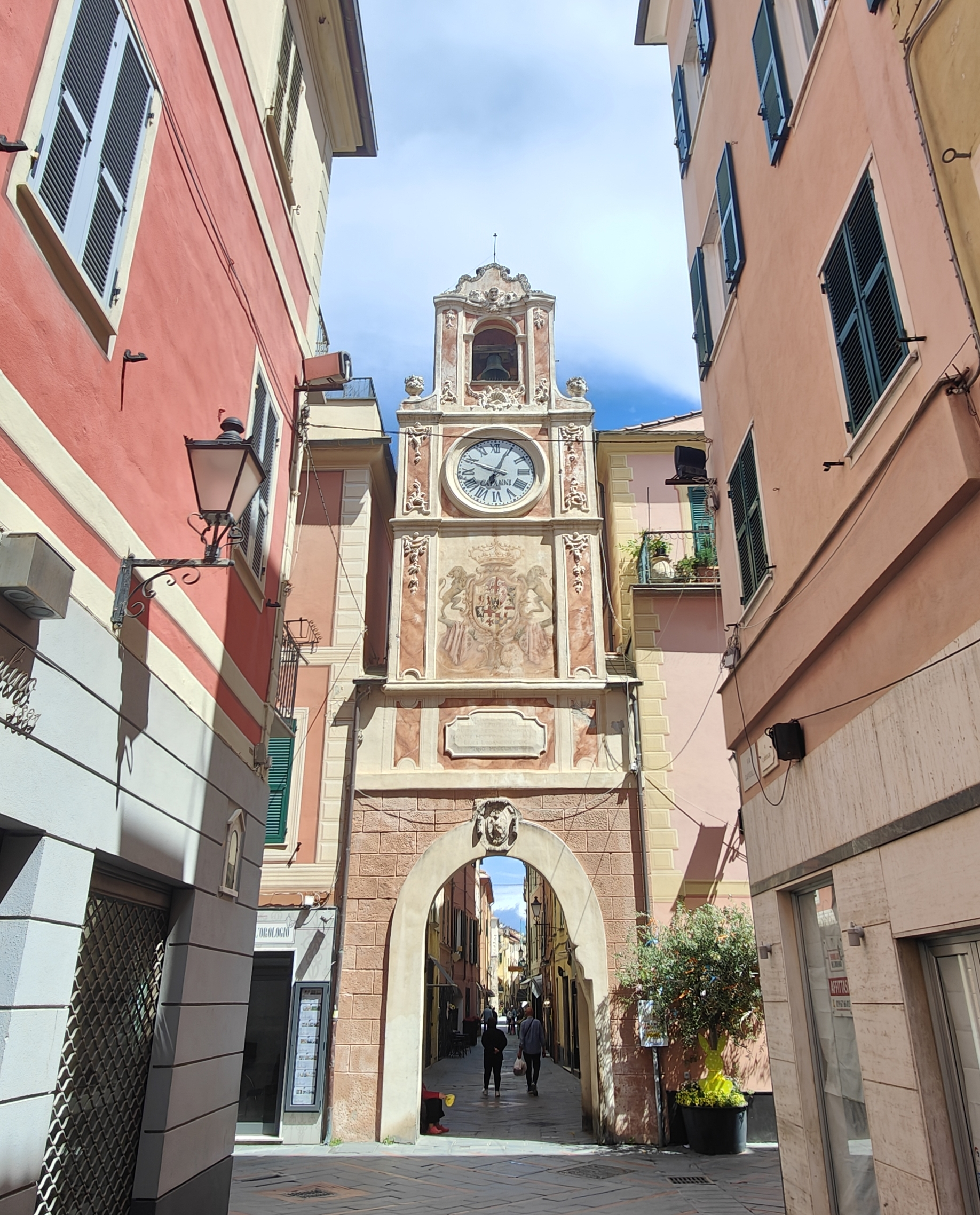
Porta Passorino con il suo orologio, monumento caratteristico nel carruggio di Loano visto da via Giuseppe Garibaldi

- Porta Passorino[52] Risalente alla dominazione del principe conte di Loano Gianandrea Doria, è una delle quattro porte della città che ne chiudevano il borgo storico a ponente. Nella torretta, posizionata nel 1774, presenta un bell'affresco con lo stemma di Casa Savoia, un orologio e una piccola campanella.

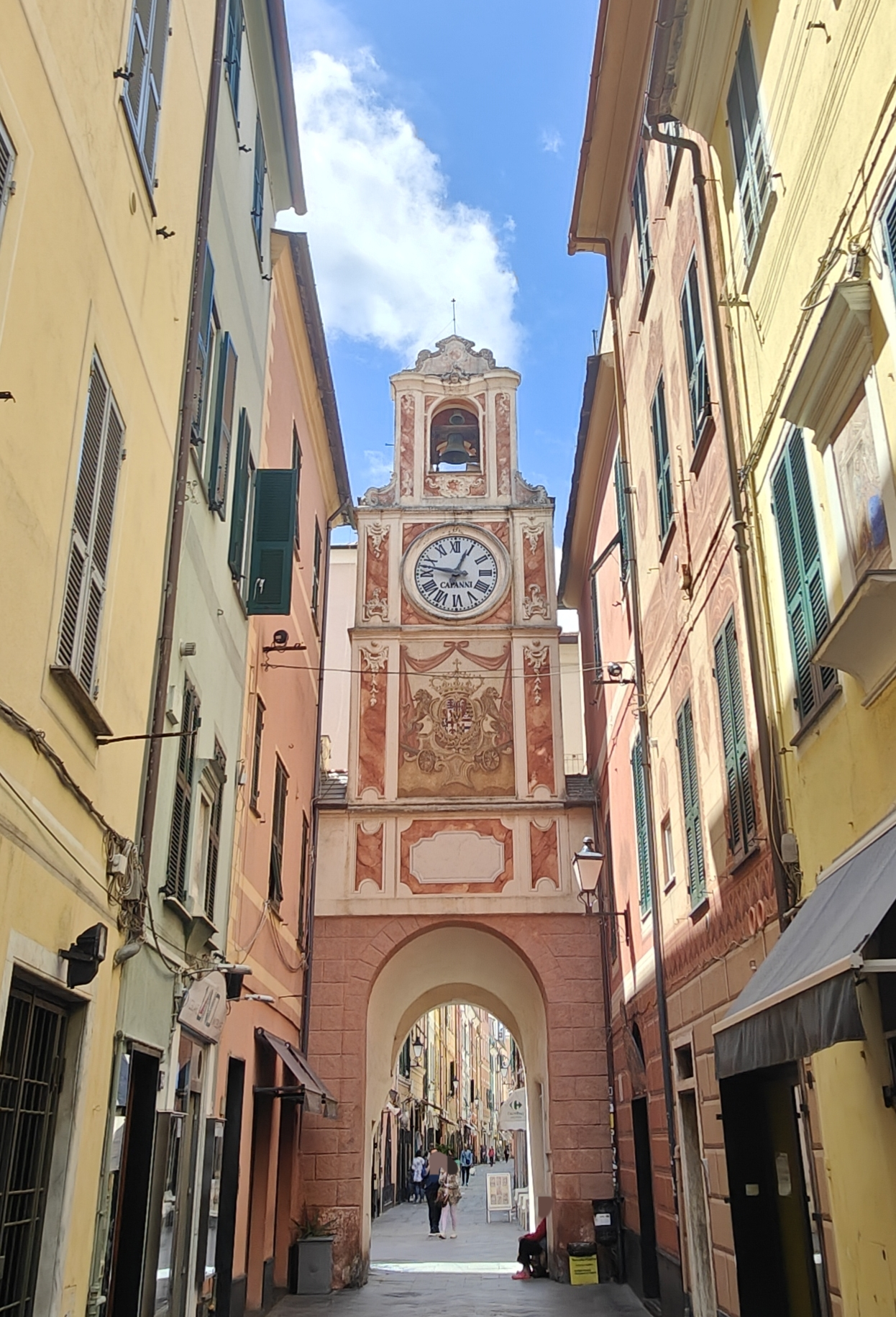
Porta Passorino vista dall'altro lato, via Cavour. Simbolo ed emblema della città viene anche replicato in scala in alcuni carri del rinomato e storico carnevale cittadino

- Ponte "du nicciu" (Ponte "della nicchia"). Eretto nel 1691 da Andrea III Doria; dedicato a san Sebastiano la cui statua (tardiva) era nella nicchia lato monte: questa la ragione del nome dato dai Loanesi al ponticello. La posizione sopra il Fossato (Nimbalto) consentiva l'attraversamento del torrente dal retro del palazzo Doria alla via delle Fontane e quindi raggiungere il convento di Monte Carmelo. Questa funzione è resistita per secoli. Il 14 luglio 2013 è crollato il parapetto a monte con la nicchia e la statua del santo. Il ponte, dopo un lungo restauro, è stato riaperto nel 2015 quando è stata riposta nella nicchia una copia della statua di San Sebastiano distrutta nel crollo.

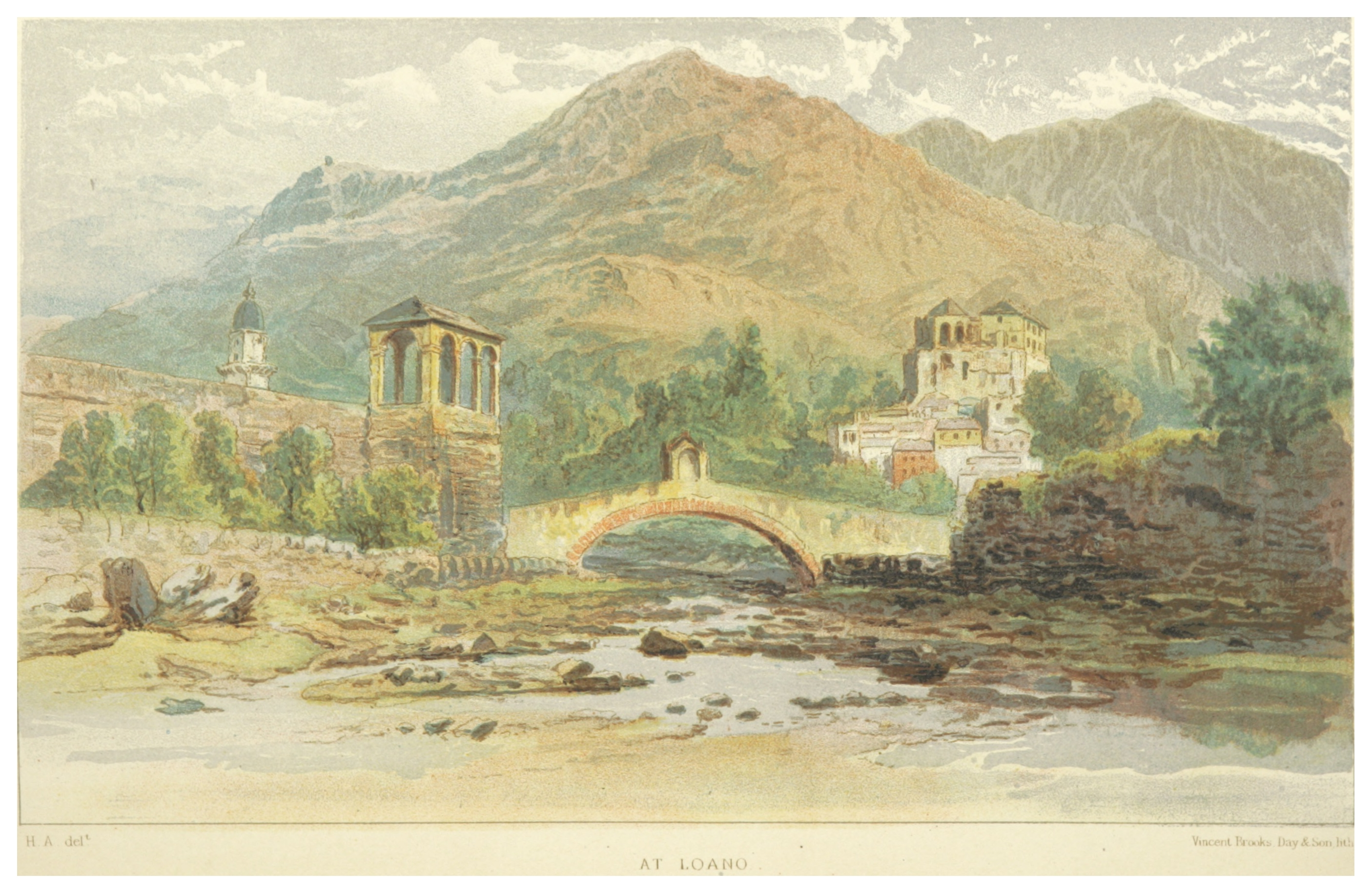
Ponte Du Nicciu (1870)

### Architetture militari

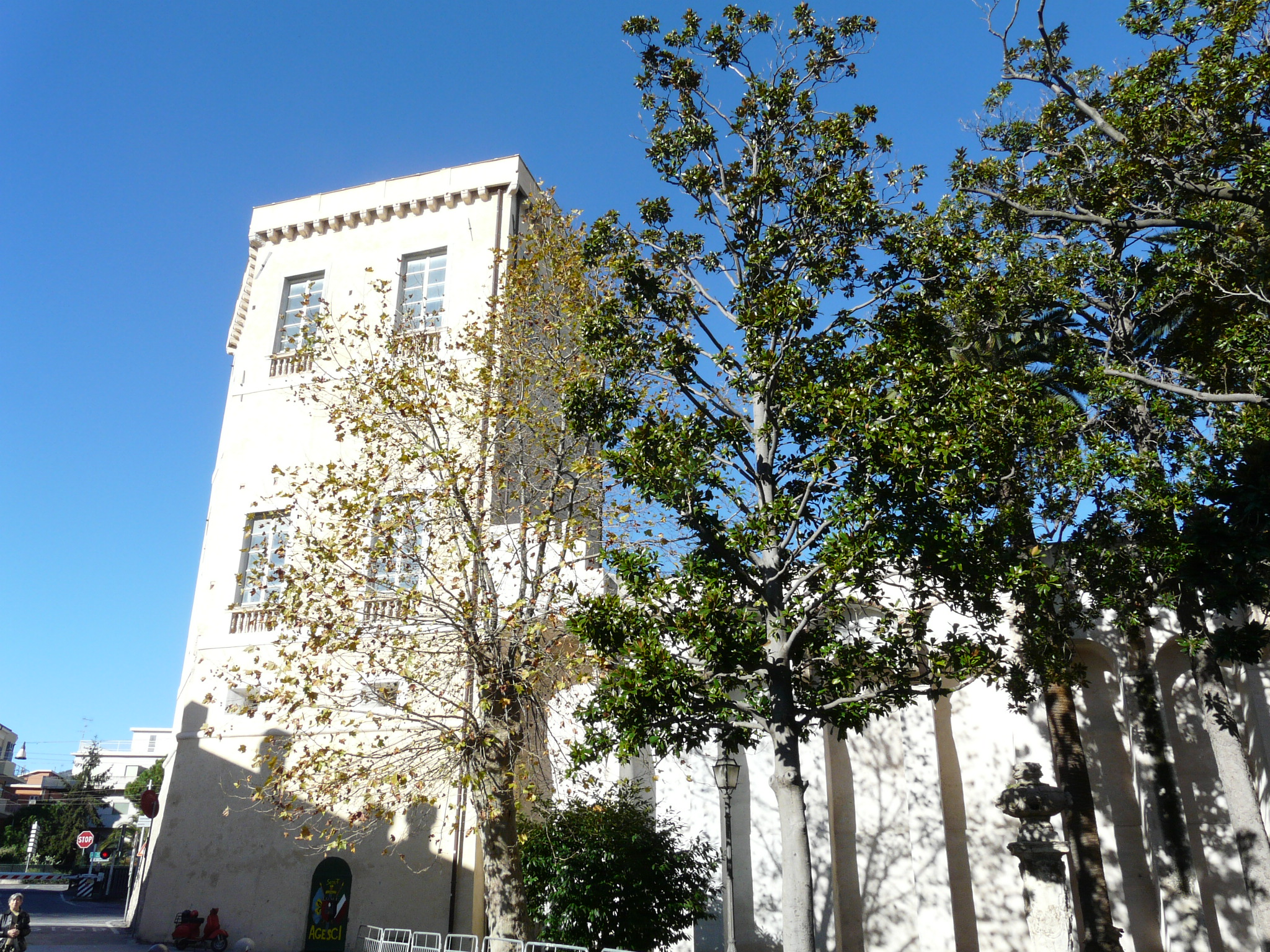
La torre pentagonale, datata al 1602.

- Castello dei Doria a Borgo Castello. Costruito nel XII secolo dai vescovi di Albenga come avamposto e rocca fortificata, con la dominazione dei principi e conti di Loano Doria ne divenne la loro residenza; tra il XVI e il XVII secolo la struttura prese la forma attuale di palazzo in stile rinascimentale. Assoggettato ai Fieschi dal 1505 al 1547 (dopo la congiura di Gian Luigi Fieschi Loano e il palazzo ritornarono nelle mani della famiglia doriesca), la proprietà del maniero passò infine al Regno di Sardegna (1736).
- Torre Pentagonale: eretta nel 1602 per difendere le mura di cinta è collegata, tramite un ballatoio, con il palazzo comunale Doria.

### Monumenti ai caduti delle guerre e del terrorismo
L'amministrazione comunale e le generazioni succedute (con la cittadinanza) ha sempre ricordato, come consuetudine, i caduti delle epoche passate e recenti immortalando la loro memoria onorandoli perennemente nel ricordo. Nel tratto del lungomare si trovano distanziati dal primo all'ultimo per 820 metri.

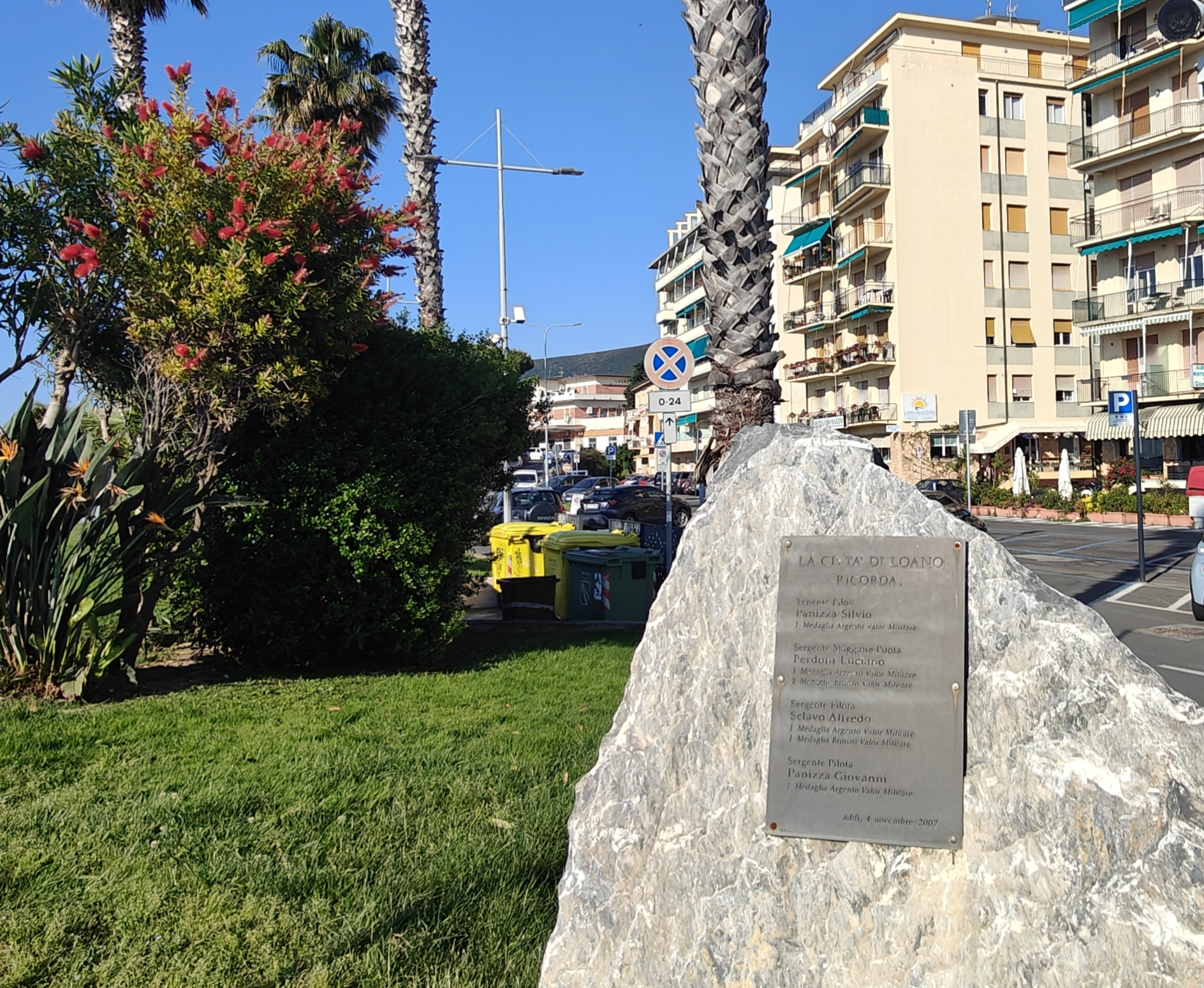
Inaugurato il 4 nov. 2007, nomi di caduti insigniti di medaglie d'argento e bronzee al valor militare

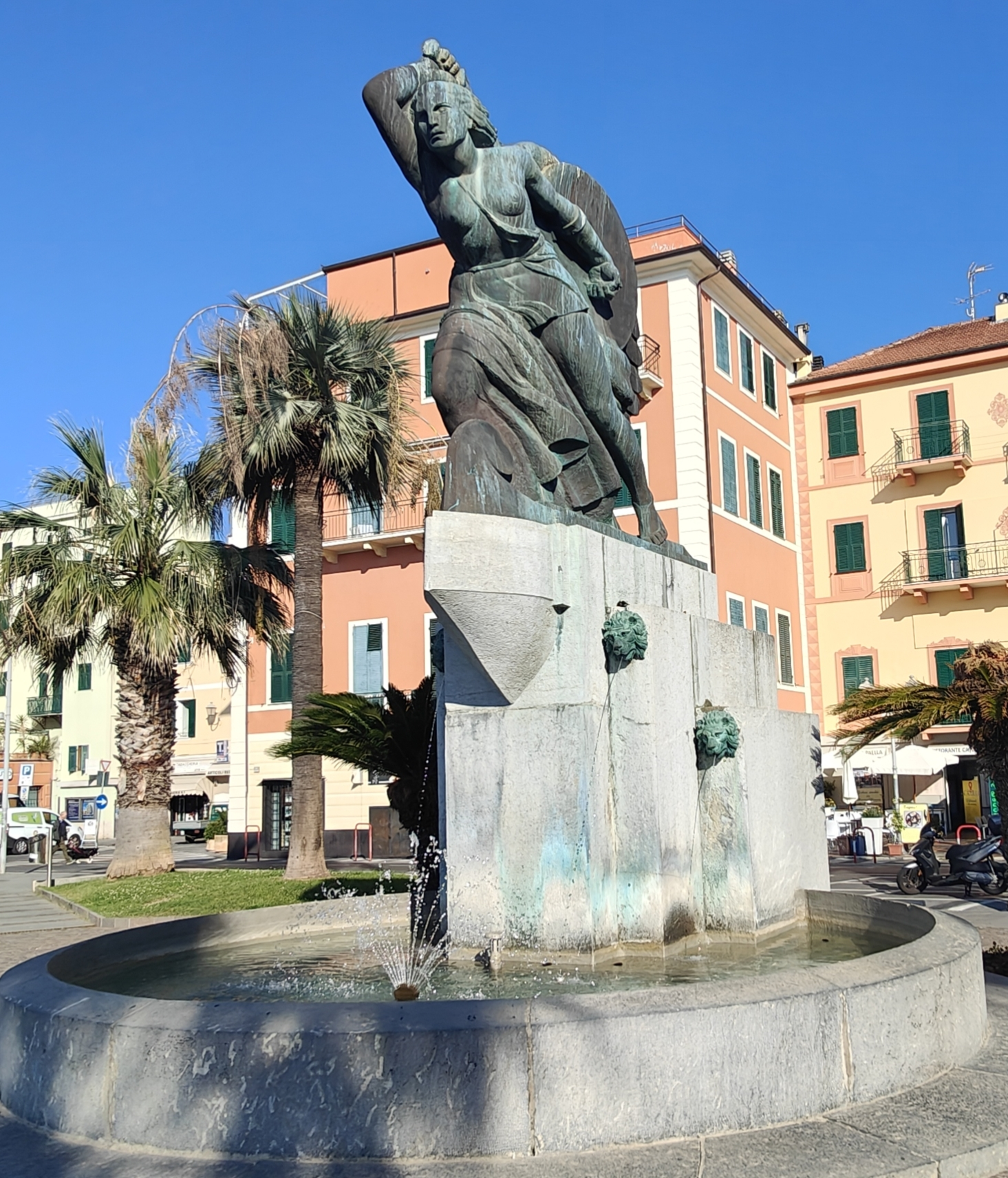
Opera di Roberto Terracina (1900-1976) inaugurata il 3 luglio 1932: "Allegoria della Vittoria come Donna armata", dedicato ai caduti Iª e IIª guerra Mondiale

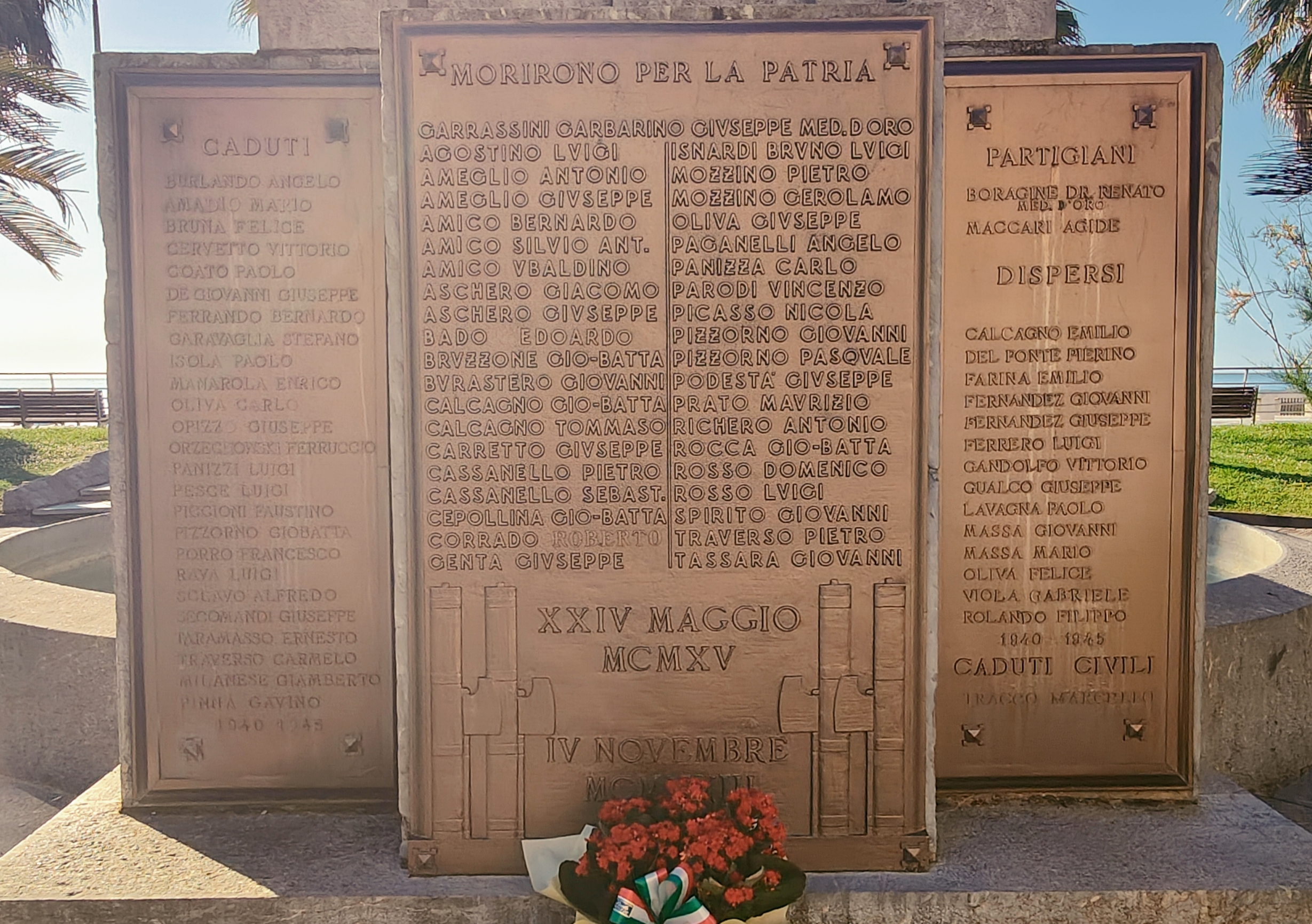
Loano, parte posteriore del monumento dello scultore Terracina in corso Roma, lungomare, le targhe bronzee con i nomi dei caduti della Iª e IIª guerra mondiale

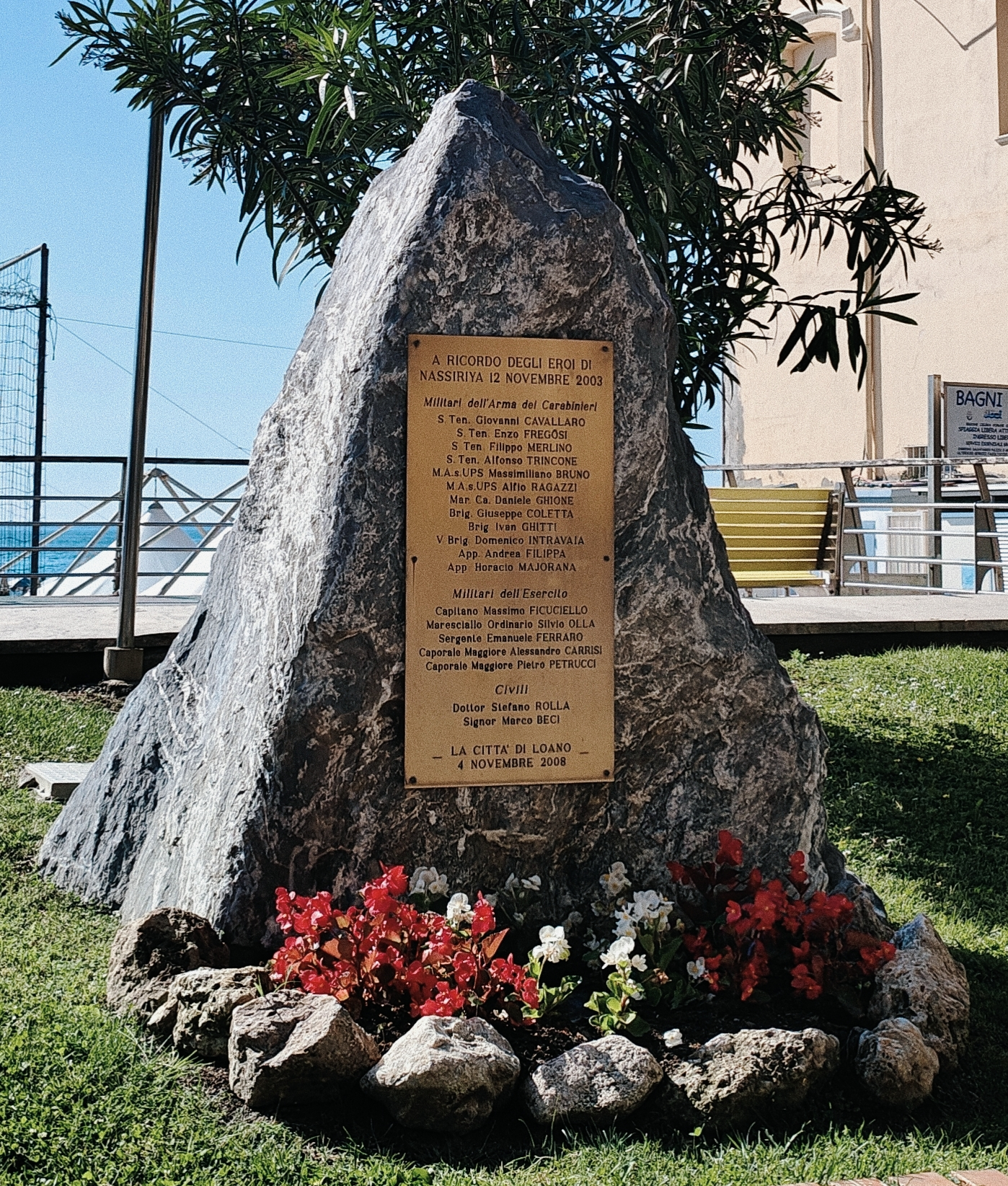
"Giardini di Nāṣiriya", (davanti la biblioteca) monumento inaugurato il 4 novembre 2008 dedicato ai caduti dell'attentato in Iraq

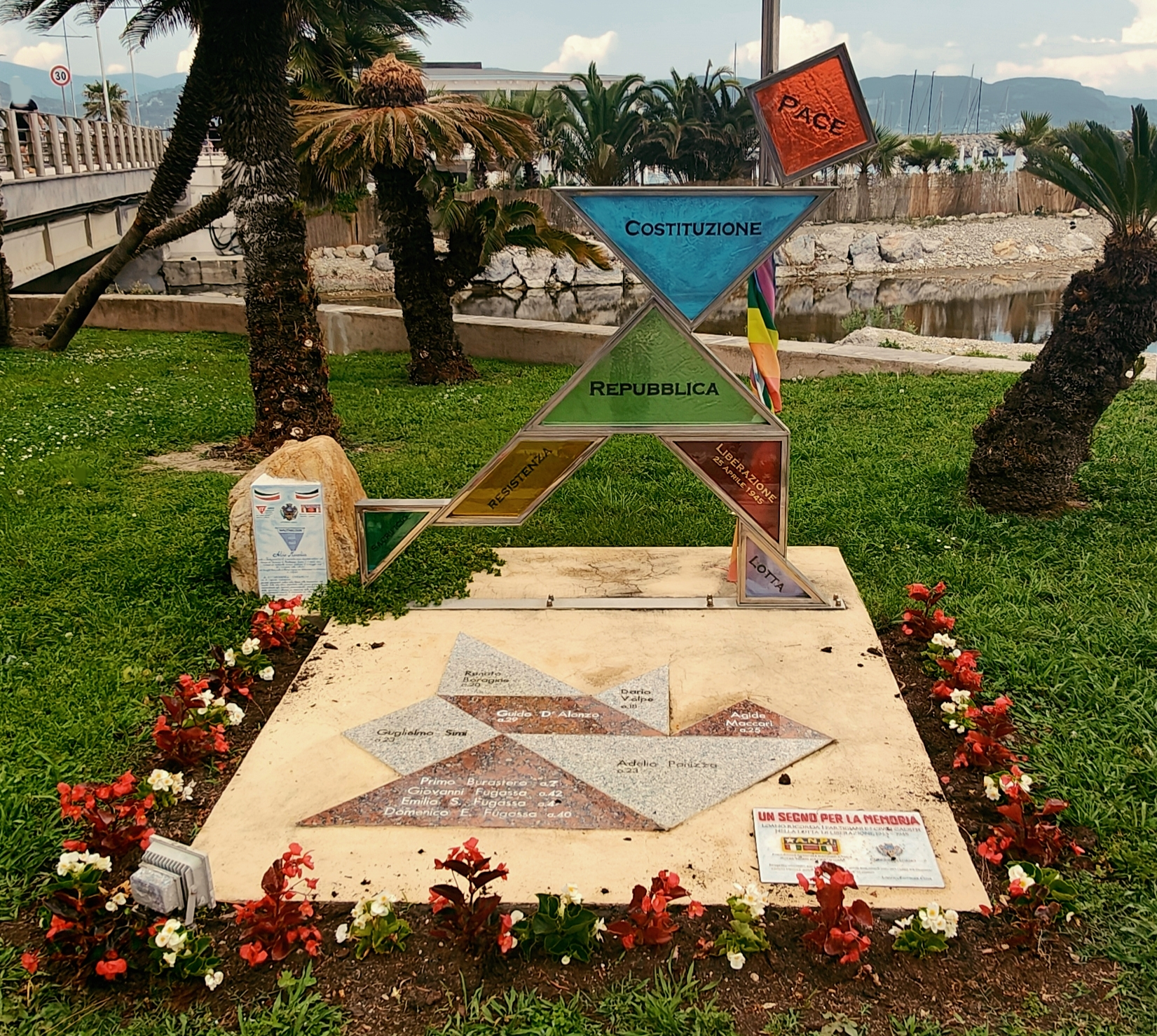
Lungomare Garassini verso largo Cadorna, alla foce torrente Nimbalto: su progetto degli studenti dell’istituto loanese "Falcone" per il concorso Un segno per la Memoria (2014) a commemorazione dei partigiani della Liberazione. A Sx la targa ceramica del conferimento della cittadinanza onoraria ad Aldo Marostica (1925-2021), sopravvissuto al lager. I riquadri evidenziano le nostre basi civili: "Costituzione, Lotta, Resistenza, Repubblica, Liberazione, Sacrificio e Pace"

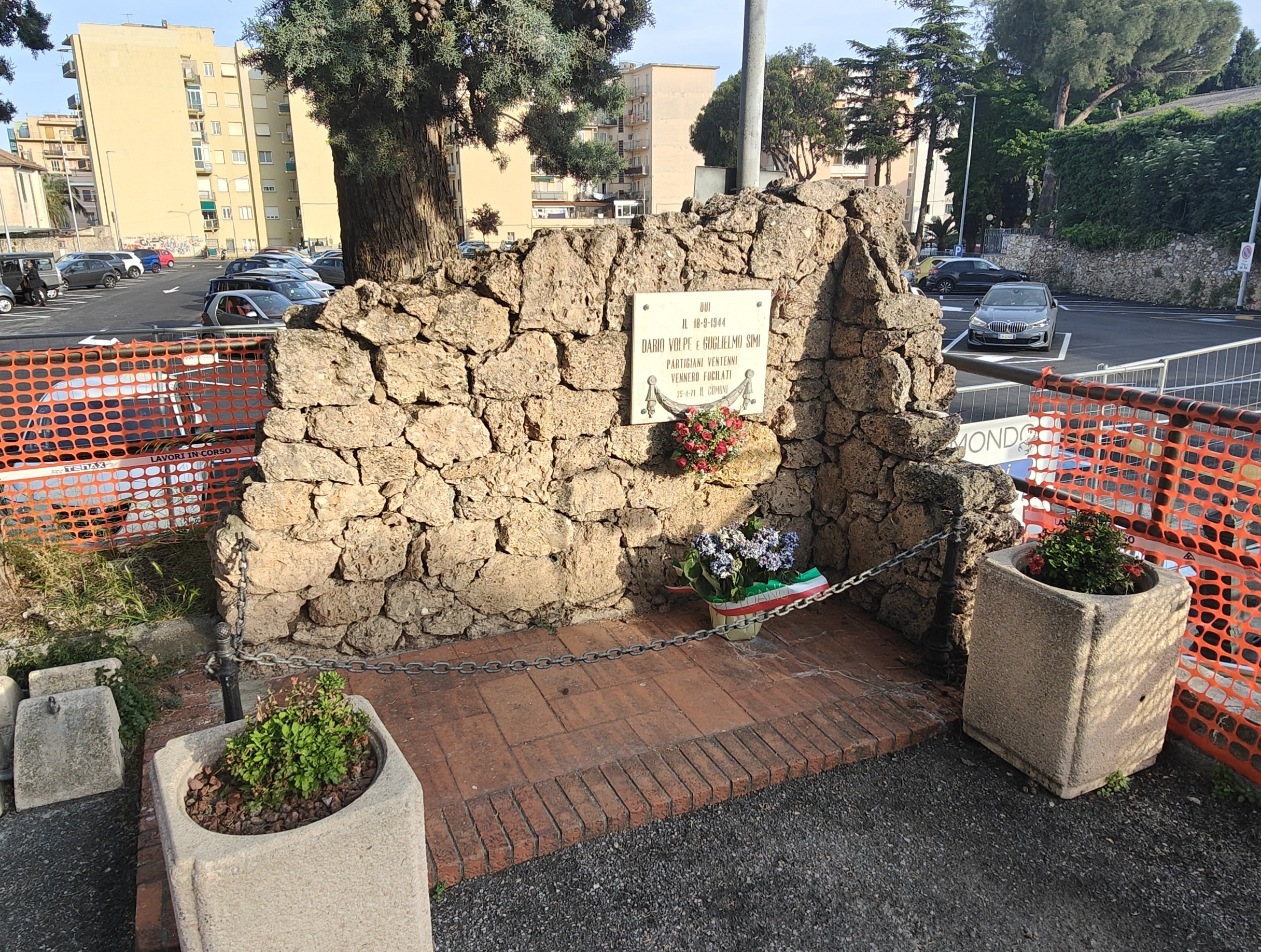
Dario Volpe - Guglielmo Simi (nati 1924) fucilati il 18 settembre 1944 davanti al cimitero cittadino

### "Polo del Soccorso"
È stata spostata dal maggio 2024 dalla vecchia postazione di piazzale Aicardi, sulla via Aurelia, la locale Croce Rossa Italiana  (anni addietro classificata sottocomitato) in una grande struttura attrezzata in via Magenta con spazi per i mezzi. Vi ha sede anche la protezione civile, il soccorso alpino e i radioamatori.

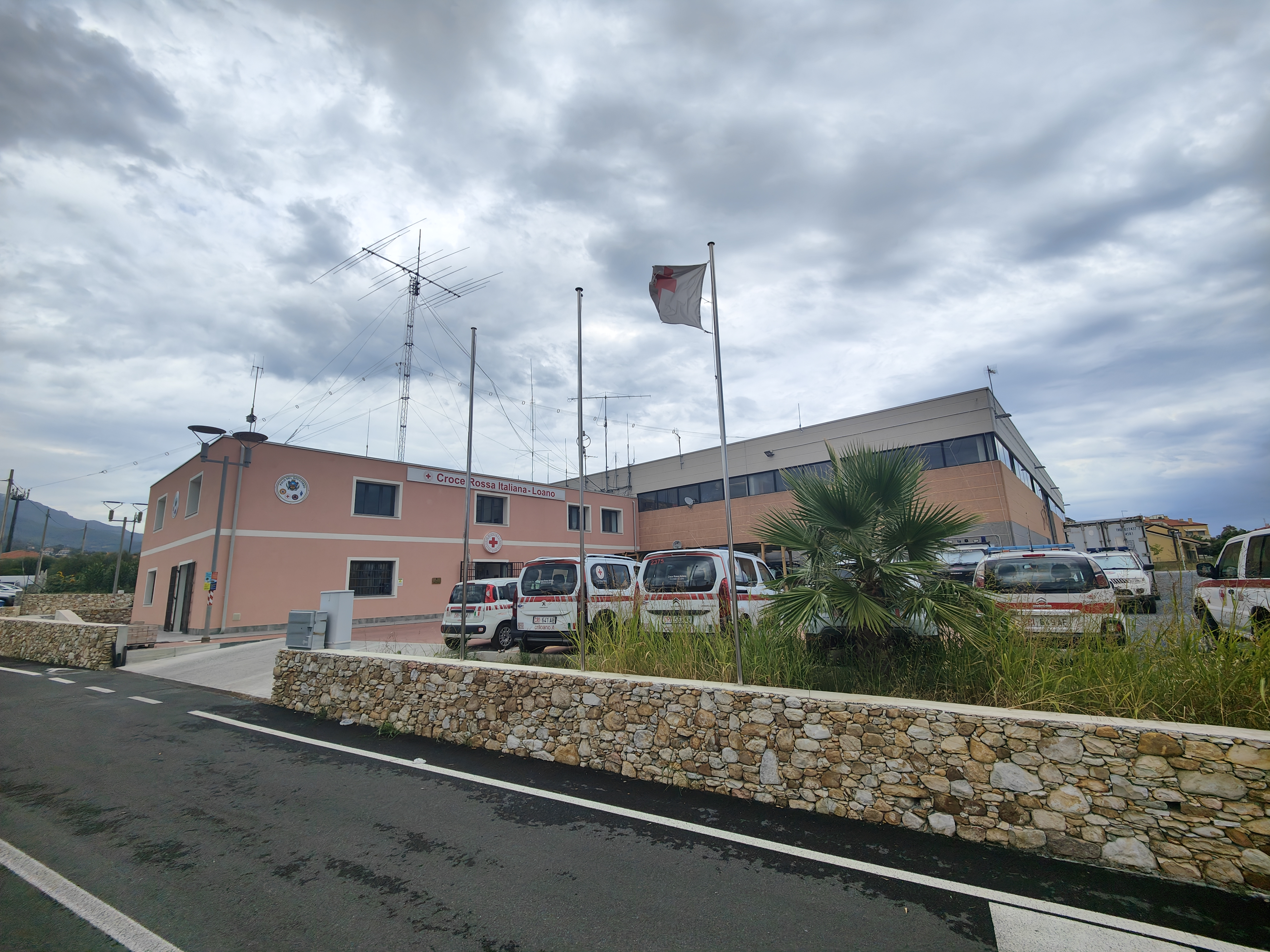
"Polo del Soccorso" di via Magenta ove hanno sede la locale Croce Rossa, i radioamatori, il soccorso alpino e la protezione civile

### Aree naturali
Tra i territori comunali di Loano, Bardineto, Bormida, Boissano, Calizzano, Castelvecchio di Rocca Barbena, Giustenice, Magliolo, Osiglia, Pietra Ligure, Rialto e Toirano è presente e preservato un sito di interesse comunitario, proposto dalla rete Natura 2000 della Liguria, per il suo particolare interesse naturale, faunistico e geologico. Il sito è collocato nell'area boschiva tra il monte Carmo di Loano e il monte Settepani in cui insistono foreste, praterie, versanti rupestri, cavità di interesse speleologico e formazioni carsiche; nella stessa area è presente la Foresta regionale della Borbottina. Oltre alle zone boschive comprensivi di faggi, pini silvestri e abeti bianchi, sono segnalate le presenze del rododendro, del ginepro nano del Bric Agnellino, la campanula di Savona (Campanula sabatia), la genziana ligure (Gentiana ligustica), le orchidee, la primula marginata (Primula marginata), lo zafferano ligure (Crocus ligusticus) e l'arnica montana (Arnica montana). Tra le specie animali il pesce sanguinerola (Phoxinus phoxinus) e il gambero di fiume (Austropotamobius pallipes); tra i mammiferi il gatto selvatico (Felis silvestris) e alcuni rinolofi della specie dei chirotteri (Rhinolophus ferrumequinum, Rhinolophus euryale, Rhinolophus hipposideros).

## Società

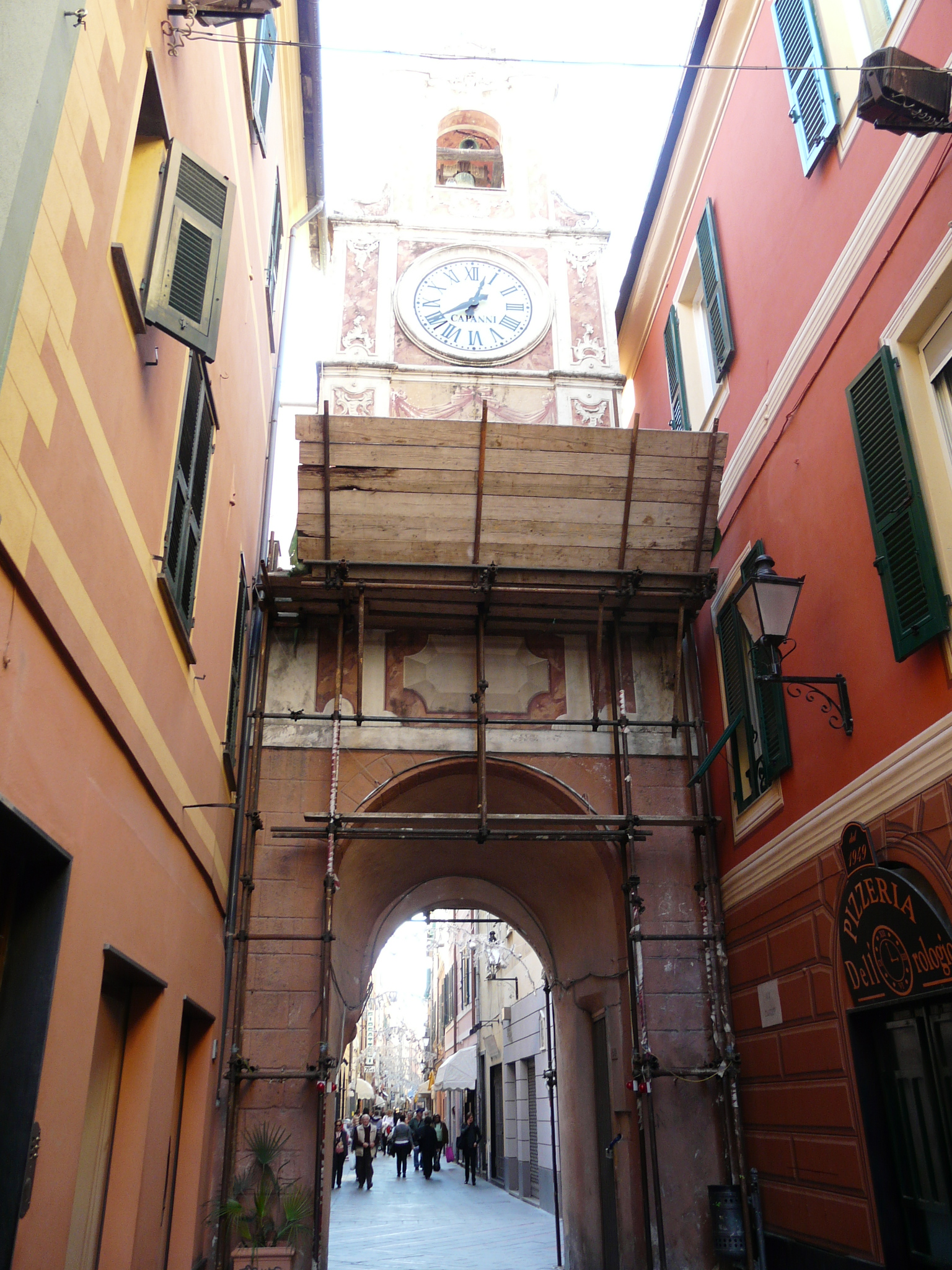
Porta Passorino fotografata durante un "cantiere" per la temporanea e doverosa manutenzione

### Evoluzione demografica
Abitanti censiti

### Etnie e minoranze straniere
Secondo i dati Istat al 31 dicembre 2019, i cittadini stranieri residenti a Loano sono 1 081, così suddivisi per nazionalità, elencando per le presenze più significative:
1. Albania, 323
2. Romania, 122
3. Marocco, 77
4. Perù, 73
5. Cina, 63
6. Egitto, 50
7. Bangladesh, 47
8. Ecuador, 32
9. Kosovo, 27
10. Bosnia ed Erzegovina, 20

## Cultura

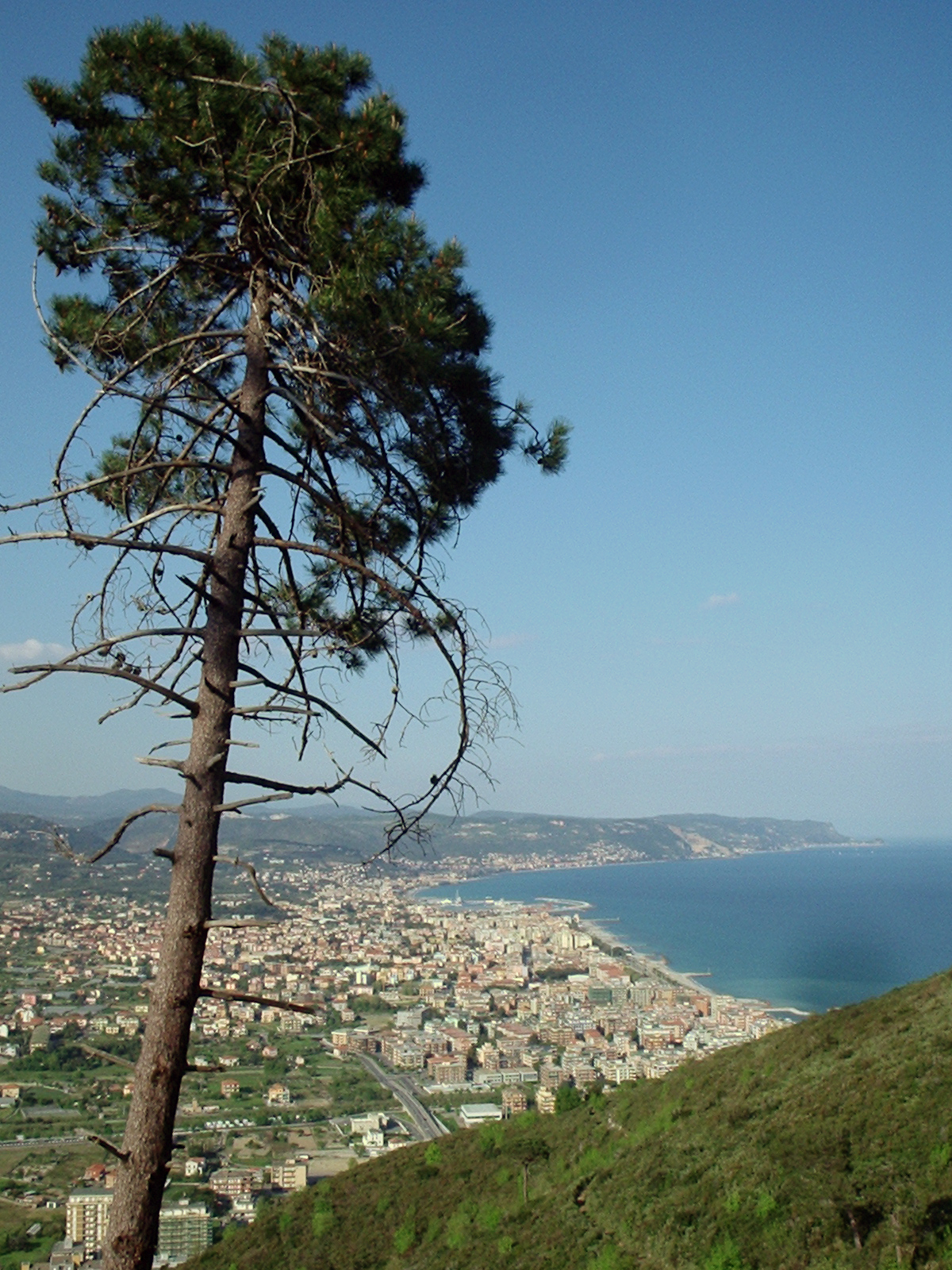
Panorama del litorale loanese

### Istruzione
Loano è sede di una scuola secondaria di secondo grado. Anche se in un unico edificio, inizialmente la scuola era formata da due storici corsi separati (per geometri e per ragionieri), unitesi nel 2001 in un unico istituto intitolato a "Giovanni Falcone", in onore del giudice.

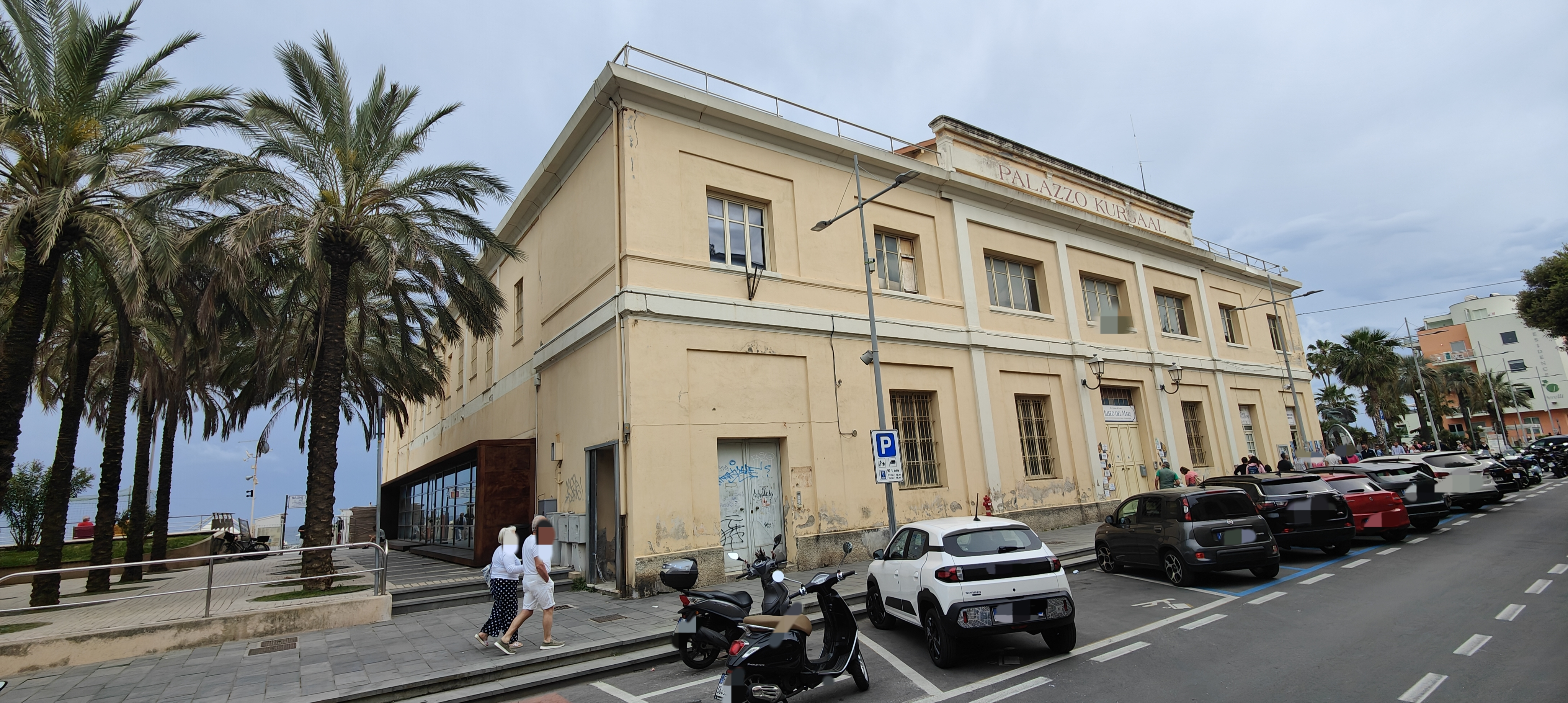
Palazzo "Kursaal": la biblioteca comunale (a sinistra con la struttura sporgente) e a destra l'ingresso per il "Museo del mare e della marineria"

Dal 1º agosto 2007 è aperta la nuova sede della biblioteca civica, presso il palazzo Kursaal.

### Musica
Già nei primi anni del Novecento a Loano esistevano due complessi musicali e da una di questa, nel secondo dopoguerra, fu fondata la Filarmonica "Luigi Cirenei" che ebbe vita fino al 1963. L'attuale Corpo Bandistico Parrocchiale "Santa Maria Immacolata" è stato costituito nel 1979 e tuttora presente.

### Eventi
- Premio nazionale "Città di Loano" per la musica popolare italiana, fine luglio.
- CarnevaLoa, il più grande Carnevale della Liguria, Febbraio (due sfilate) e luglio, sfilata serale.
- Festa delle Basue, festa delle streghe, metà agosto.
- Festa del S.S. Nome di Maria del 12 Settembre

## Geografia antropica

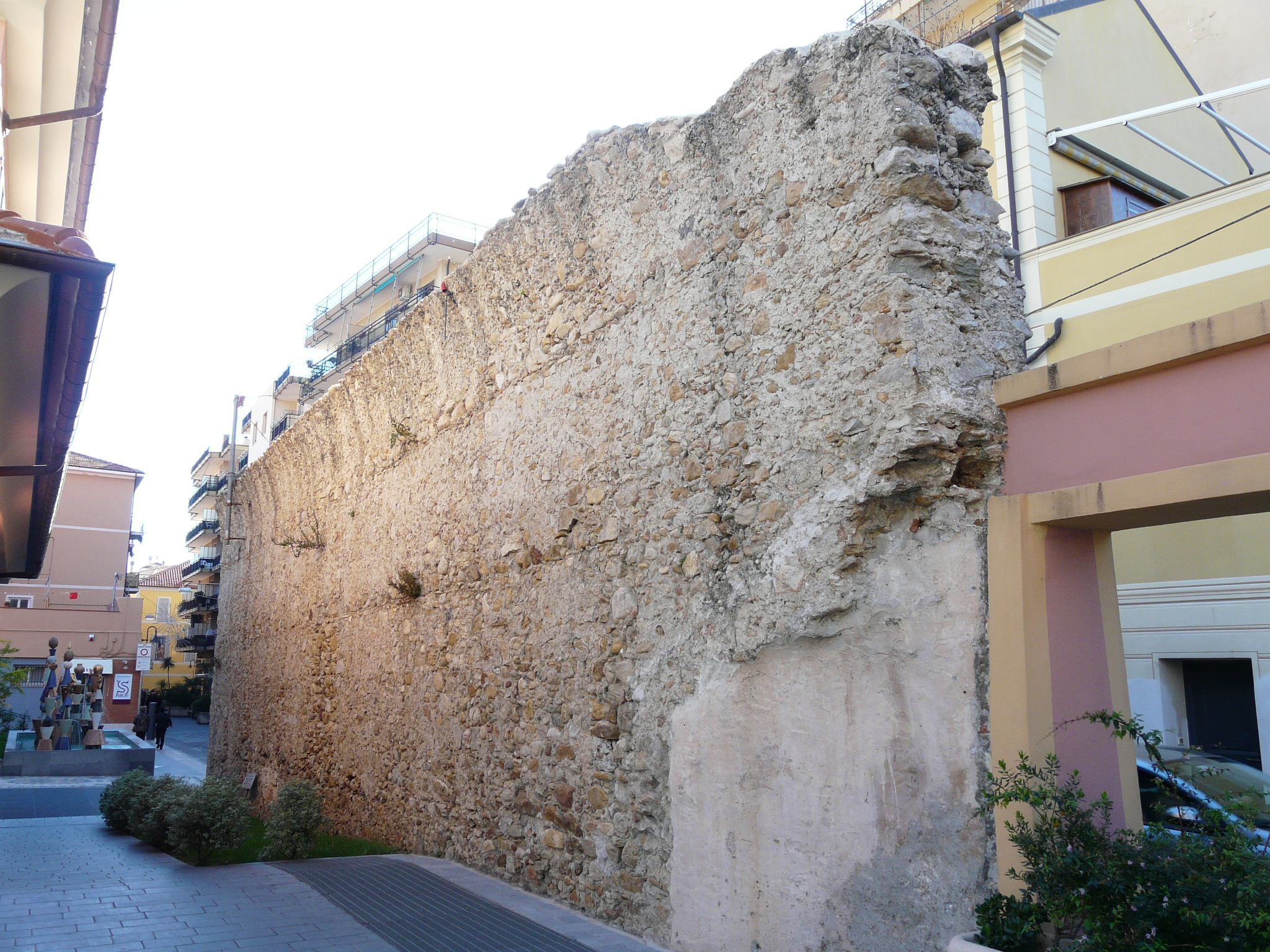
Resti delle antiche mura

Il territorio comunale è costituito dai due principali agglomerati urbani di Loano e di Verzi - quest'ultima situata nell'entroterra della valle del Nimbalto - per una superficie territoriale è di 13,48 km². Fanno altresì parte del comune le località e borgate storiche di Borgo Castello, Centro Storico, Ponente-Ponte Romano, Porto e Vignasse.
Confina a nord con il comune di Bardineto, a sud è bagnato dal mar Ligure, ad ovest con Boissano e Borghetto Santo Spirito, ad est con Pietra Ligure.
La città di Loano, nel suo insieme è costituito da tante frazioni, quartieri e borgate, che nei secoli e negli anni sono andati a formare l'intero centro abitato. I principali quartieri sono:
- Borgo Castello: il nucleo medievale della città, si trova più a nord del centro, è un borgo tipicamente ligure, costituito da stretti "caruggi" in pietra, importante è il castello, antica fortificazione, oggi appare come una sontuosa villa.
- Centro storico: è tutta la fascia abitata che costeggia la lunga spiaggia sabbiosa dalla stazione fino al porto. È distinto in due parti ben distinguibili: il Borgo di Dentro, cintato da mura cinquecentesche a pianta pentagonale; il Borgo di Fuori, più a ponente, che comincia dalla porta dell'Orologio (o porta Passorino) e arriva fino a piazza Massena. Il primo è la parte più antica della città, dove si stabilirono, a partire dal 19 luglio 1309, 71 famiglie rispondendo all'invito del feudatario Raffo Doria: qui, intorno alle attuali via Boragine e via Doria si costituì il primo nucleo di case, tra cui "casa Richeri" del 1310 (la grande casa con il portico in mattoni a vista di piazza Rocca) cui si addossarono nei secoli altre case e palazzi voluti dai Doria; al suo interno si trovano i principali palazzi della città: palazzo Doria, oggi sede municipale, la parrocchiale di San Giovanni (il cosiddetto duomo di Loano), la casa del Commissario (poi del Comandante), gli oratori dei Turchini e dei Bianchi. Il secondo (Borgo di Fuori) ha origine tra la seconda metà del Seicento e la prima del Settecento: tra le case più notevoli la casa Maccagli (1711), ben identificabile dal mare per la doppia terrazzata con porticato e il colore rosa. Nel suo giardino (da anni soppresso per far posto alla passeggiata a mare) si trovava, fino al 1943, la palma più alta d'Europa.[8]
- Ponente-Ponte Romano: è la zona residenziale più a ponente della città, sorta intorno ai resti dell'antico ponte romano chiamato "Pontasso", di cui restano ben visibili le grandiose arcate in pietra; lo scavo archeologico è vincolato dalla Soprintendenza Archeologica ligure. Qui si trovano la colonia marina "Città di Torino", il bocciodromo comunale, l'istituto superiore "Giovanni Falcone" e il grande parco delle Rose.
- Porto: è tutta la zona che si trova sulle rive del Porto di Loano, uno dei più grandi porti della riviera di Ponente, qui si trova la piccola chiesa della Madonna di Loreto, protettrice dei marinai.
- Verzi: è la frazione più collinare della città, comprendente la regione al di sopra dell'abitato da sempre chiamata Castagnabanca. Da qui partono i sentieri che portano alla cima del monte Carmo di Loano, la vetta più alta del comprensorio; ultimamente si sta trasformando in zona residenziale privilegiata.
- Vignasse: la zona più a levante di tutta la città, qui dominano distese di campi di olivi e di agrumeti, le principali piantumazioni che sorgono rigogliose nella piana di Loano. Sulle alture sorge l'ex ospedale Marino Piemontese, in disuso, ma oggetto di un piano di recupero.

## Economia
Oggi Loano è una cittadina a forte vocazione turistica, grazie alle spiagge per lo più sassose. Discreta anche la produzione agricola, grazie alla presenza di molte aziende e attività nel settore.

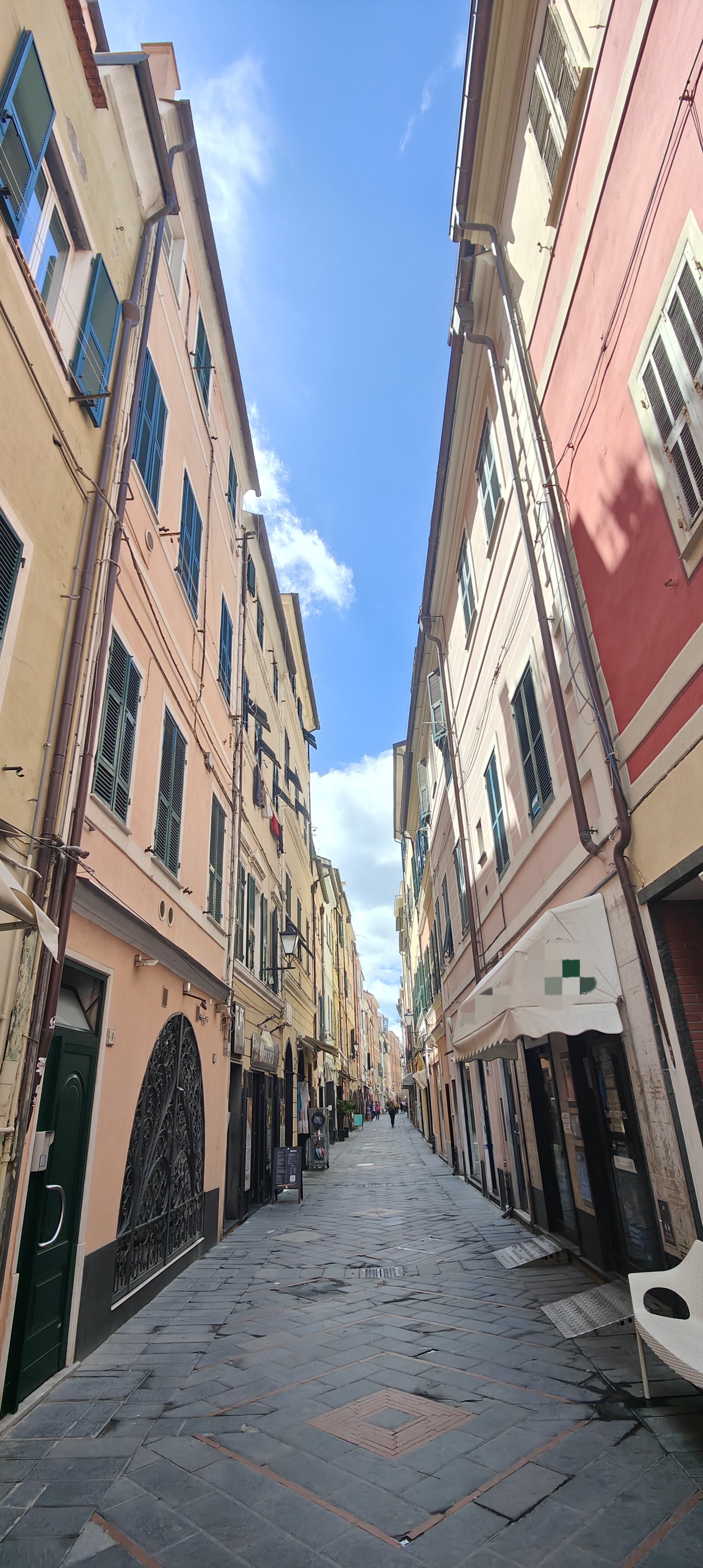
"Carruggio", il tipico centro storico ligure ricco di attività commerciali, artigianali, di moda, gastronomiche in un attimo di tranquillità per la pausa pranzo...

Importante è anche il settore dell'artigianato locale, che vede sempre più espandersi grazie all'internazionalizzazione del turismo.
La località ha ottenuto dalla FEE-Italia (Foundation for Environmental Education) il conferimento della bandiera blu per la qualità delle sue spiagge e per la qualità dei servizi del porto turistico ("Marina di Loano").

## Infrastrutture e trasporti

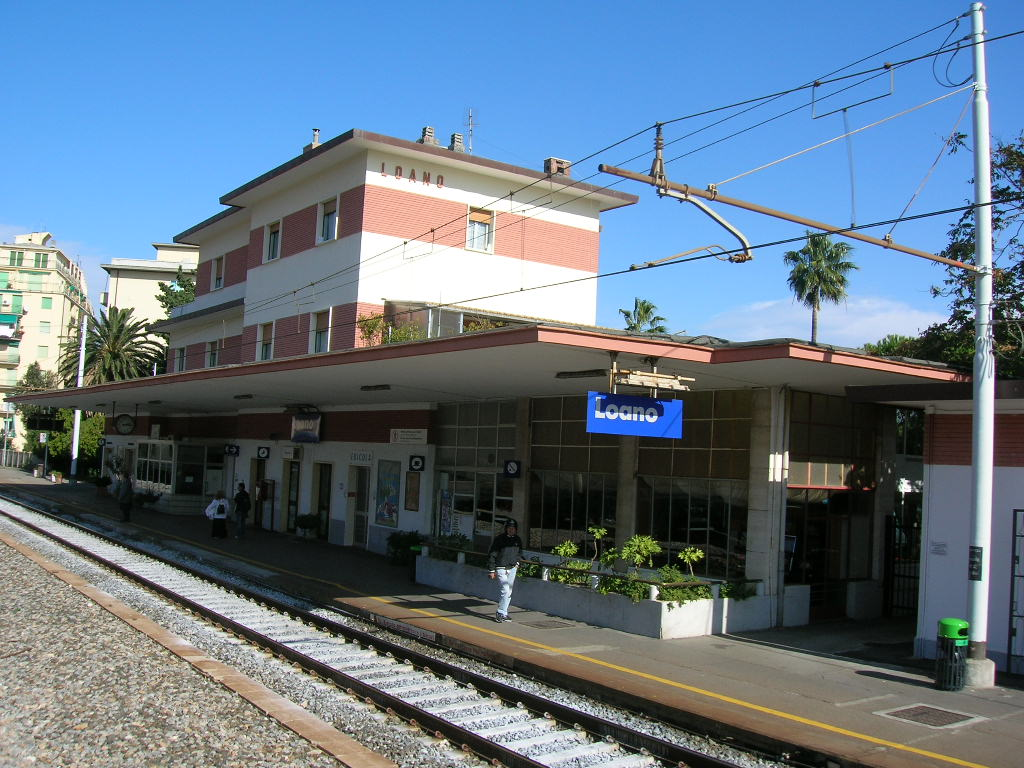
La stazione di Loano

### Strade
Il territorio di Loano è attraversato dalla strada statale 1 Via Aurelia che permette il collegamento stradale con Pietra Ligure ad est e Borghetto Santo Spirito ad ovest. La frazione Verzi (zona parcheggio dell'abitato) dista dal comune loanese 5,1 km.
La strada provinciale 25 collega il centro loanese con il territorio comunale di Boissano.

### Ferrovie
Loano è dotata di una stazione ferroviaria sulla linea Genova-Ventimiglia e si trova in uno degli ultimi tratti a binario singolo (da Finale Ligure) della riviera di ponente. Solamente dopo, all'altezza della stazione loanese, si trova il doppio binario presente fino ad Albenga. Questo doppio binario venne inaugurato nel periodo 1936-1937 (compresa quindi la doppia galleria che unisce Borghetto a Ceriale) con conseguente apertura al pubblico di due nuove stazioni entrambi progettate dall'ingegnere Roberto Narducci. Subito dopo la stazione albenganese (che dispone di un vasto fascio di binari di ricovero) all'altezza della locale sottostazione elettrica ritorna il binario unico verso Alassio fino alla tratta iniziale di Andora. All'altezza della nuova stazione inizia la doppia percorrenza, inaugurata nel 2016, che prosegue sino al confine di stato. La linea verso la Costa Azzurra, costiera, inizia subito dopo la stazione ventimigliese, è integralmente a doppio binario ed è gestita dalla SNCF anche nel tratto italiano. 
La nuova linea con il raddoppio dei binari
Un progetto di costruzione di una nuova linea ferroviaria più a monte esiste dal 2018 (dal costo di 2,51 miliardi) e nel 2021 è stato nominato il Commissario per l'esecuzione dell'opera nonostante le forti proteste di vari comitati cittadini. Al febbraio 2024 non sono pervenute notizie riguardo una reale attuazione.

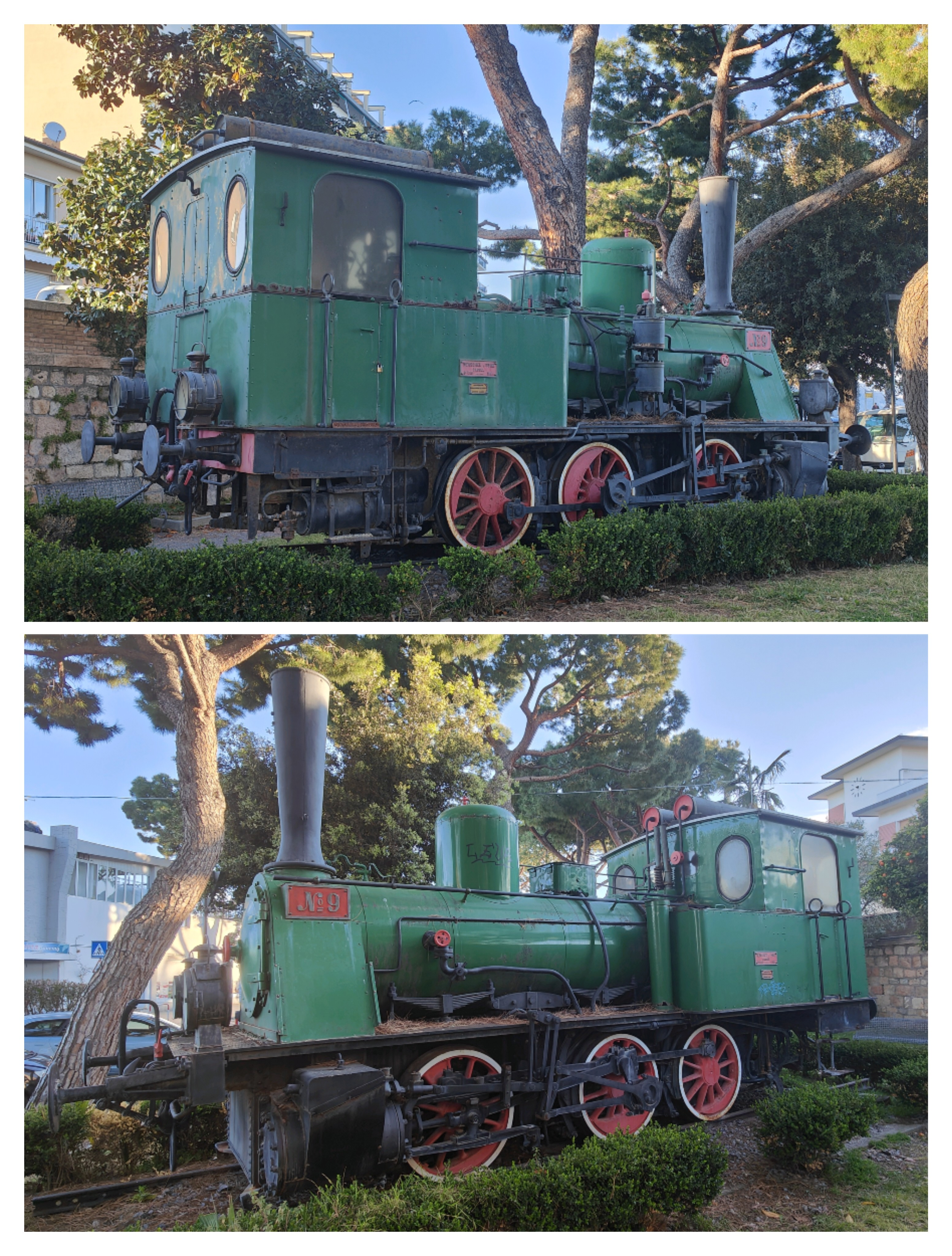
Monumento alla locomotiva (epoca 1887 appartenente alla FTN) costruzione Henschel & Sohn nel piazzale alberato sottostante l'ingresso della stazione loanese

Nel 2001 è stata realizzata la tratta di 24 km che ha soppresso la vecchia linea tutta costiera, di conseguenza le stazioni di Ospedaletti, quella vecchia di Sanremo (sostituita da una sotterranea) e di San Lorenzo sono passate alle amministrazioni comunali per la pista ciclabile che ha sostituito l'antica via ferrata. Resta ora soltanto da terminare il tracciato fra Andora e Finale Ligure lungo 32 km dei quali ben 25 km (secondo il progetto presentato) saranno realizzati in galleria.

### Porti
Il porto di Loano è uno dei più grandi della Riviera di Ponente con una disposizione di 827 posti da diporto stanziale da 8 a 65 m, 100 posti al transito da 8 a 40 m, 93 posti per nautica sociale convenzionata sino a 7,5 m, 34 posti per pescherecci professionali e 3 posti per vedette 12 m della Guardia Costiera. Al suo interno sono in funzione un grande cantiere navale, numerose attività commerciali e pubblici esercizi, lo YCML Marina di Loano e un grande stabilimento balneare a levante della struttura.

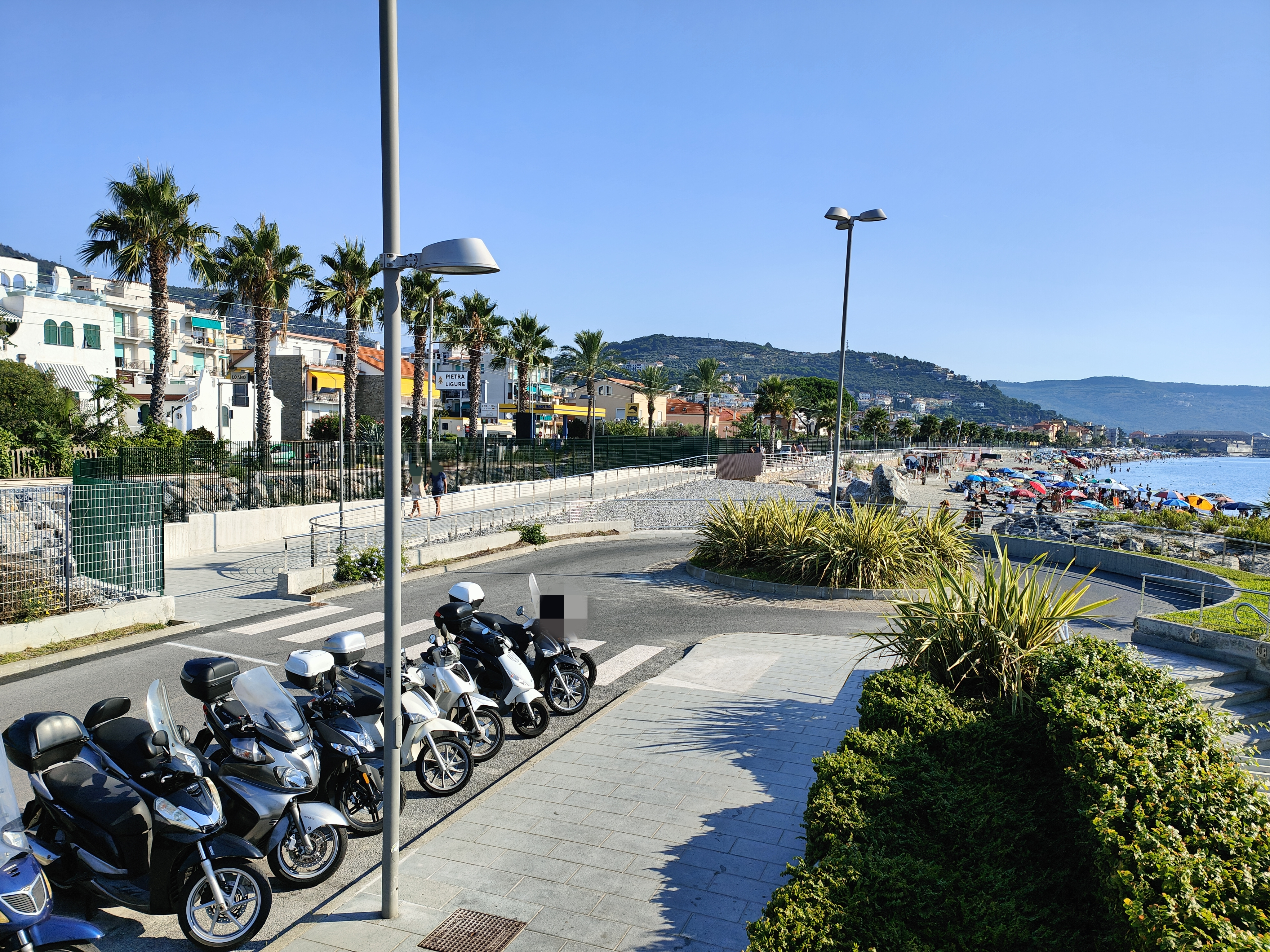
Il nuovo passaggio pedonale, lungo 50 mt. che scavalca il Rio Ciappe che unisce la passeggiata della Marina di Loano con Pietra Ligure, inaugurata nell'agosto 2025

## Amministrazione
| Periodo         | Periodo        | Primo cittadino     | Partito                                                                   | Carica         | Note   |
| --------------- | -------------- | ------------------- | ------------------------------------------------------------------------- | -------------- | ------ |
| 1928            | 1934           | Ottavio Borsarelli  | Partito Nazionale Fascista                                                | Podestà        |        |
| nd              | nd             | Giuseppe Rinonapoli | Partito Nazionale Fascista                                                | Podestà        |        |
| nd              | 1945           | Vincenzo Lisi       |                                                                           | Comm. straord. |        |
| 1945            | 1946           | Stefano Carrara     | Partito Comunista Italiano-Partito Repubblicano Italiano-Partito d'Azione | Sindaco        | [ 79 ] |
| 1946            | 1946           | Giuseppe Canepa     | Democrazia Cristiana                                                      | Sindaco        |        |
| 1946            | 1951           | Felice Vignola      | Democrazia Cristiana                                                      | Sindaco        |        |
| 1951            | 1951           | Gerolamo Bossi      | Democrazia Cristiana                                                      | Sindaco        |        |
| 1951            | 1962           | Pietro Ciarlo       | Democrazia Cristiana                                                      | Sindaco        |        |
| 1962            | 1967           | Felice Elice        | Democrazia Cristiana                                                      | Sindaco        |        |
| 1967            | 1967           | Felice Elice        | La Palma (lista civica)                                                   | Sindaco        |        |
| 1967            | 1974           | Mario Rembado       | Democrazia Cristiana                                                      | Sindaco        |        |
| 1974            | 1978           | Giuseppe Guzzetti   | Democrazia Cristiana                                                      | Sindaco        |        |
| 1978            | 1988           | Eliodoro Garassini  | Democrazia Cristiana                                                      | Sindaco        |        |
| 15 ottobre 1988 | 7 giugno 1993  | Mario Rembado       | Democrazia Cristiana                                                      | Sindaco        |        |
| 7 giugno 1993   | 28 aprile 1997 | Francesco Cenere    | Democrazia Cristiana                                                      | Sindaco        |        |
| 28 aprile 1997  | 14 maggio 2001 | Francesco Cenere    | Polo per le Libertà                                                       | Sindaco        |        |
| 14 maggio 2001  | 30 maggio 2006 | Angelo Vaccarezza   | Casa delle Libertà                                                        | Sindaco        |        |
| 30 maggio 2006  | 17 maggio 2011 | Angelo Vaccarezza   | Il Popolo della Libertà                                                   | Sindaco        | [ 80 ] |
| 17 maggio 2011  | 7 giugno 2016  | Luigi Pignocca      | Il Popolo della Libertà                                                   | Sindaco        |        |
| 7 giugno 2016   | 4 ottobre 2021 | Luigi Pignocca      | Pignocca sindaco (lista civica di centro-destra)                          | Sindaco        |        |
| 4 ottobre 2021  | in carica      | Luca Lettieri       | Per Loano (lista civica di centro-destra)                                 | Sindaco        | [ 81 ] |

### Gemellaggi
- Francheville, dal 1998

## Sport
Loano è stata "Comune europeo dello sport" nel 2010.

### Calcio
- A.S.D. San Francesco Loano, fondata nel 1905, militante nel campionato di Eccellenza. I suoi colori principali sono il blu e il rosso e la squadra gioca nello stadio comunale "Giorgio Ellena", in erba naturale.